# Suceava
Suceava (în germană Sutschawa, Suczawa sau Sotschen, în germana veche sau medievală, i.e., Mittelhochdeutsch: Sedschopff) este municipiul de reședință al județului cu același nume, Bucovina, România. Se află între Europa Centrală (mai ales din punct de vedere cultural și istoric în conceptul german Mitteleuropa) respectiv cea de Est precum și în regiunile istorice Bucovina și Moldova. Localitatea se află în sud-estul regiunii istorice Bucovina (cu excepția cartierului Burdujeni) respectiv nord-estul României. Orașul este situat în Podișul Sucevei, pe cursul râului cu același nume, la 21 km distanță de vărsarea în Siret. Municipiul Suceava este unul dintre cele mai vechi și importante orașe istorice ale României, datând din Evul Mediu (mai precis Evul Mediu târziu, din 1388), în prezent fiind tranzitat de drumul european E85 (DN2), care asigură legătura rutieră cu București, față de care se află la 432 km. Magistrala CFR 500 străbate orașul, care este nod feroviar, de aici desprinzându-se linia ferată către Transilvania.
Orașul Suceava a fost atestat documentar în anul 1388, în vremea în care domn al Moldovei era Petru al II-lea Mușat, cel care a mutat capitala de la Siret la Suceava. A îndeplinit rolul de capitală a Principatului Moldovei timp de aproape două secole, până în 1566. Istoria așezării se leagă de numele câtorva dintre cei mai cunoscuți domnitori ai Moldovei, precum Alexandru cel Bun, Ștefan cel Mare și Petru Rareș. Între raptul teritorial de la 1774 și 1918, Suceava a fost un oraș comercial liber al Casei de Habsburg, ulterior situat în Imperiul Austriac respectiv Austro-Ungaria, făcând parte din Regatul Galiției și Lodomeriei și, mai apoi, Ducatul Bucovinei (germană Herzogtum Bukowina/Buchenland sau Kronland Bukowina/Buchenland). În această perioadă, a îndeplinit rolul de localitate de frontieră austro-ungară cu Regatul României, mai precis cu Vechiul Regat. Totodată, Suceava a primit rangul de oraș comercial liber în timpul administrației austriece a Bucovinei (i.e., de-a lungul ultimelor secole ale Epocii moderne). Datorită diversității etnice, culturale și religioase de dinaintea celui de-Al Doilea Război Mondial, în oraș locuind români, germani (mai precis germani bucovineni, un grup constitutiv al germanilor din România), evrei, armeni, polonezi, ucraineni, maghiari, slovaci și cehi, fiecare etnie cu preoți și biserici pentru fiecare rit, profesorul, numismatul și istoricul sucevean Rudolf Gassauer numea Suceava „o Austrie în miniatură”.
În secolul al XX-lea, orașul s-a extins prin înglobarea localităților limitrofe Burdujeni și Ițcani (germană Itzkany), devenite ulterior cartiere. În perioada comunistă, a avut loc un amplu proces de industrializare a Sucevei, conducând la o creștere exponențială a populație de peste zece ori. Suceava a primit rangul de municipiu în anul 1968. La recensământul din 2011, municipiul a avut o populație de 92.121 de locuitori, fiind atunci al 23-lea cel mai mare centru urban al României. În cadrul recensământului populației din 2021 (amânat și efectuat în 2022 din rațiuni de pandemie de COVID-19), Suceava avea o populație de 84.308 locuitori. Astfel, conform recensământului respectiv, Suceava era atunci al 22-lea cel mai mare dintre orașele României. În 2023, conform Institutului Național de Statistică (INS), populația orașului se ridica la 119.694 de locuitori.
La nivel turistic, municipiul Suceava este recunoscut pentru fortificațiile medievale ale acestuia, mai precis bisericile/mănăstirile medievale (una dintre acestea fiind recunoscută de UNESCO ca World Heritage Site, mai precis biserica din Mănăstirea Sfântul Ioan cel Nou) precum și Cetatea de Scaun a Sucevei unde se organizează anual un festival de artă medievală intitulat „Festivalul de Artă Medievală Ștefan cel Mare”. În trecut, tot în cadrul Cetății de Scaun a Sucevei a fost organizat un festival tematic de muzică rock intitulat Bucovina Rock Castle care a atras de-a lungul timpului atât artiști autohtoni cât și străini (e.g., chitaristul olandez Jan Akkerman cu formația acestuia, anterior cunoscut datorită formației Focus, în anul 2015). Din anul 2022, festivalul tematic de muzică rock al orașului se intitulează Cetatea de Rock a Sucevei și și-a reînceput activitate. Ediția din 2023 i-a avut invitați pe Celelalte Cuvinte sau Kempes. Alt festival tematic de muzică rock (dar și heavy metal) al Sucevei este Bucovina Motorfest, organizat vara, mai precis în luna august. Totodată, în Suceava se organizează anual un festival de blues cunoscut ca Suceava Blues Festival (aflat la 14 ediții până acum) precum și unul de jazz, intitulat Suceava Jazz Fest, aflat la prima ediție în 2025. În trecut, un fost muzician faimos internațional, mai precis pianistul francez Richard Clayderman, a concertat pe Stadionul Areni în Suceava în 2009 în fața unui public de peste 12.000 de spectatori, cel mai numeros public de la concertele lui din România.

## Alte nume
- în germana medievală (i.e., Mittelhochdeutsch) Sedschopff[20]
- în germană Sutschawa, Suczawa sau Sotschen
- în poloneză Suczawa[21]
- în maghiară Szucsáva sau Szűcsvár (denumire veche)
- în idiș שאָץ Șoț
- în ucraineană Сучава (Sučava)
- în armeană Սուչավա, Սչովա, Սոչով, Սիչով, Սուչով, Շեչով (Suchava, Shchova, Sochov, Sichov, Suchov, Shechov)[22]

## Geografie

### Localizare
Municipiul Suceava se află în extremitatea nord-estică a României, în Podișul Sucevei, subdiviziune a Podișului Moldovei, la o altitudine medie de 325 metri. Localitatea se găsește la intersecția drumurilor europene E85 și E58, la distanțele de 432 km pe șosea și 450 km pe calea ferată de capitala țării, București.
Luând Cetatea de Scaun a Sucevei ca punct de reper, zona Sucevei poate fi localizată după coordonatele 47°39′5″ latitudine N și 26°15′20″ longitudine E.
Municipiul Suceava este reședința și totodată cel mai mare centru urban al județului cu același nume, fiind localizat în partea central-estică a sa. Localitatea a fost declarată municipiu în anul 1968, fiind cel mai vechi municipiu dintre cele cinci care se găsesc pe teritoriul județului Suceava: Suceava (1968), Fălticeni, Rădăuți, Câmpulung Moldovenesc (1995) și Vatra Dornei (2000). De asemenea, Suceava reprezintă de departe principalul centru economic, social, politic și cultural al județului.
Orașul (cu excepția cartierului Burdujeni) se află în regiunea istorică Bucovina, fiind localitate de frontieră austro-ungară și al doilea centru urban al Bucovinei ca mărime și importanță după capitala Cernăuți.
Localitatea este situată pe cursul râului Suceava, afluent de dreapta al Siretului, la distanța de 21 km de vărsarea în Siret (lângă orașul Liteni) și 149 km de locul de izvorâre (Masivul Lucina din Obcina Mestecănișului). Râul separă vechiul oraș Suceava de cartierele suburbane Burdujeni și Ițcani și a determinat în timp configurația neobișnuită a reliefului urban al Sucevei, care include zone de deal (cu platouri și versanți), zone de luncă și două crânguri: Zamca și Șipote (ambele localizate în granițele orașului).
Teritoriul municipiului Suceava are o suprafață de aproximativ 52,1 km² și se învecinează cu următoarele localități: comuna Șcheia (la vest), comuna Moara (la sud-vest), comuna Ipotești (la sud-est), orașul Salcea (la est), comuna Adâncata (la nord-est), comuna Mitocu Dragomirnei (la nord) și comuna Pătrăuți (la nord-vest).

### Orașe apropiate
Reședințele celorlalte județe, apropiate de județul Suceava, sunt situate la distanțe variabile de municipiul Suceava, astfel: Botoșani – 42 km; Piatra Neamț – 106 km; Bistrița – 200 km; Iași – 145 km; Bacău – 147 km; Vaslui – 216 km.
Față de celelalte municipii din județul Suceava, Suceava se află la următoarele distanțe: Fălticeni – 25 km; Rădăuți – 37 km; Câmpulung Moldovenesc – 70 km; Vatra Dornei – 110 km.
Orașele din județul Suceava se află la următoarele distanțe față de reședința județului: Gura Humorului – 37 km; Siret – 42 km; Solca – 50 km; Vicovu de Sus – 58 km; Dolhasca – 44 km; Liteni – 31 km; Salcea – 11 km; Cajvana – 32 km; Milișăuți – 26 km; Frasin – 44 km; Broșteni – 162 km.

### Relief

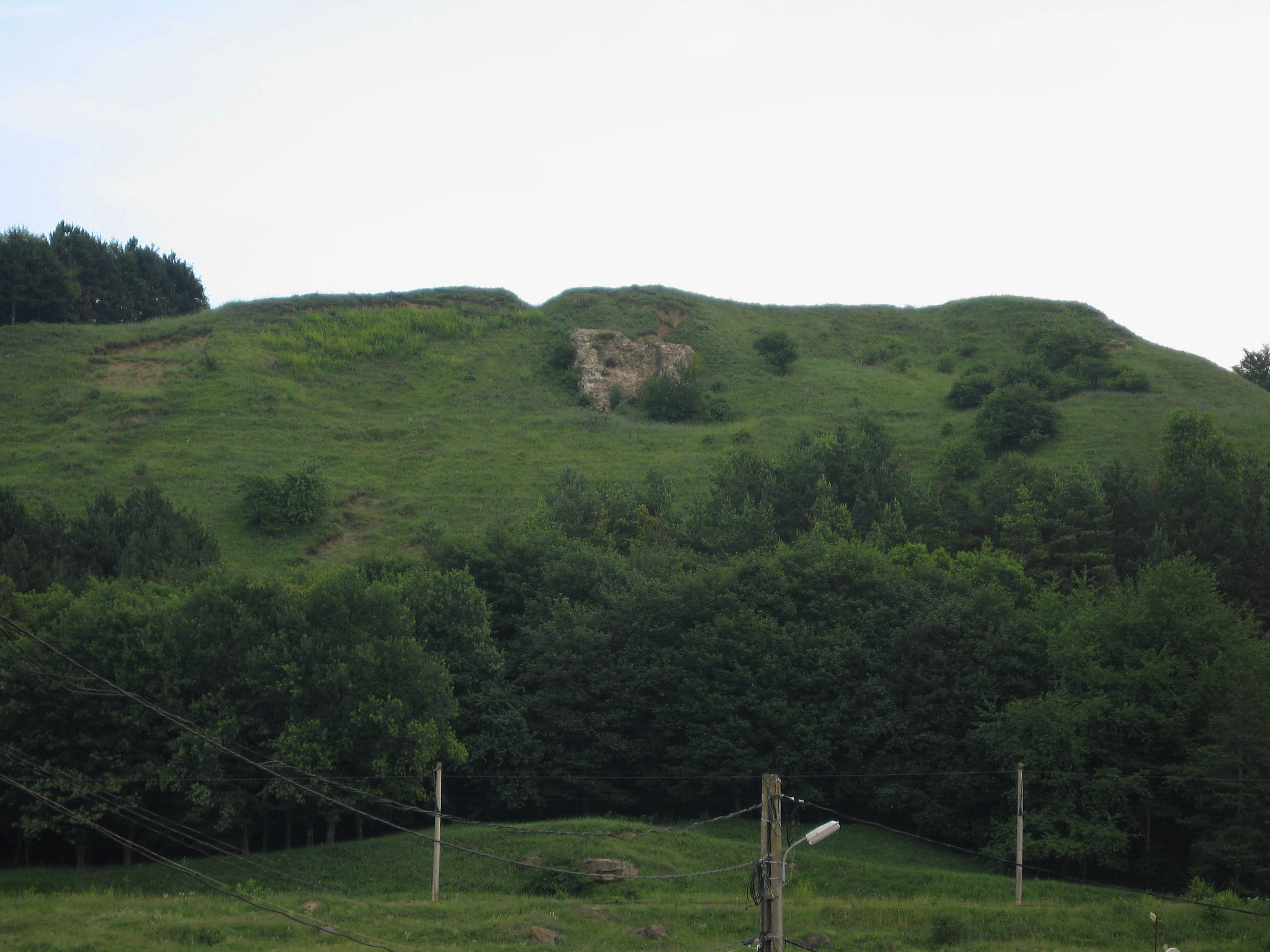
Dealul Șeptilici pe care se găsesc ruinele Cetății Șcheia, văzut de pe drumul Ițcani–Șcheia

Municipiul Suceava este situat în platforma Suceava-Bosanci, parte componentă a Podișului Sucevei și care face parte din Podișul Moldovei.
Aspectul caracteristic al reliefului Sucevei este cel al unui vast amfiteatru, cu deschidere spre valea râului Suceava, cu înălțimea maximă de 435 metri (dealul Țarinca) și cea minimă de 270 metri (în zona albiei râului Suceava).
Trăsăturile generale ale reliefului sunt în mare parte o consecință a litologiei și a structurii monoclinale. Litologia este dominată de depozitele sarmațiene care reflectă regimul de platformă cu succesiuni de straturi argilonisipoase, marne, gresii și calcare oolitice.
Relieful din zona orașului și din împrejurimi este foarte variat, cu o fragmentare sub formă de platouri, coline (cueste) și dealuri (Zamca – 385 metri; Viei – 376 metri; Mănăstirii – 375 metri; Țarinca – 435 metri) separate de văile râurilor și pârâurilor: Suceava, Șcheia, Târgului, Bogdana, Mitocu și Morii.
Orientarea generală a interfluviilor, cât și a văii Sucevei este nord-vest – sud-est, conform structurii geologice cu caracter monoclival. Pantele reliefului se prezintă destul de variat. Majoritatea lor, aproximativ 60% din suprafața teritoriului, sunt sub 3°, 25% din teritoriu cuprinde pante între 3° și 10°, iar 15% din teritoriu are pante peste 10°.
Principalele unități de relief din oraș și din zona înconjurătoare, de vârstă cuaternară, pot fi clasificate în trei mari grupe:
- platourile, larg vălurite, reprezentate prin dealul Zamca și dealul Cetății; cele sub formă de coline se întâlnesc numai în partea de sud-est a orașului;
- versanții deluviali (circa 25% din suprafață), apăruți ca urmare a dinamicii active a proceselor geomorfologice (alunecări de teren, eroziuni areolare și liniare), se întâlnesc mai ales în bazinul superior al văii râului Târgului, pe versanții de vest și sud-est ai dealului Zamca și pe versantul drept al Sucevei;
- șesurile aluvionare, modelate sub forma unor trepte, au un caracter îmbucat.

Ele s-au detașat ca trepte prin adâncirea succesivă a albiei Sucevei astfel:
- o treaptă între 0 și 2 metri, inundabilă;
- o treaptă mai înaltă între 2 și 4 metri, inundabilă periodic;
- ultima treaptă între 4 și 7 metri, cea mai înaltă a șesului.

În afara acestor trei trepte ale șesului se mai pot delimita încă șase terase:
- terasa de 20–25 metri, în zona fostului abator Burdujeni;
- terasa de 60–70 metri, dealul Burdujeni;
- terasa de circa 100 metri, dealul Viei și dealul Mănăstirii;
- terasa de 130–140 metri, dealul Velniței;
- terasa de 150–160 metri, dealul Țarinca;
- terasa de 180–190 metri, dealul Căprăriei.

### Hidrografie

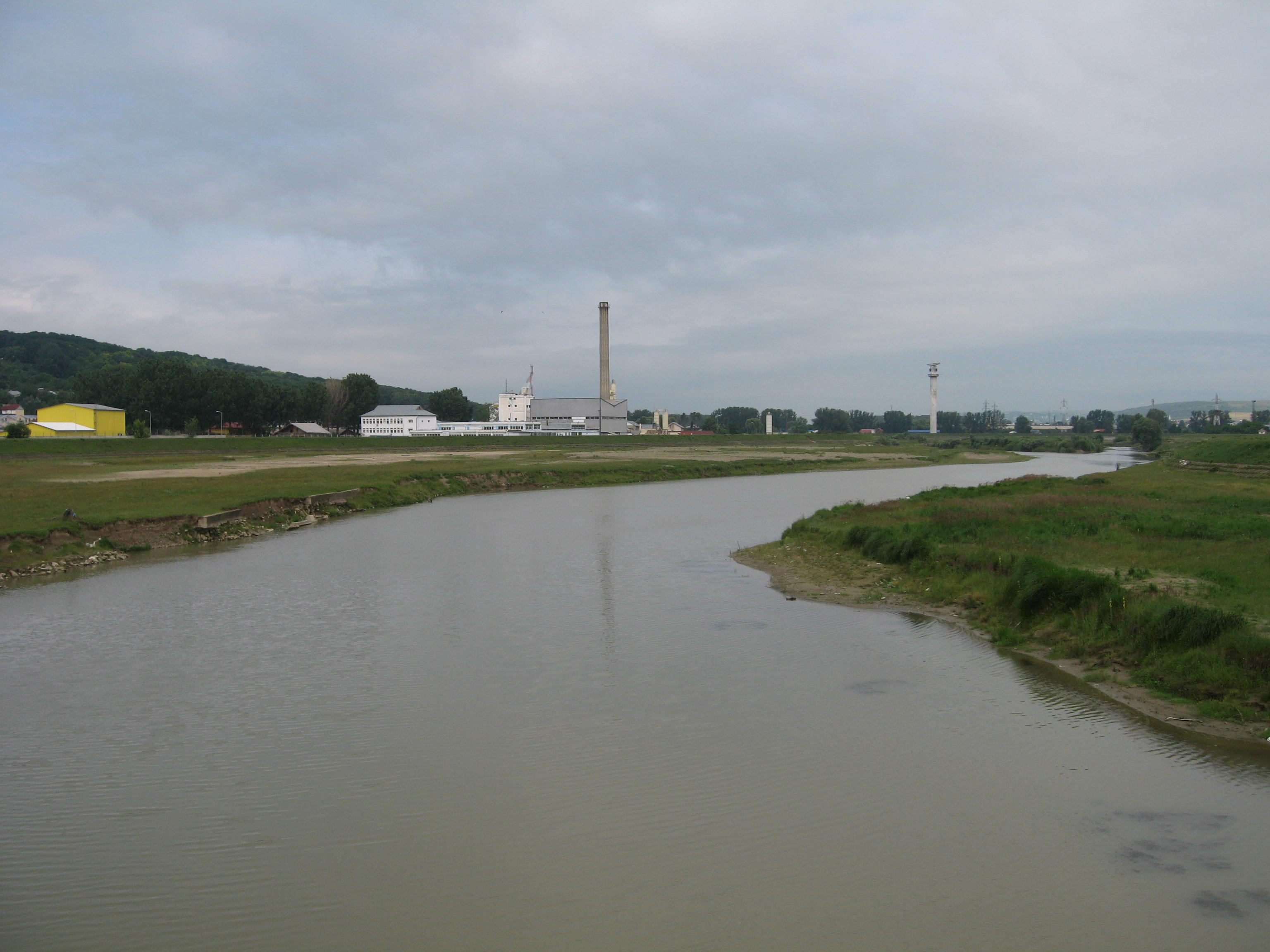
Râul Suceava, văzut de pe podul rutier ce face legătura între Centrul Sucevei și cartierul Burdujeni

Teritoriul județului Suceava aparține în întregime bazinului hidrografic al Siretului. Râul Suceava, principala apă curgătoare din perimetrul municipiului cu același nume, creează în dreptul orașului o albie largă, un culoar de 1,5 km lățime, în cea mai mare parte neinundabil, ca urmare a măsurilor de îndiguire și protejare a întregului spațiu afectat zonei industriale și de agrement. De-a lungul timpului, râul Suceava a suferit deplasări succesive către sud și sud-vest, lăsând în partea opusă vechi albii sub formă de terase.
Un rol important atât în evoluția văii principale, cât și a celor afluente l-au avut procesele geomorfologice de modelare a versanțiior. Râul Suceava primește pe partea dreaptă pâraiele Șcheia și Târgului, cu versanți asimetrici, iar pe stânga Mitocu, Bogdana și Morii. Apele stătătoare, sunt, în general, puțin răspândite, ele fiind recente creații artificiale (lacul de acumulare de la Dragomirna, iazurile de la Fetești, Moara, Bunești sau Siminicea).

### Geologie
În fundamentul orașului, la adâncimea de 1500 metri, se găsește scufundată marea unitate geostructurală a Platformei Ruse, acoperită de depozite sedimentare necutate, de vârstă paleozoică, mezozoică și terțiară, cele mai noi straturi care alcătuiesc relieful actual fiind de vârstă sarmatică și cuaternară.
Structurile depozitelor sarmatice (gresii și calcare oolitice) reflectă regimul de platformă. Straturile sunt necutate, cu o ușoară înclinare sub 1° de la nord-vest către sud-est. În zona vetrei orașului relieful este și mai nou, el fiind în întregime de vârstă cuaternară.
Râul Suceava a constituit agentul principal de modelare al reliefului. Structura geologică de platformă se reflectă în mod evident în relief prin formarea de creste, văi subsecvente (Șcheia, Târgului), văi cu caracter reconsecvent (Suceava) și prin platouri și coline cu caracter structural (zona Mănăstirea Zamca, zona Cetatea de Scaun a Sucevei) și cu aspect etajat.

### Soluri
Solurile din raza orașului intră, în general, în categoria celor de silvostepă, solurile cernoziomice levigate fiind specifice zonei. Aceste soluri par o formă relictă, corespunzătoare unei epoci mai secetoase din trecut, dat fiind faptul că sunt soluri tipice de silvostepă. Ele sunt cele mai fertile soluri din zonă, folosite la cultura
cartofului, sfeclei de zahăr și a cerealelor.
Pe terasele superioare ale Sucevei se găsesc soluri cenușii de pădure, cu o fertilitate mai scăzută. În lunca Sucevei există soluri aluvionare, formate din depozite fluviale de pietriș și nisip, utilizate, în parte, pentru cultura legumelor și a cartofului.

### Climă
Din punct de vedere climatic municipiul Suceava se găsește în zona climatului temperat-continental de dealuri. Există anumite caracteristici ale mediului înconjurător care influențează clima orașului, precum:
- altitudinea, gradul de fragmentare și de orientare a versanților etc.
- peisajul urban, alcătuit din blocuri cu încălzire centrală, străzi pavate, unități industriale etc. Acestea au determinat existența unor deosebiri microclimatice între diferite puncte ale orașului (Centru, Obcini, zona Ițcani-Gară, zona Mănăstirii Zamca, zonele Burdujeni-Combinat, Burdujeni-Centru și Burdujeni-Sat).

Evoluția vegetației confirmă și ea existența deosebirilor microclimatice dintre diferitele zone ale orașului, diferența de producere a fenofazelor fiind de:
- două până la trei zile, între Centru și zona Zamca;
- trei până la cinci zile, între Centru și Șcheia;
- două zile, între Centru și dealul Cetății.

Teritoriul orașului Suceava ca și întreg teritoriul României se află sub incidența maselor de aer care determină anumite caracteristici în inducția fenomenelor meteorologice și climatice.

### Floră
În împrejurimile orașului se găsește atât vegetație specifică zonei dealurilor, cât și cea caracteristică zonei de luncă. Suceava și teritoriul înconjurător aparțin în întregime zonei pădurilor de foioase care, mult reduse în decursul vremurilor, au căpătat un aspect discontinuu. În prezent, din vechiul codru au rămas împădurite doar masivul Dragomirna și dealul Ciungilor-Ilișești.
Subarboretul acestor păduri este format din lemn câinesc (Ligustrum vulgare), măceș (Rosa canina), sânger (Cornus sanguinea), corn (Cornus mas), alun sălbatic (Corylus colurna), soc (Sambucus nigra) etc. Răspândirea în trecut a pădurilor este atestată și de o serie de fitonime ca: Dumbrăveni, Ipotești, Lisaura, Plopeni, Salcea, Tișăuți și altele.

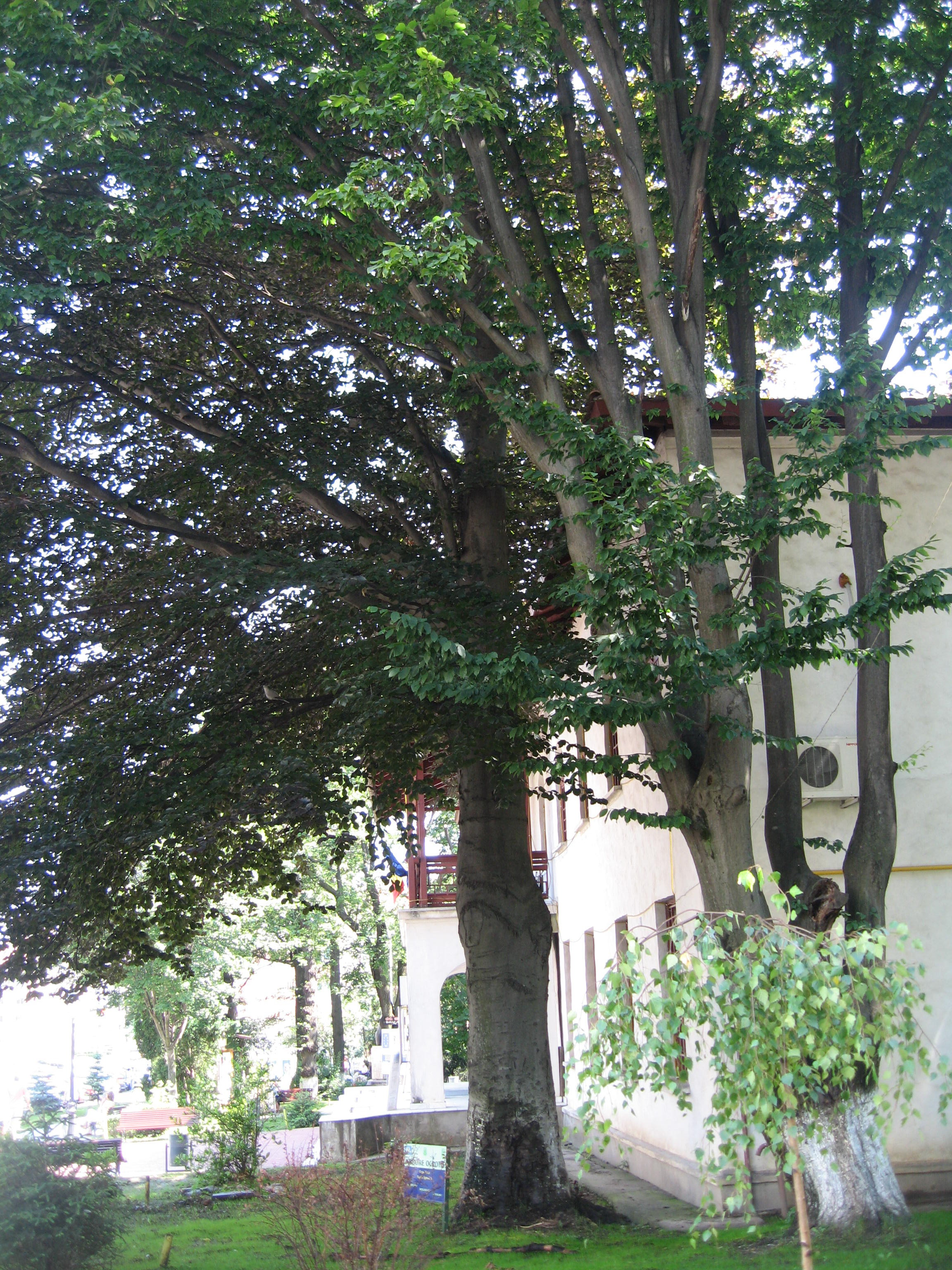
Fagul roșu, monument al naturii, în Parcul Profesor Ioan Nemeș

Vegetația de luncă a Sucevei cuprinde plante hidrofile lemnoase (salcie, răchită, plop, arin) și ierboase (rogoz, pipirig, izmă, piciorul cocoșului etc). Pe teritoriul municipiului și în împrejurimi se găsesc și plante rare, veritabile monumente ale naturii, ocrotite de lege. Astfel, la circa 9 km de oraș și la 1 km lateral de drumul european E85 se află rezervația floristică Ponoare unde există dediței (Pulsatilla patens și Pulsatilla montana), rușcuța de primăvară (Adonis vernalis), frăsinei (Dictamnus albus), stânjenei (Iris coespitosa și Iris sibirica), bulbuci (Trolius europaeus) etc.
Tot în apropiere de Suceava, la 6 km de oraș, pe teritoriul comunei Moara, se află rezervația floristică de la Frumoasa, mai mică decât cea de la Ponoare, cu specii asemănătoare, dar și cu alte plante rare, printre care vinețelele (Centaurea marclialliana).
În Parcul Profesor Ioan Nemeș din centrul orașului, lângă clădirea Muzeului de Științele Naturii, se află un exemplar de fag roșu (Fagus sylvatica v. antropurpurea).
Pătura erbacee specifică zonei cuprinde în special pirul (Agropyron brandzae) și iarba grasă (Portulaca oleracea). De asemenea, se bucură de condiții bune de dezvoltare cerealele, plantele tehnice și legumele. În lunca Sucevei există o zonă cu sere, care ocupă o suprafață destul de însemnată, iar pe versanții dealurilor din împrejurimi se află de livezi cu pomi fructiferi.

### Faună
Diversitatea condițiilor fizico-geografice din zonă se reflectă și în cadrul lumii animale prin varietatea de mamifere, mai ales ierbivore, precum și prin numeroasele păsări.
În pădurea de la Pătrăuți trăiește o colonie de cerbi (Cervus elaphus), iar în cea de la Mihoveni sunt mulți fazani (Phasianus colchicus). Interes cinegetic în zonă mai prezintă iepurele (Lepus europaeus), căprioara (Capreolus capreolus), vulpea (Canis vulpes) și mistrețul (Sus scrofa), care populează pădurile din apropiere.
Dintre păsări predomină grangurul (Oriolus oriolus), botgrosul (Coccothraustes coccothraustes) și sitarul (Scolopax rusticola).
Apele din zonă sunt populate cu mreană (Barbus jluviatilis), clean (Leuciscus cephalus), lipan (Thymolus thymolus), scobar (Chonarostoma nasus) și crap (Cyprinus carpio).

## Istorie

### Preistorie și Antichitate
Teritoriul actualului oraș Suceava și împrejurimile sale au fost locuite, așa cum atestă cercetările arheologice, din timpuri străvechi, începând chiar din Paleolitic. În secolele al II-lea și al III-lea exista aici o așezare a dacilor liberi, descoperirile arheologice relevând și puternice influențe romane.

### Evul Mediu
În epoca migrației și în secolele următoare populația autohtonă a continuat să viețuiască pe aceste meleaguri, iar la sfârșitul secolului al XIV-lea, Suceava este menționată drept capitală a Moldovei.
Cetatea Sucevei (u gorodea Soceavea') este menționată pentru prima dată într-un document din 10 februarie 1388 al voievodului moldovean Petru al II-lea Mușat (1375–1391), în care este vorba de împrumutul (3.000 de ruble de argint frâncesc) cerut de regele Poloniei, care a oferit drept garanție de restituire a banilor provincia Pocuția. Documentul se încheie cu textul „... Și s-a scris cartea în Cetatea Sucevei, luni, în întâia săptămână a Postului sub pecetea noastră, în anul nașterii Domnului 1388”. Cetatea este menționată și în alte documente moldovenești din 1393 și 1395.
Începând cu domnia lui Petru al II-lea Mușat, Cetatea Sucevei devine principala cetate de scaun a Țării Moldovei, această funcție îndeplinind-o și în vremea lui Aron Vodă (1592–1595), Ștefan Răzvan (1595) și a Movileștilor. Odată cu Alexandru Lăpușneanu (1552–1561, 1564–1568), reședința domnească este mutată la Iași. Anul mutării reședinței este 1565.
Lângă oraș s-au aflat două cetăți: una mai veche la Șcheia, alta puțin mai nouă, care există și astăzi. Între cele două se dezvoltă, încă din prima parte a secolului al XIV-lea, orașul Suceava. Cetatea Șcheia, una dintre cele mai vechi cetăți din Moldova, dar cu o existență scurtă, a fost dărâmată în timpul lui domniei lui Alexandru cel Bun (1400–1432). Cetatea de Scaun a Sucevei, existentă și în prezent, a avut timp de trei secole un rol important în viața politică a Moldovei.
În Evul Mediu, orașul este populat cu români, dar și cu germani (mai precis sași), maghiari și armeni, ultimii având dreptul de a-și alege un șoltuz propriu (ce purta numele de „voit”).
Din Suceava, Alexandru cel Bun conduce țara timp de 32 de ani, mărind cetatea și întărindu-i zidurile. În 1401, aici se stabilește și Mitropolia Moldovei. Rolul de catedrală mitropolitană este îndeplinit de Biserica Mirăuți (în perioada 1402–1522), iar ulterior de Biserica Sfântul Gheorghe din cadrul actualei Mănăstiri Sfântul Ioan cel Nou.
În 1408, Alexandru cel Bun acordă privilegii negustorilor lioveni, iar orașul Suceava este menționat ca unul dintre locurile de depozitare a postavului, precum și a unor mărfuri de export ale Moldovei.
Epoca de apogeu avea să fie însă în timpul lui domniei lui Ștefan cel Mare (1457–1504). În vara anului 1476, Mahomed al II-lea Cuceritorul își încearcă norocul sub zidurile cetății, dar rezistența moldovenilor îl silește să se retragă. Ștefan cel Mare făcuse din Suceava un fel de creier al sistemului său de apărare. În 1497, 21 de zile și nopți în șir, tunurile leșilor au bătut în ziduri, dar acestea au rămas neclintite. Niciodată cetatea n-a fost cucerită prin forța armelor.

### Epoca modernă
La data de 21 mai 1600, oastea lui Mihai Viteazul intră fără luptă în cetate, iar la 26 mai, Ioan Capturi, noul pârcălab al Sucevei, jură credință marelui voievod care se intitulează „domn al Țării Românești și Ardealului și a toată Țara Moldovei.” După mutarea capitalei Moldovei la Iași în 1565, asupra orașului se așează vremuri grele, localitatea intrând tot mai mult în anonimat.
În 1775, ca urmare a atitudinii de neutralitate pe care a avut-o în timpul conflictului militar dintre Turcia și Rusia (1768–1774), Austria primește o parte din teritoriul Moldovei, în care se află și Suceava (granița cu România trecea chiar pe la sud-est de oraș).
Timp de un secol și jumătate acest teritoriu face parte din Imperiul Habsburgic (ulterior Austro-Ungaria), primind numele de Bucovina. Suceava este al doilea oraș ca mărime și ca importanță al Bucovinei, după capitala Cernăuți. De asemenea, în această perioadă, Suceava îndeplinește rolul de localitate de frontieră austro-ungară.
La sfârșitul secolului al XIX-lea și începutul secolului al XX-lea, orașul cunoaște o perioadă de modernizare și dezvoltare, ce transformă vechiul târg medieval, intrat în anonimat după pierderea statutului de capitală a Moldovei, într-un oraș important și modern din cadrul Ducatului Bucovinei.
Perioada de înflorire urbană a Sucevei se produce în timpul mandatului lui Franz Des Loges (1846–1914), om politic austriac din Bucovina. El a îndeplinit funcția de primar al Sucevei timp de aproape un sfert de secol, între 1891 și 1914. În această perioadă sunt construite o serie de clădiri pentru instituțiile locale, care schimbă peisajul localității. O parte dintre aceste edificii există și în prezent, în ele funcționând: Prefectura și Consiliul Județean Suceava (Palatul Administrativ orășenesc, finalizat în 1903–1904 și în care inițial erau adăpostite administrația orașului, poliția, pompierii, o casă de economii și muzeul de istorie), Muzeul de Istorie (inițial sediul Căpităniei Districtuale, datând din 1902–1903), Colegiul Național „Ștefan cel Mare” (Gimnaziul greco-oriental, construit între 1893–1895 pe locul vechii Piețe de lemne), Spitalul Vechi (Casa publică generală a bolnavilor din Suceava, construită în perioada 1891–1903), vechea Uzină de Apă a Sucevei.
În anul 1895, primarul Franz de Loges contractează un împrumut de 1,5 milioane de coroane pentru electrificarea orașului, construcția canalizării, a unui apeduct și îndiguirea râului Suceava. În anul 1908 este pusă în funcțiune Uzina electrică, construită de Societatea Unificată de Electricitate din Viena. Este introdus în oraș iluminatul public electric, instalându-se stâlpi metalici din zăbrele, cu lampadare. În 1912 este dată în folosință Uzina de apă, concomitent cu rețeaua publică de aducțiune, alimentare cu apă și canalizare pentru ape reziduale. De asemenea, sunt pavate pentru prima dată străzile orașului.
Franz Des Loges are un rol important și în plan cultural. El sprijină procesul de restaurare și punere în valoare a unor monumente istorice reprezentative, coordonat de arhitectul austriac Karl Romstorfer. În cadrul acestui proiect, se realizează lucrări de consolidare a ruinelor Cetății de Scaun, se restaurează Mănăstirea Sfântul Ioan cel Nou și Biserica Mirăuți. În ianuarie 1900, se constituie Societatea „Muzeul orășenesc din Suceava” (în prezent Muzeul Național al Bucovinei).

### Epoca contemporană
După izbucnirea Primului Război Mondial, foarte mulți bucovineni fug în Moldova și se înrolează în armata română. La data de 28 noiembrie 1918 are loc Unirea Bucovinei cu România. Astfel, Suceava trece sub administrație românească. În perioada interbelică, orașul este reședința județului Suceava (compus din trei plăși). În 1926, localitatea Burdujeni, ce avea administrație separată până atunci, devine parte componentă a orașului. Ulterior, același lucru se petrece și cu fostul sat Ițcani, transformat în cartier al Sucevei după Al Doilea Război Mondial.
După instaurarea regimului comunist în România, orașul intră într-o perioadă de industrializare masivă. Transformările din perioada comunistă schimbă complet aspectul fostului târg bucovinean. Astfel, centrul localității este sistematizat, în locul multor dintre vechile clădiri, apărând blocuri de locuințe și construcții noi. Începând cu anul 1959, în zona din lunca râului Suceava, între Burdujeni și orașul vechi, sunt deschise câteva dintre marile unități industriale ale orașului. Ramurile industriei se diversifică și apar cartiere noi cu ansambluri de locuințe: Areni, George Enescu, Cuza Vodă, Zamca, Obcini, etc.
După Revoluția din decembrie 1989, rând pe rând, fabricile orașului se închid sau își reduc considerabil activitatea. Caracterul preponderent industrial al localității este înlocuit de unul comercial. În 2010, Suceava este orașul din România cu cea mai mare densitate de spații comerciale raportat la numărul de locuitori.

### Etimologia denumirii
Există următoarele teorii cu privire la originea numelui orașului Suceava:
- Simion Dascălul în „Letopisețul Țării Moldovei până la Aron Vodă”: „Suceava scrie (Grigore Ureche) că o au descălecat niște cojocari unguréști, ce să chiamă pre limba lor suci, iar Suceava pre limba ungurească să chiamă Cojocărie.” Numele se compune din maghiarul „szűcs” (pronunțat: „suci”), în traducere „cojocar”, „suci” + sufixul slavo-român „–eavă”, rezultând „cojocărie” (în maghiară „szűcsség”). Originea slavă, bulgară sau română a sufixului „–eavă” prezent în cuvintele gâlceavă, iznoavă, ispravă etc. este dezbătută și astăzi.[29]
- De la râul Suceava, al cărui nume vine din românescul „soc” (specie de arbuști), articulat „socea” + sufixul slav „–va” (prezent și în „Moldova”).[30] Această etimologie este problematică, fiindcă forma articulată a substantivului „soc” este „socul”, nu „socea”.
- De la cuvântul ucrainean pentru linte, „socevița” (Сочевиця).

### Stema orașului
Stema actuală a municipiului Suceava se compune dintr-un scut albastru, încărcat cu o cetate crenelată, de argint, dotată cu ferestre, așezată pe o câmpie verde. În fața cetății, Sfântul Gheorghe ecvestru (cal alb), nimbat de aur, purtând mantie, brâu și cizme roșii, străpunge cu o lance de aur balaurul negru. În șef se află capul de bour având o stea cu cinci raze între coarne, flancat în dreapta de o stea cu opt raze, iar în stânga, de o semilună, toate de aur. Scutul este timbrat de o coroană murală de argint, formată din șapte turnuri crenelate.
Stema localității simbolizează vechea Cetate de Scaun a Sucevei, al cărei patron era Sfântul Gheorghe, cel care reprezenta în epocile feudală și modernă purtătorul de biruință al creștinătății. Prezența sa pe scutul stemei Sucevei evocă faptul că orașul s-a remarcat în lupta anti-otomană. Coroana murală cu șapte turnuri crenelate semnifică faptul că localitatea are rangul de municipiu și este reședință de județ. Deasupra coroanei murale este figurat un cap de bour cu gât și cu o stea între coarne, ceea ce evocă faptul că această urbe a fost în trecut capitala Moldovei.
Stema din perioada interbelică a orașului Suceava avea cetatea figurată diferit. Astfel, ea era de culoare roșie, avea șapte turnuri și era dotată cu ferestre negre. Sfântul Gheorghe și balaurul erau reprezentați la fel ca pe stema actuală. Capul de bour din șef nu exista, iar coroana murală de argint ce timbra scutul avea doar cinci turnuri, fapt ce semnifica că localitatea avea rangul de oraș și era reședință de județ.
Stema din perioada regimului comunist, aprobată în anul 1972, era formată dintr-un scut tăiat, împărțit în două cartiere orizontale. În cartierul superior, în câmp albastru, era reprezentată în argintiu poarta Cetății Sucevei, cu două bastioane crenelate. Deasupra cetății, în auriu, era redată stema Moldovei (cap de bour cu stea între coarne, flancat de semilună și soare). În cartierul inferior, în câmp roșu, era reprezentată silueta Casei de Cultură din Suceava, în auriu, cu detalii negre. În partea centrală a stemei era așezat un scut mai mic având stema Republicii Socialiste România (RSR), pe un fond format în partea stângă de steagul Partidului Comunist Român (PCR), iar în dreapta de steagul țării. Denumirea municipiului era înscrisă cu litere de aur pe o eșarfă roșie, în afara scutului, la baza acestuia.

## Demografie

### Recensământul austro-ungar din 1900
Conform recensământului austro-ungar efectuat în anul 1900, populația orașului Suceava se ridica la 10.955 locuitori. Majoritatea locuitorilor au declarat ca limbă de comunicare limba germană (61,54%), urmată de limba română (25,38%), limba ruteană sau ucraineană (5,46%), precum și alte limbi (e.g., poloneză, maghiară, armeană, etc.) (7,62%).
Din punct de vedere confesional sau religios, majoritatea relativă a locuitorilor erau mozaici (38,60%) urmați de catolici (31,55%), cel mai notabil romano-catolici dar dintre toți catolicii 16,46% erau greco-catolici și 2,11% erau armeano-catolici, respectiv de ortodocși (26,42%), dintre aceștia 6,22% fiind armeano-gregorieni și 1,55% lipoveni, precum și alte religii, i.e., evanghelici/luterani etc. (3,43%).

### Recensământul din 1930 din Regatul României
Conform recensământului efectuat în 1930 în Regatul României, populația orașului Suceava se ridica la 17.028 locuitori. Majoritatea locuitorilor erau români (61,30%), cu o minoritate de germani, mai precis germani bucovineni (11,8%), una de evrei (20,68%), una de ruteni (1,00%), una de polonezi (2,54%), una de armeni (0,5%) și una de ruși (1,21%). Alte persoane s-au declarat: maghiari (57 persoane), bulgari (17 persoane), greci (1 persoană), găgăuzi (9 persoane), sârbi/croați/sloveni (1 persoană) și cehi/slovaci (14 persoane). Din punct de vedere religios sau confesional, majoritatea locuitorilor erau ortodocși (60,57%), cu anumite alte minorități precum romano-catolici (12,76%), mozaici (20,75%), evanghelici/luterani (1,82%), greco-catolici (2,24%), armeano-gregorieni (0,55%) și baptiști (0,76%). Alte persoane au declarat: armeano-catolici (5 persoane), adventiști (2 persoane), reformați (3 persoane), unitarieni (2 persoane), altă religie (19 persoane), fără religie (28 persoane), iar 29 de persoane nu și-au declarat religia.

### Recensământul din 1941 din Regatul României
Conform recensământului efectuat în 1941 în Regatul României, populația orașului Suceava se ridica la 13.744 locuitori. Majoritatea erau români (8.823), cu o minoritate notabilă de germani, mai precis germani bucovineni (709), precum și una de maghiari (28). Alte grupuri etnice și cetățeni nedeclarați însumau 4.184 din totalul populației Sucevei la timpul respectiv. Se poate observa o scădere semnificativă de câteva mii de locuitori de la recensământul precedent înregistrat în anul 1930 pe fondul celui de-Al Doilea Război Mondial. Totodată, germanii din oraș constituiau al doilea cel mai important grup etnic declarat în pofida strămutării forțate a vastei majorități a comunității de germani bucovineni în Polonia ocupată (mai precis în Guvernământul General) de Germania Nazistă, conform planului demografic sau de transfer de populație național socialist Heim ins Reich (i.e., Acasă în Reich) care a avut loc cu un an înainte în 1940.

### Recensămintele din 2002 și 2011
Conform recensământului efectuat în 2011, populația municipiului Suceava se ridică la 92.121 de locuitori, în scădere față de recensământul anterior din 2002, când se înregistraseră 105.865 de locuitori. Majoritatea locuitorilor erau români (91,3%). Pentru 3,57% din populație, apartenența etnică nu a fost cunoscută. Din punct de vedere confesional, majoritatea locuitorilor erau ortodocși (83,98%), dar existau și minorități de penticostali (4,11%) și romano-catolici (1,6%). Pentru 7,5% din populație, nu a fost cunoscută apartenența confesională/religioasă.

### Recensământul din 2021
Componența etnică a municipiului Suceava
     Români (80,72%)
     Alte etnii (1,26%)
     Necunoscută (18,02%)
Componența confesională a municipiului Suceava
     Ortodocși (73,02%)
     Penticostali (3,66%)
     Romano-catolici (1,13%)
     Alte religii (2,88%)
     Necunoscută (19,3%)
Conform recensământului efectuat în 2021, populația municipiului Suceava se ridică la 84.322 de locuitori, în scădere față de recensământul anterior din 2011, când fuseseră înregistrați 92.121 de locuitori. Majoritatea locuitorilor sunt români (80,72%), iar pentru 18,02% nu se cunoaște apartenența etnică. Din punct de vedere confesional, majoritatea locuitorilor sunt ortodocși (73,02%), cu minorități de penticostali (3,66%) și romano-catolici (1,13%), iar pentru 19,3% nu se cunoaște apartenența confesională.
020.00040.00060.00080.000100.000120.00019121948196619922011populațiePopulația istorică din Suceava
Date: Recensăminte sau birourile de statistică - grafică realizată de Wikipedia

## Politică și administrație
Municipiul Suceava este administrat de un primar și un consiliu local compus din 23 consilieri. Primarul, Vasile Rîmbu[*], de la Partidul Social Democrat, este în funcție din 1 noiembrie 2024. Începând cu alegerile locale din 2024, consiliul local are următoarea componență pe partide politice:
|  | Partid                          | Consilieri | Componența Consiliului | Componența Consiliului | Componența Consiliului | Componența Consiliului | Componența Consiliului | Componența Consiliului | Componența Consiliului | Componența Consiliului | Componența Consiliului | Componența Consiliului |
|  | ------------------------------- | ---------- | ---------------------- | ---------------------- | ---------------------- | ---------------------- | ---------------------- | ---------------------- | ---------------------- | ---------------------- | ---------------------- | ---------------------- |
|  | Partidul Social Democrat        | 10         |                        |                        |                        |                        |                        |                        |                        |                        |                        |                        |
|  | Partidul Național Liberal       | 6          |                        |                        |                        |                        |                        |                        |                        |                        |                        |                        |
|  | Alianța Dreapta Unită           | 4          |                        |                        |                        |                        |                        |                        |                        |                        |                        |                        |
|  | Alianța pentru Unirea Românilor | 3          |                        |                        |                        |                        |                        |                        |                        |                        |                        |                        |

### Primari
Lista primarilor Sucevei din 1990:
| Nr. | –>'90 | Nume               | Mandat         | Mandat         | Alegeri | Partid   |
| --- | ----- | ------------------ | -------------- | -------------- | ------- | -------- |
| 48  | 1     | Filaret Poenaru    | 1990           | februarie 1992 | N/A     | FSN      |
| 49  | 2     | Gheorghe Toma      | februarie 1992 | iunie 1996     | 1992    | PER      |
| 50  | 3     | Constantin Sofroni | iunie 1996     | iunie 2000     | 1996    | PDAR/PNL |
| 51  | 4     | Marian Ionescu     | iunie 2000     | iunie 2004     | 2000    | PDSR/PSD |
| 52  | 5     | Ion Lungu          | iunie 2004     | octombrie 2024 | 2004    | PNL      |
| 52  | 5     | Ion Lungu          | iunie 2004     | octombrie 2024 | 2008    | PDL      |
| 52  | 5     | Ion Lungu          | iunie 2004     | octombrie 2024 | 2012    | PDL      |
| 52  | 5     | Ion Lungu          | iunie 2004     | octombrie 2024 | 2016    | PNL      |
| 52  | 5     | Ion Lungu          | iunie 2004     | octombrie 2024 | 2020    | PNL      |
| 53  | 6     | Vasile Rîmbu       | octombrie 2024 | prezent        | 2024    | PSD      |

## Cartiere și prezentare generală
Actualul municipiu Suceava este compus din trei zone morfostructurale, care formează un triunghi: Suceava propriu-zisă — situată pe platoul și pe versanții de pe partea dreaptă a râului Suceava și care include vechiul oraș, respectiv Burdujeni și Ițcani — cartiere suburbane situate pe malul stâng al râului Suceava, foste localități cu administrații proprii până după Al Doilea Război Mondial.

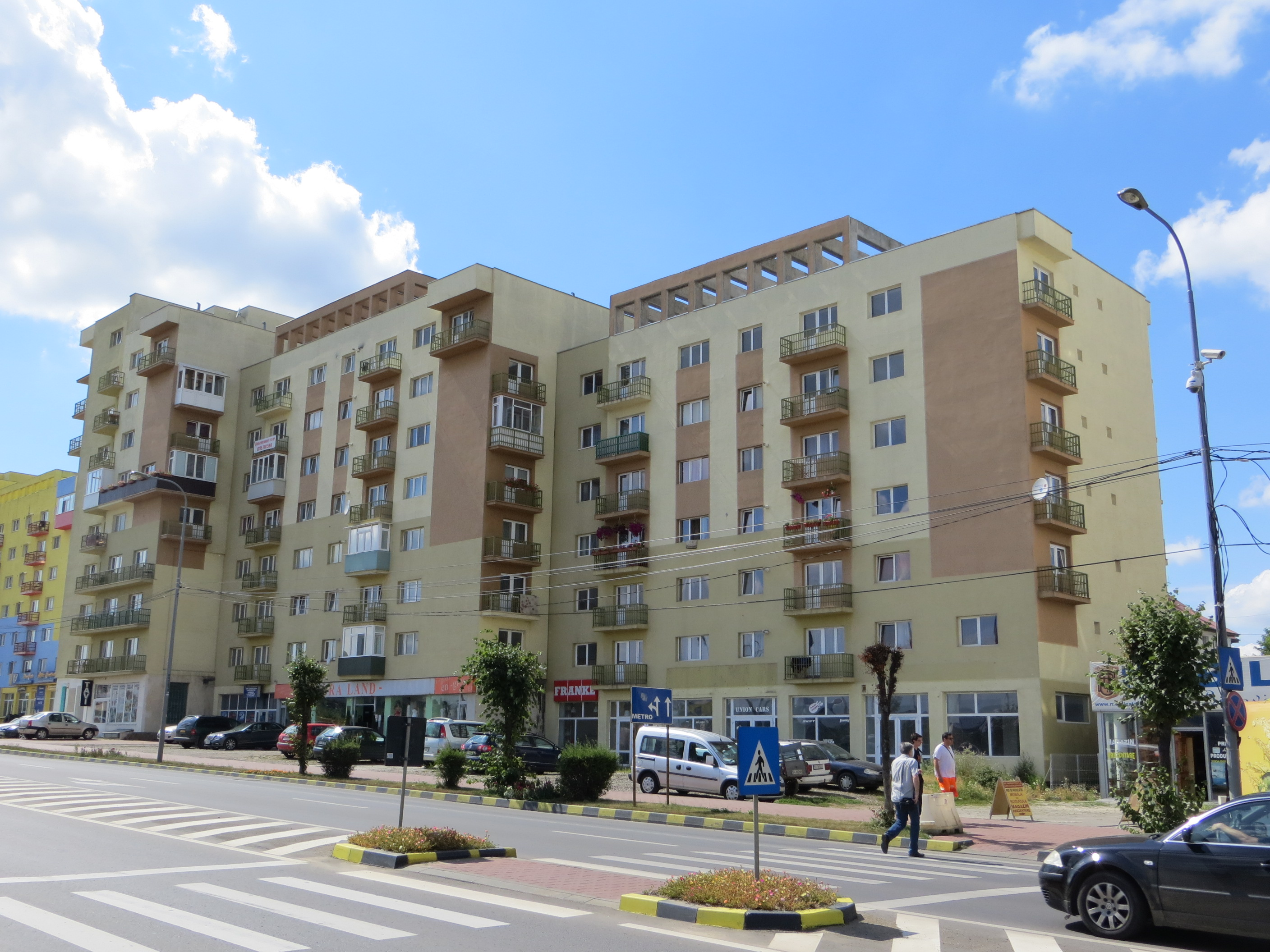
Bloc de locuințe în cartierul Obcini

### Obcini
Cartierul Obcini este situat în partea sud-vestică a municipiului și se învecinează la nord-est cu cartierul George Enescu, de care este despărțit de Calea Obcinilor. În partea de vest, Obcini se învecinează cu satul Sfântu Ilie ce aparține de comuna Șcheia. Denumirea i se trage de la amplasarea sa, adică pe Obcinele Sucevei.
Obcini este un cartier în mare parte de blocuri, având și câteva zone de case (în special părțile limitrofe din nord). Este cel mai nou cartier sucevean de blocuri dintre cele construite în perioada comunistă de urbanizare, fiind început în 1978, însă rămas neterminat în momentul Revoluției din 1989. A fost clădit pe pământurile oamenilor din comuna Șcheia, aceștia având puse la dispoziție apartamente în noile blocuri. În imediata vecinătate a Obcinilor au apărut după 2000 două centre comerciale: Metro și Galleria (ultimul a funcționat în perioada 2009–2013).

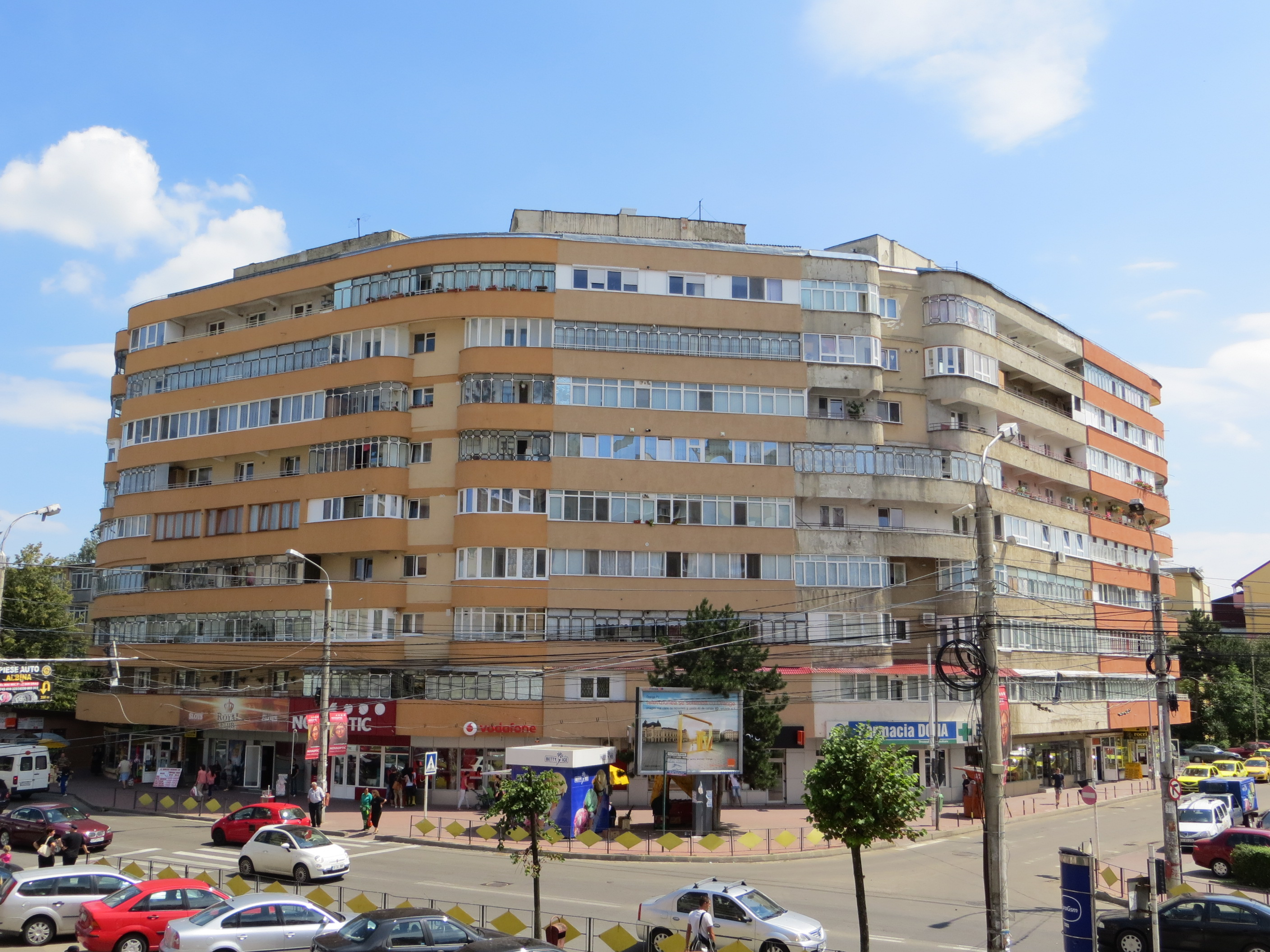
Blocul „Curcubeul” din George Enescu

### George Enescu
Cartierul George Enescu este situat în partea sud-vestică a municipiului și se învecinează cu Obcini la sud-vest și cu Areni, Mărășești și Zamca la est și nord-est. A fost construit în perioada anilor '70 ai secolului al XX-lea în jurul bulevardului cu același nume (principala axă rutieră care îl străbate).
George Enescu este un cartier de blocuri, fiind zona cu cea mai mare densitate a populației din municipiul Suceava. Aici locuiește circa o cincime din populația urbei. Conține o parte dintre cele mai mari complexuri de locuințe ale orașului: „Belvedere”, „Șarpe”, „Curcubeul”, „Vapor”, „Mobila”, „Moto-Velo”, „Albina”. În partea sa sud-vestică se găsește Spitalul Clinic Județean de Urgență „Sfântul Ioan cel Nou”, iar în nord-est, complexul comercial Kaufland.

### Zamca
Zamca este amplasat pe dealul cu același nume, fiind cartierul sucevean aflat la cea mai mare altitudine. Se întinde în partea de nord a zonei centrale și a cartierului Areni, până pe culmea dealului Zamca, care reprezintă limitele sale de nord și nord-est.

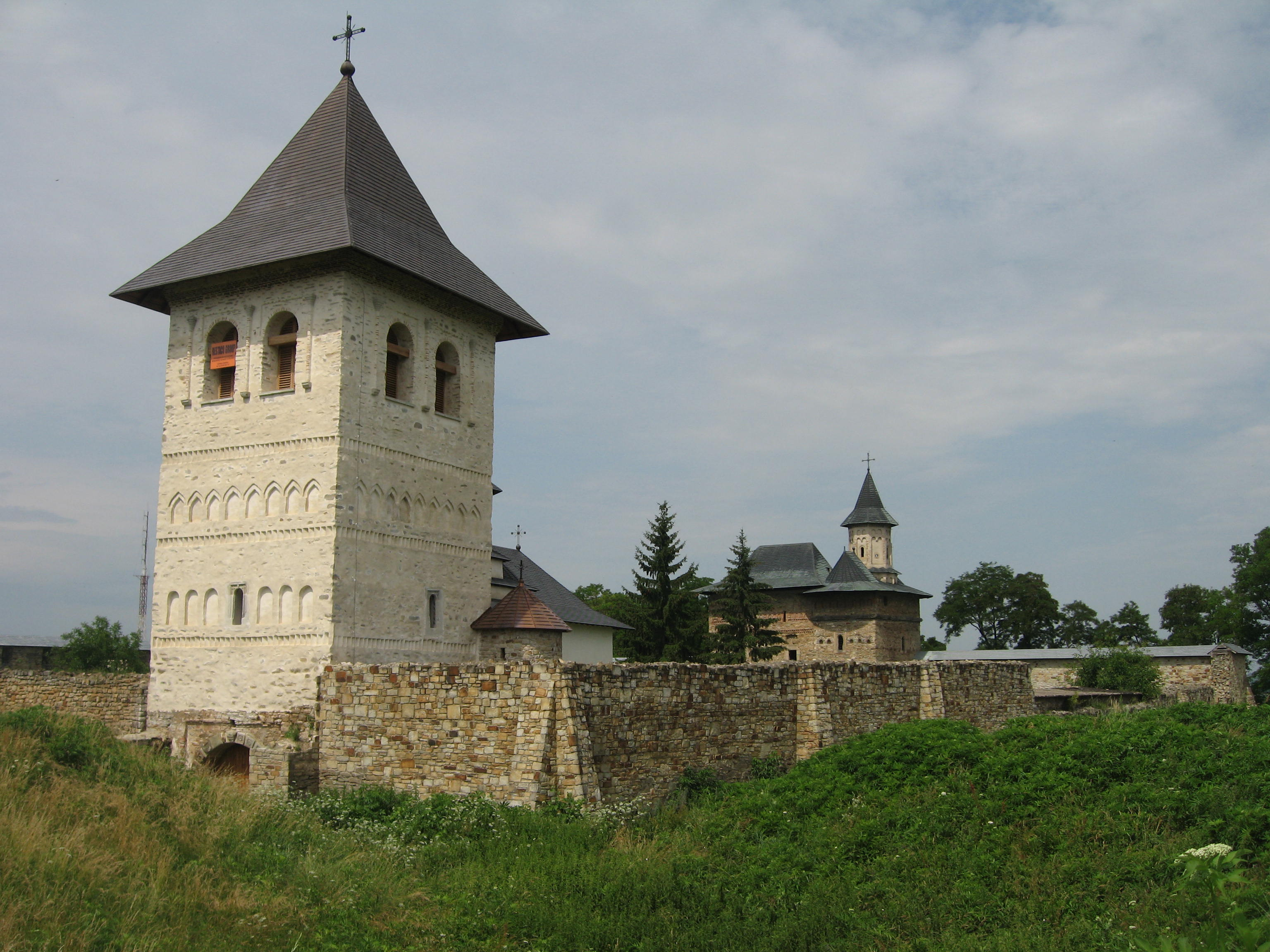
Complexul medieval al Mănăstirii Zamca

Zamca este străbătută de strada Mărășești, pe direcția nord-sud. Alte axe rutiere principale sunt: bulevardul George Enescu și străzile Mărăști, Zamca, Grigore Ureche, Narciselor. Pe teritoriul cartierului, care este una dintre cele mai vechi zone ale orașului, se găsesc două lăcașuri de cult armenești din perioada medievală: Mănăstirea Zamca și Biserica Sfântul Simion (sau Turnul Roșu). Legătura între aceste două monumente istorice este realizată de strada ce poartă numele cartierului și unde se află cimitirul armenesc al orașului și Capela Pruncul (1902).
Zamca este un cartier mixt (blocuri și case) și este împărțit în:
- Zamca I — situat la nord de bulevardul George Enescu, până la mănăstire;
- Zamca II (sau Mărășești) — situat la sud de bulevardul George Enescu, până în Areni.

La limita dintre acestea a fost ridicată între anii 1991–2015 Catedrala ortodoxă Nașterea Domnului, construcție impunătoare, cu o înălțime de peste 80 de metri, fiind al treilea cel mai înalt edificiu religios din România (după Catedrala Mântuirii Neamului și Catedrala Mitropolitană din Timișoara).

### Areni

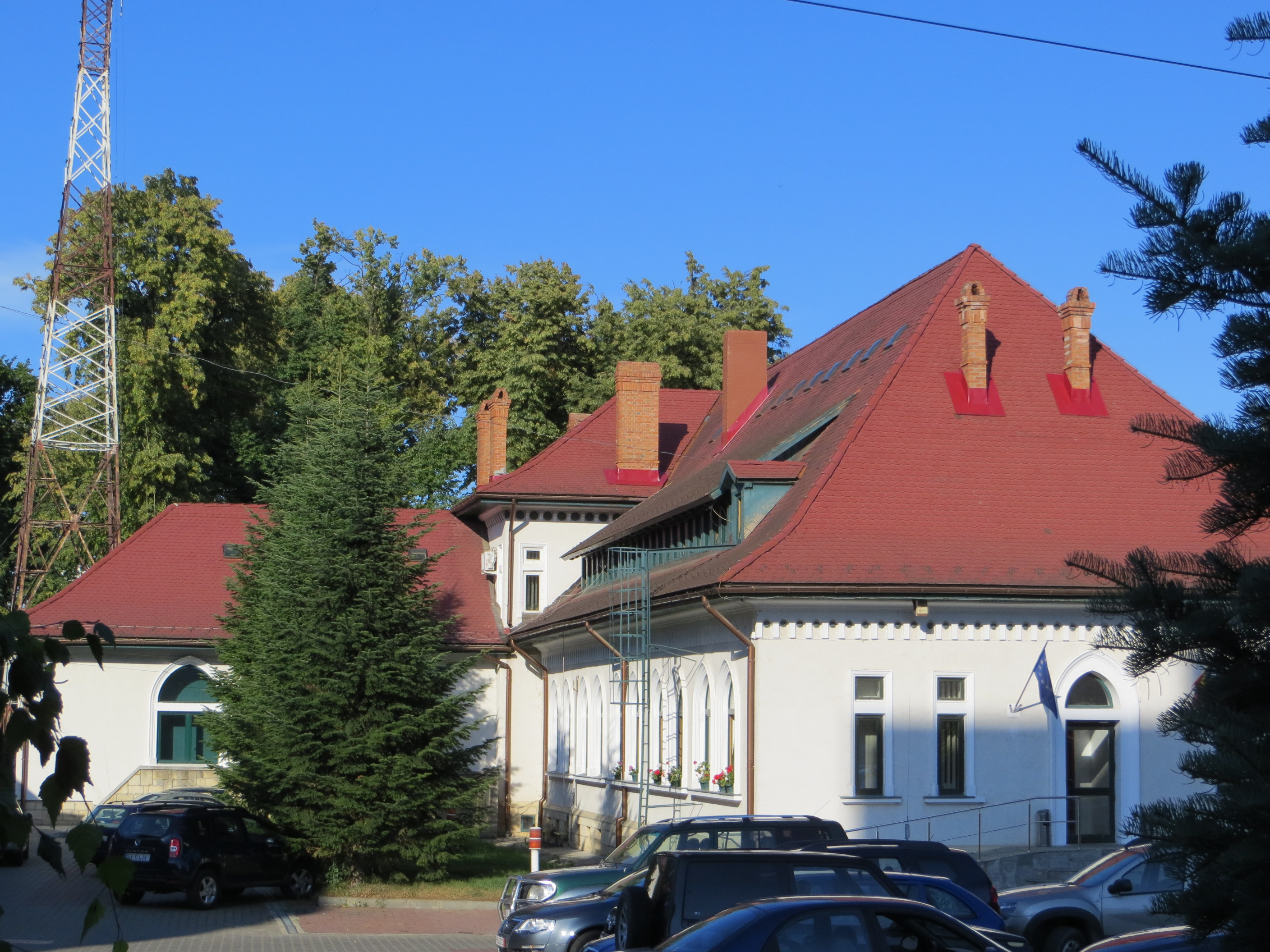
Direcția Silvică Județeană din cartierul Areni

Areni este poziționat între George Enescu (la vest), zona centrală (la est) și Zamca (la nord), pe locul unde mai demult se afla oborul orașului. Cartierul a fost construit între anii 1960 și 1975, fiind o zonă preponderent cu blocuri, dar și cu suprafețe mari de spații verzi. Principalele căi rutiere care străbat zona sunt: bulevardul 1 Mai și străzile Ștefan cel Mare, Universității, Mihai Viteazul și Alexandru cel Bun.
În Areni se găsesc câteva instituții și obiective importante ale orașului: Primăria Municipiului Suceava, Universitatea „Ștefan cel Mare”, Palatul de Justiție (în prezent sediul Curții de Apel, Tribunalului și Judecătoriei Suceava), Policlinica Areni (deschisă în 1962), Direcția Silvică, Spitalul Vechi (fostul Spital Districtual sau „Casa publică generală a bolnavilor din Suceava”), Institutul de Proiectări, Stațiunea de Cercetări Agricole, sediile Poliției județene și municipale, Planetariul și Observatorul Astronomic (inaugurat în 1982, fiind al treilea planetariu din țară).
O suprafață considerabilă a cartierului este ocupată de Stadionul Areni, cea mai mare arenă sportivă a orașului, inaugurată în 1963 și extinsă în două etape: 1976–1977 (când s-au adăugat peluzele) și 1980–1982 (când s-a construit tribuna a doua). În 2002 stadionul a fost modernizat, în prezent având o capacitate de circa 12.000 de locuri. De asemenea, în Areni există două parcuri: Vladimir Florea și Universității (unde este amplasată o statuie realizată de sculptorul Ion Jalea).

### Centru

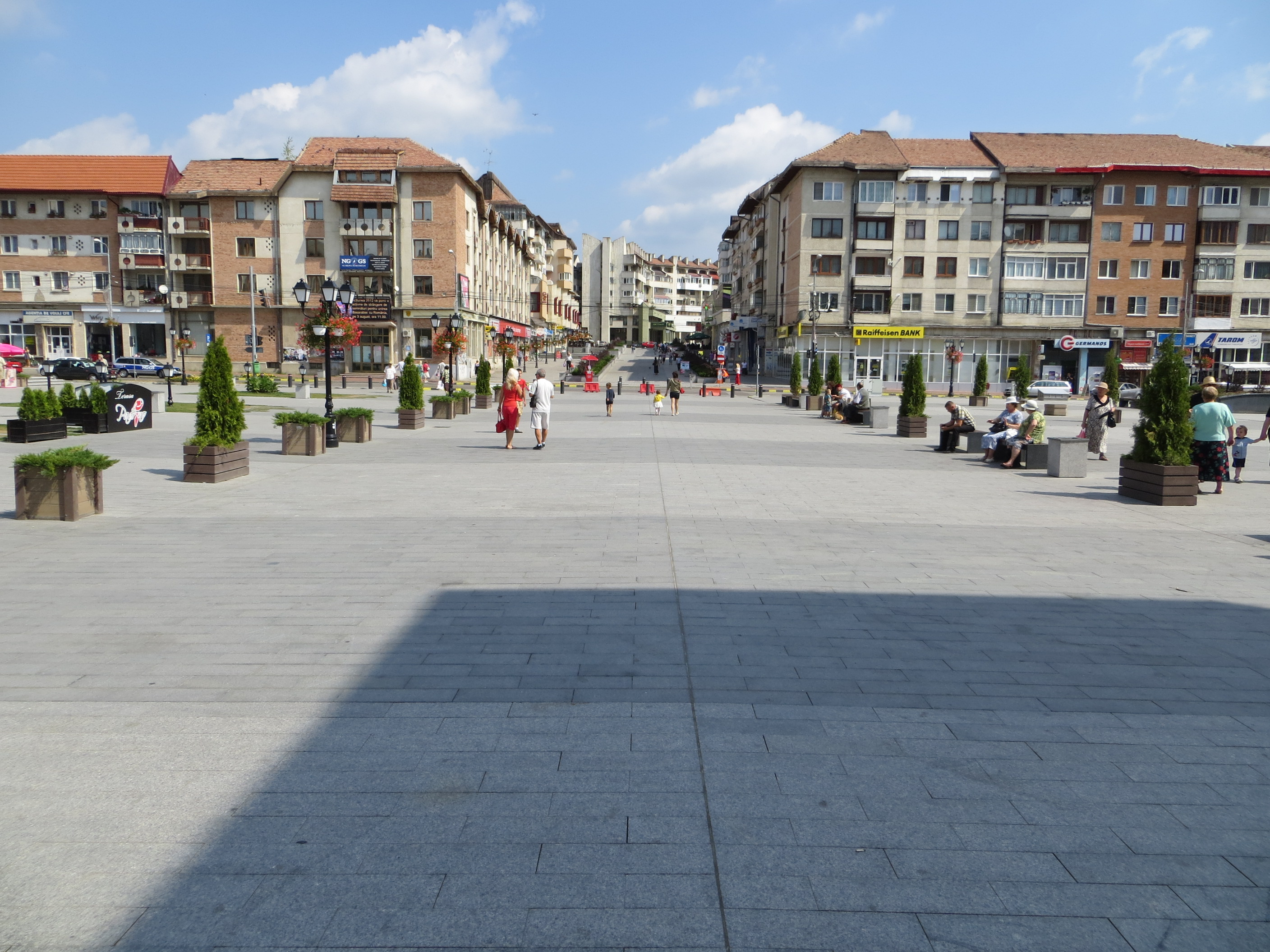
Strada Ștefan cel Mare în Centrul Sucevei

Spre deosebire de majoritatea orașelor, unde centrul este situat în mijlocul teritoriului intravilan al localității, fiind înconjurat de celelalte cartiere, Centrul Sucevei este dispus în partea sud-estică a orașului. În părțile de nord și nord-vest, zona centrală se continuă cu Zamca, iar către vest cu Areni. În partea nord-estică a zonei centrale se află Hărbăria, unde relieful coboară (abrupt în unele locuri) către valea râului Suceava. Principalele artere rutiere care străbat zona centrală sunt străzile Ana Ipătescu, Ștefan cel Mare, Nicolae Bălcescu, Petru Rareș, Vasile Alecsandri, Curtea Domnească, Mihai Viteazul, Mitropoliei și Mirăuți.
Centrul istoric al Sucevei a fost în mare parte demolat în anii '60 ai secolului trecut, în cadrul procesului de sistematizare din perioada comunistă, pe locul multor dintre vechile imobile ridicându-se blocuri de locuințe. Cu toate acestea, câteva clădiri au supraviețuit până astăzi și au statutul de monumente istorice și de arhitectură: Hanul Domnesc (care găzduiește Muzeul Etnografic și reprezintă cea mai veche clădire civică din Suceava, ce s-a păstrat în întregime), clădirile în care funcționează Muzeul de Științele Naturii, Muzeul Național al Bucovinei, Colegiul de Artă „Ciprian Porumbescu” (corpul A), Colegiul Național „Ștefan cel Mare”, Casa Polonă, Biblioteca Bucovinei „I.G. Sbiera”, Casa Corpului Didactic „George Tofan”, Uniunea Sindicatelor, Sinagoga Gah.

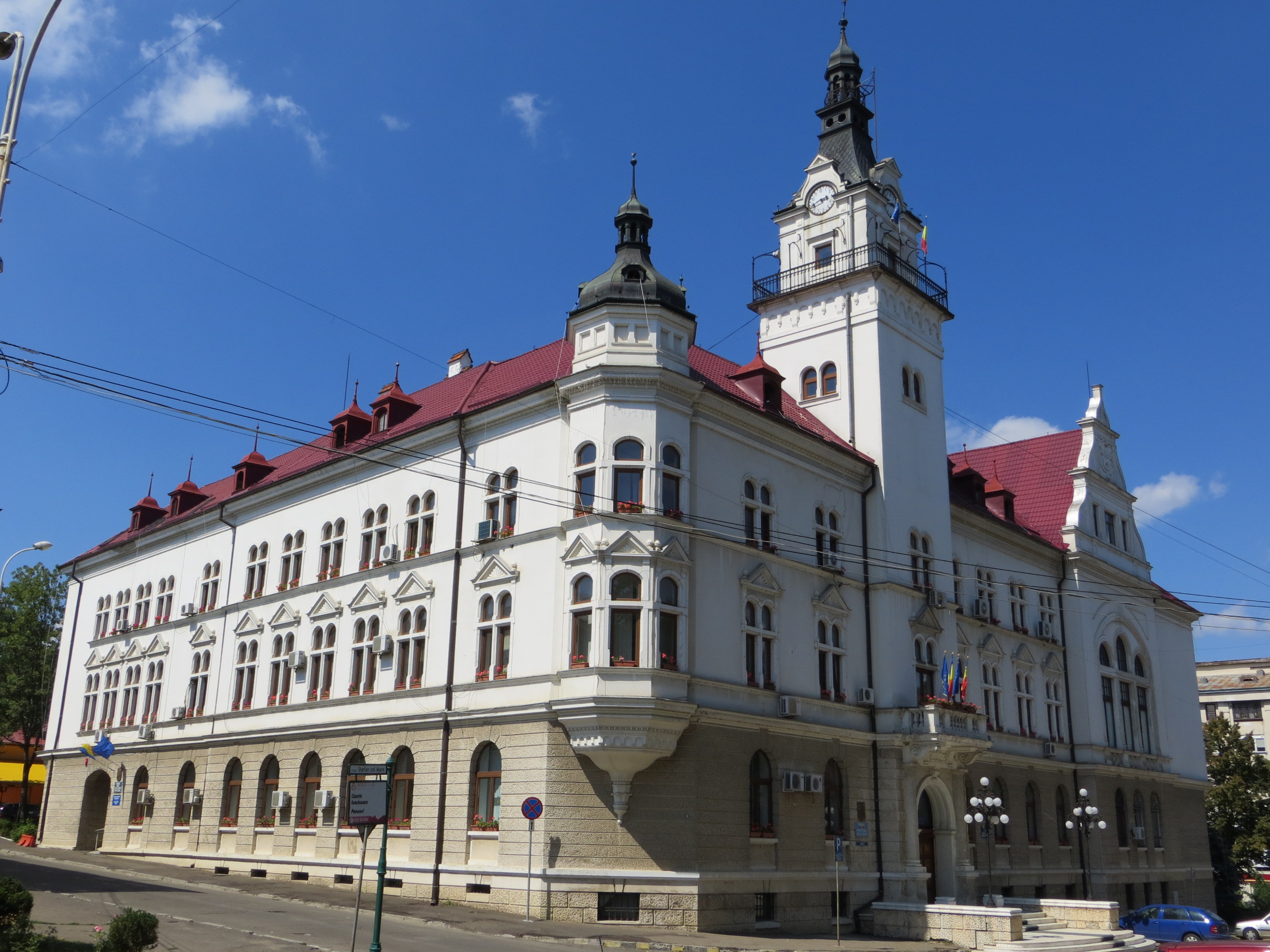
Palatul Administrativ

Unul dintre cele mai reprezentative edificii vechi ale orașului este Palatul Administrativ, sediul Consiliului Județean și al Instituției Prefectului, construit între anii 1903–1904 în stil baroc. Față în față cu Palatul Administrativ se află monumentala Biserică Sfântul Ioan Nepomuk, ridicată în prima jumătate a secolului al XIX-lea de către comunitatea romano-catolică din Suceava. Edificiul religios este înconjurat de parcul central, amenajat pe locul unor foste grădini, reduse în a doua jumătate a secolului al XIX-lea ca urmare a dezvoltării orașului. În prezent, parcul poartă numele fizicianului și biologului Ioan Nemeș, originar din Suceava. În parcul central au fost amplasate busturile lui Ciprian Porumbescu (1933), Petru Rareș (1977) și Dimitrie Loghin (2023), dar și Monumentul eroilor suceveni (1965). Alte parcuri din zona centrală sunt: Parcul Drapelelor din apropierea Palatului de Finanțe, Parcul Trandafirilor de lângă Palatul de Justiție și Parcul Simion Florea Marian, amenajat în fața casei în care a locuit folcloristul și etnograful Simion Florea Marian, astăzi deschisă publicului ca spațiu muzeal.

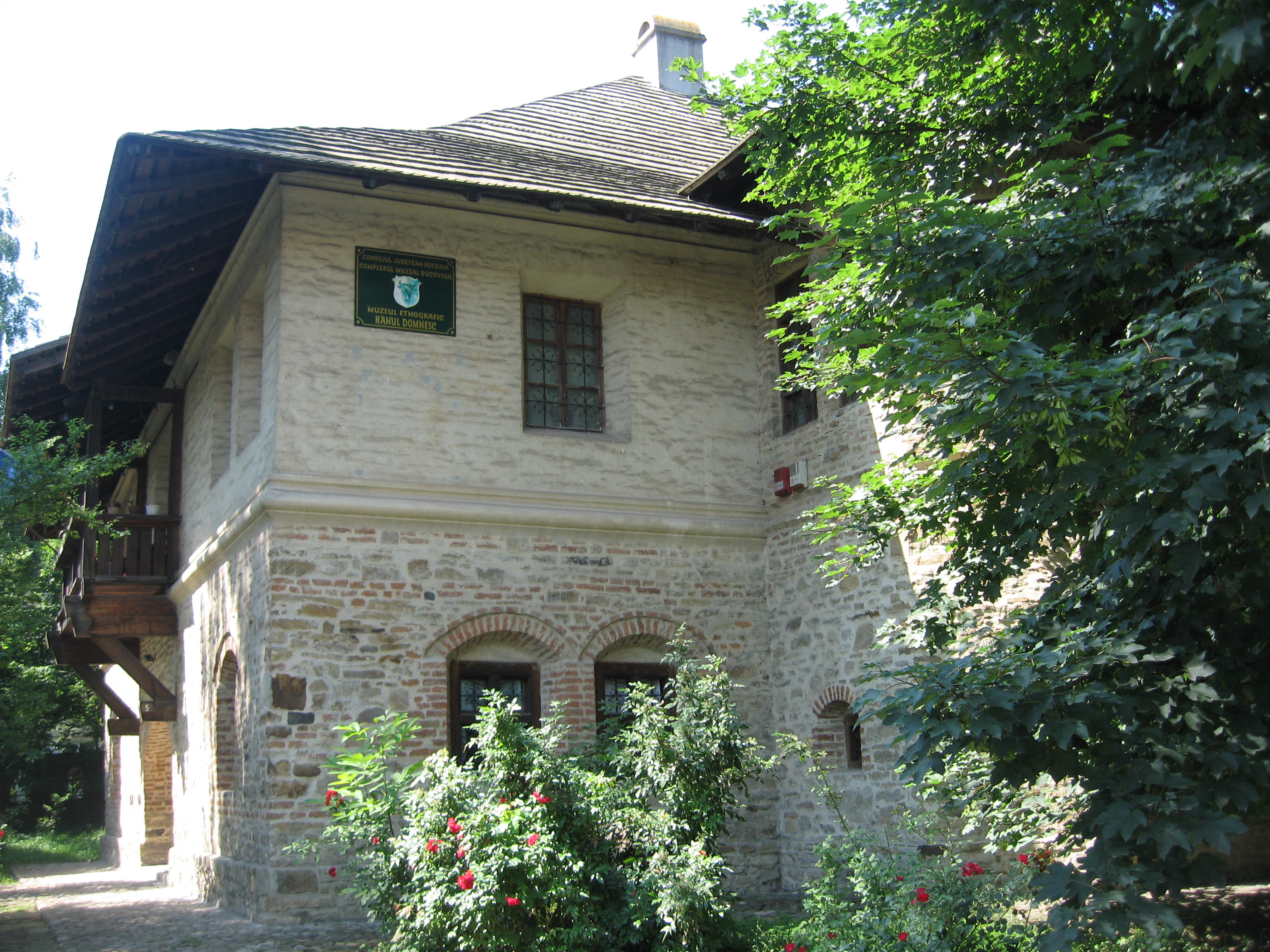
Hanul Domnesc

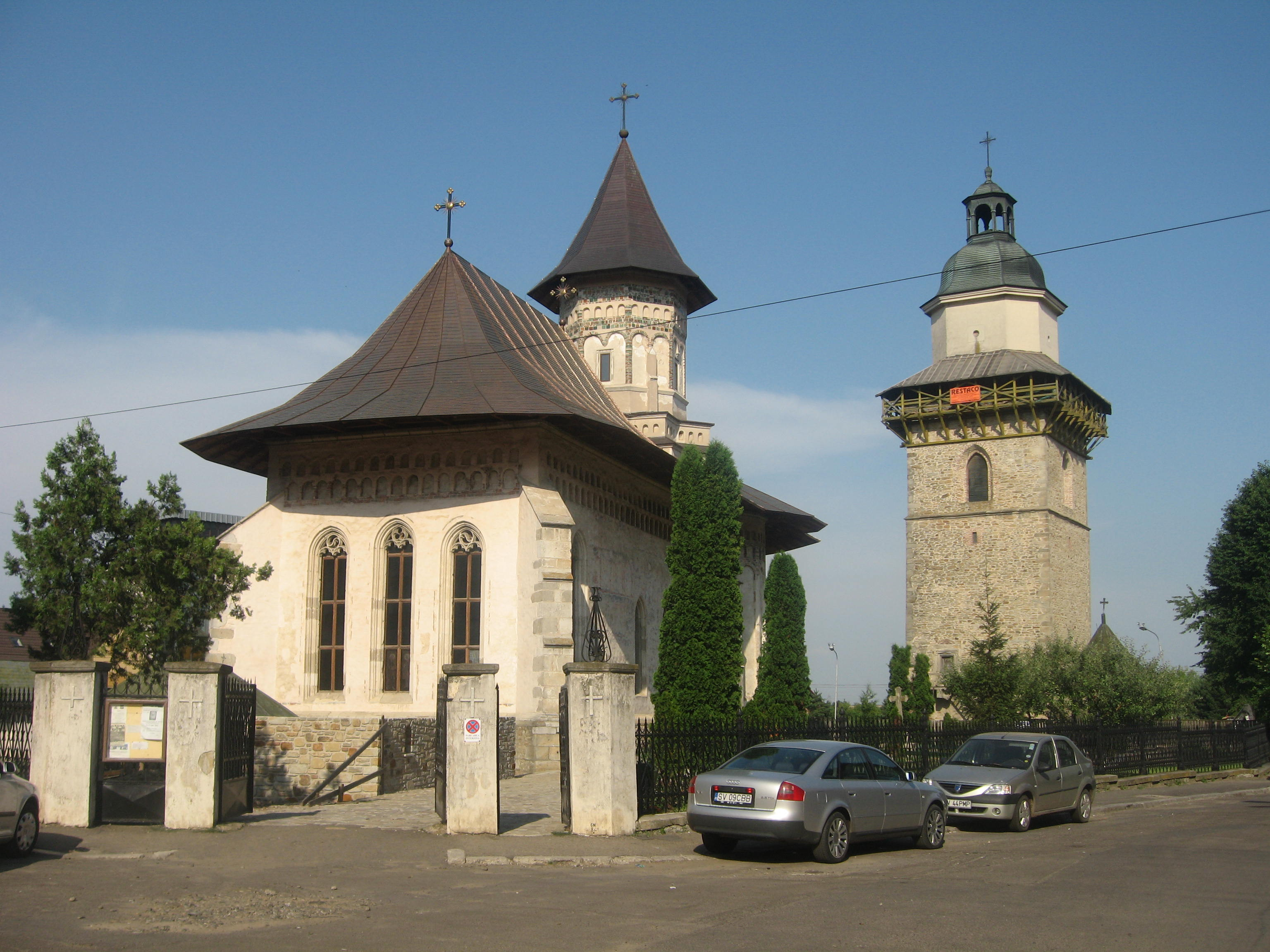
Biserica Sfântul Dumitru

În perimetrul cuprins între actualele străzi Ștefan cel Mare, Nicolae Bălcescu, Ana Ipătescu și Petru Rareș se află situl arheologic „Vechiul centru medieval al orașului Suceava”. Aici se găsește Curtea Domnească, construită la sfârșitul secolului al XIV-lea și refăcută în timpul domniilor lui Ștefan cel Mare (1457–1504) și Vasile Lupu (1634–1653). Curtea Domnească (ce includea și Palatul Domnesc) a fost abandonată la sfârșitul secolului al XVII-lea, iar în prezent se află în ruine. În vecinătatea estică se întindea vechea zonă comercială a orașului, astăzi demolată aproape în întregime. Aceasta se continua către Zamca cu zona armenească, care există în mare măsură și în prezent.

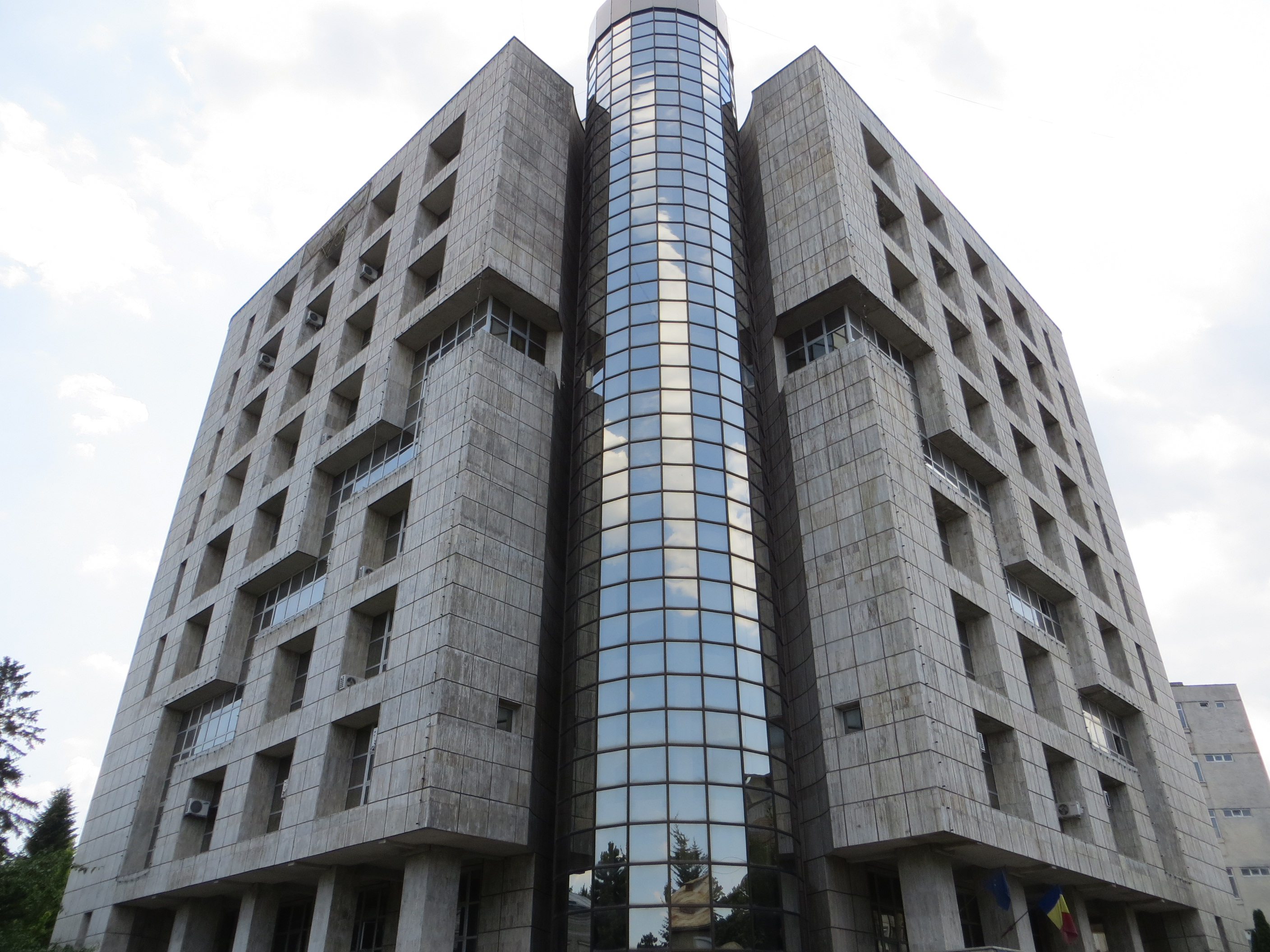
Palatul de Finanțe

În Centrul Sucevei se găsesc câteva lăcașuri de cult ortodoxe ce datează din perioada medievală și care reprezintă puncte de atracție turistică: Mănăstirea Sfântul Ioan cel Nou (cu Biserica Sfântul Gheorghe, monument UNESCO), Biserica Mirăuți (cel mai vechi edificiu religios al orașului), Biserica Sfântul Dumitru (cu turnul-clopotniță sau turnul lui Alexandru Lăpușneanu, emblematic pentru oraș), Biserica Coconilor, Biserica Învierea Domnului, Biserica Sfântul Nicolae și Biserica armenească Sfânta Cruce.
O parte dintre edificiile care au devenit reprezentative pentru Suceava au fost construite în perioada regimului comunist: clădirea în care a funcționat Cinematograful „Modern” între anii 1959–2010 (în prezent găzduiește Teatrul Municipal „Matei Vișniec”, fiind refăcută complet), palatul Casei de Cultură, proiectat de Nicolae Porumbescu și construit între anii 1965–1969, clădirile Magazinului Universal și Hotelului „Bucovina”, Complexul „Moda”, Poșta. În fața Casei de Cultură a fost amenajată esplanada centrală, spațiu urban ce poartă numele de Piața 22 Decembrie. După Revoluția din 1989, în zona centrală au apărut câteva construcții noi, între care sediile câtorva bănci (BCR, Bancpost, Banca Transilvania), clădirea în care își desfășoară activitatea Parchetul, impunătorul edifiu al Palatului de Finanțe.
În estul și sud-estul zonei centrale este amenajat Parcul Șipote-Cetate, cea mai întinsă zonă de agrement a municipiului, unde în anul 1977 a fost amplasat un monument emblematic pentru Suceava: statuia ecvestră a lui Ștefan cel Mare, așezată pe un soclu masiv. Monumentul are 23 de metri înălțime, reprezentând cea mai mare lucrare de acest gen din țară. În apropiere sunt localizate Cetatea de Scaun a Sucevei, Muzeul Satului Bucovinean (organizat în aer liber) și Cimitirul Pacea.

### Hărbărie
Hărbărie este poziționat pe versantul nord-estic al dealului Zamca, către râul Suceava. Este un cartier cu case în majoritate vechi și reprezintă o prelungire a centrului orașului și a Zamcii către nord-est, în zonele de pantă. În ciuda faptului că au fost realizate lucrări de consolidare în mai multe rânduri, Hărbăria este în continuare o zonă cu alunecări de teren.

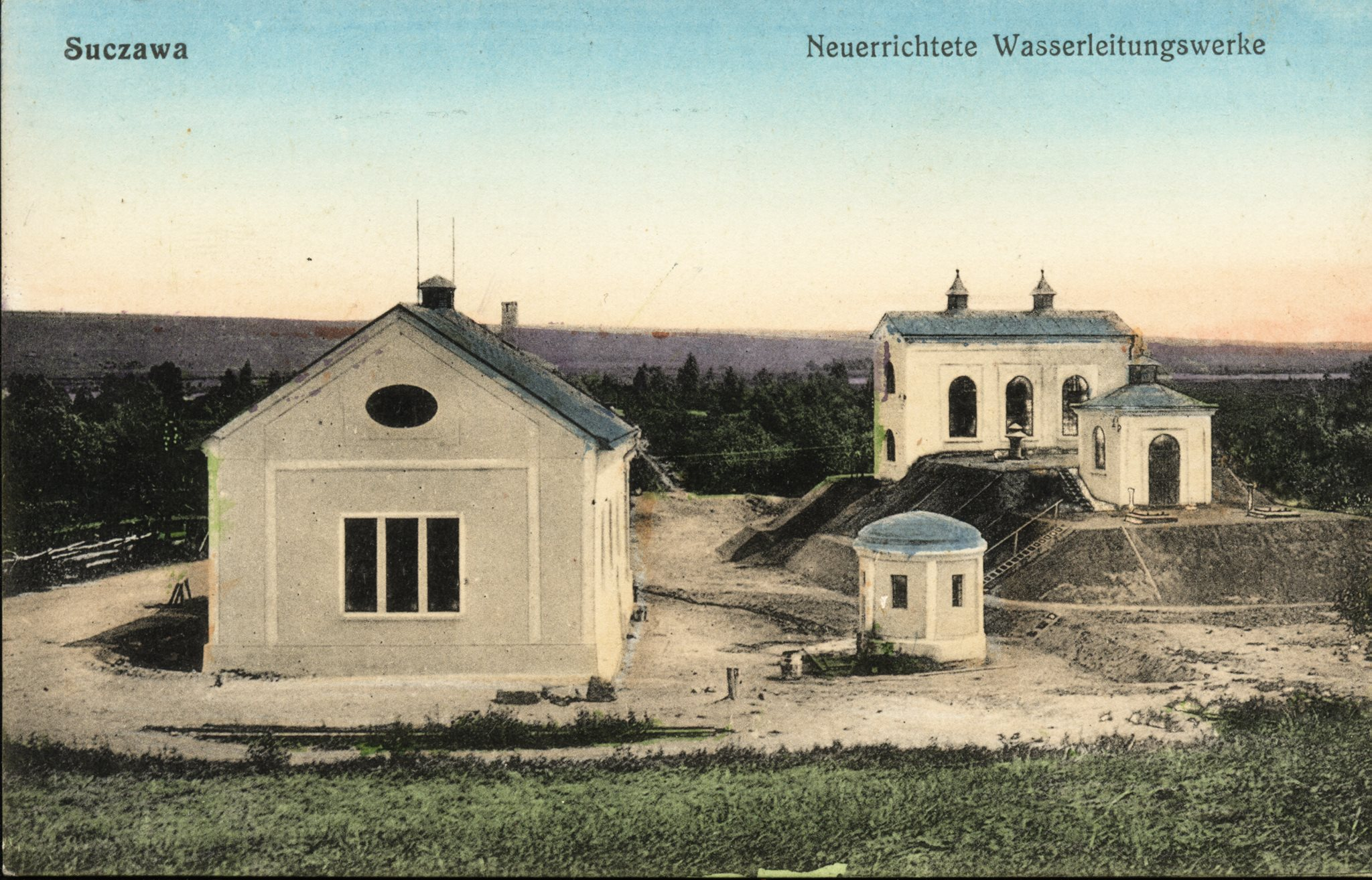
Fosta Uzină de Apă din Suceava

Hărbăria se mai numește Ițcanii Vechi. Aici se află a doua biserică ca vechime a orașului (după Mirăuți), Biserica Adormirea Maicii Domnului.
Hărbăria se întinde de-a lungul străzii Cernăuți, veche arteră a orașului care face legătura cu Ițcani (Ițcanii Noi), și apoi se continuă cu șoseaua către Rădăuți și Siret. Tot pe aici trece varianta rutieră ce leagă direct cartierul Zamca cu valea Sucevei, cunoscută sub numele de „Serpentine” și formată din străzile Mihail Kogălniceanu, Mircea Șeptilici și Nicolae Labiș.
Hărbăria se continuă către est cu o zonă numită Suhat, unde se găsește vechea uzină de apă a orașului (1912), astăzi monument istoric.

### Ițcani

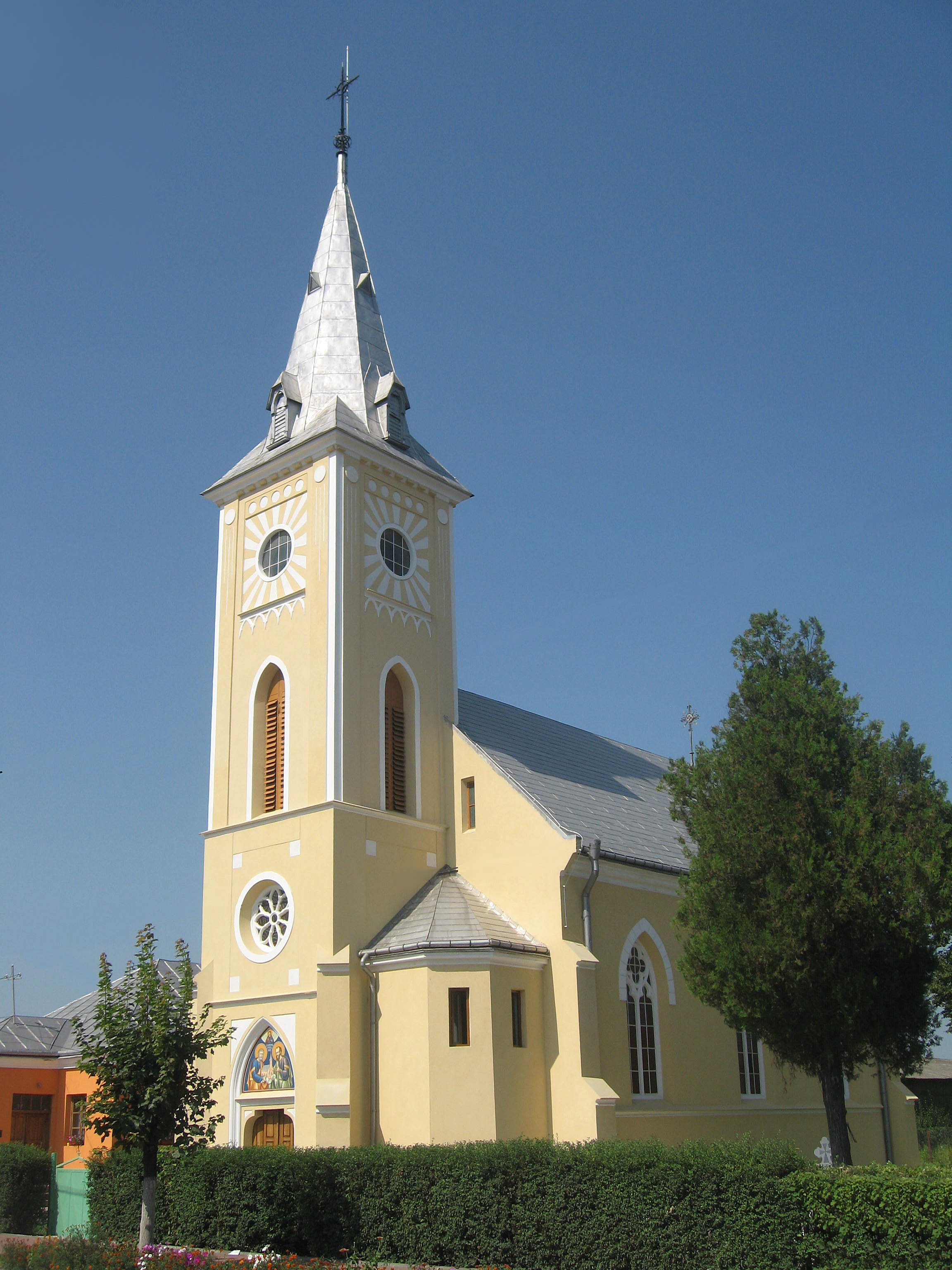
Biserica Sf. Apostoli din Ițcani

Ițcani este un cartier suburban al municipiului Suceava, situat la aproximativ 5 km nord-vest de centrul localității. Este un cartier de case care s-a dezvoltat pe malul stâng al râului Suceava, la vest de Burdujeni (aflat la o distanță de aproximativ 3 km). Legătura între Ițcani și centrul orașului se realizează pe strada Cernăuți (cu varianta Traian Vuia).
În perioada 1775–1918, ca urmare a anexării Bucovinei de către Imperiul Habsburgic, satul Ițcani a îndeplinit rolul de punct de frontieră austro-ungar, atât de cale ferată, cât și rutier. În perioada interbelică, comuna Ițcani a purtat numele de comuna Aron Pumnul, având primărie proprie și administrație separată de cea a orașului Suceava. După Al Doilea Război Mondial, comuna Aron Pumnul a fost desființată, Ițcaniul fiind încorporat drept cartier în cadrul municipiului Suceava. În perioada regimului comunist, în Ițcani nu au avut loc demolări majore în vederea construirii de blocuri și unități industriale, așa cum s-a întamplat în alte zone ale Sucevei (precum Burdujeni).
Actualul cartier mai poartă numele de Ițcanii Noi, pentru a fi diferențiat de Ițcanii Vechi (Hărbărie), situat de cealaltă parte a râului Suceava. În Ițcani se află Gara Ițcani (Suceava Nord), clădire monument istoric (1871) și a doua gară a Sucevei ca importanță (după cea din Burdujeni). În apropiere se află Parcul Gării Ițcani, depoul, câteva clădiri vechi (fostele sedii ale primăriei, oficiului poștal și școlii din Ițcani), Biserica romano-catolică Sfânta Elisabeta și Biserica ortodoxă Sfinții Arhangheli Mihail și Gavriil. La ieșirea din Ițcani către Siret se află clădirea fostei Case Germane și Biserica Sfinții Apostoli, inițial lăcaș de cult luteran. O proporție semnificativă a locuitorilor este de origine poloneză, iar în trecut aici au trăit mulți germani și evrei.

### Burdujeni

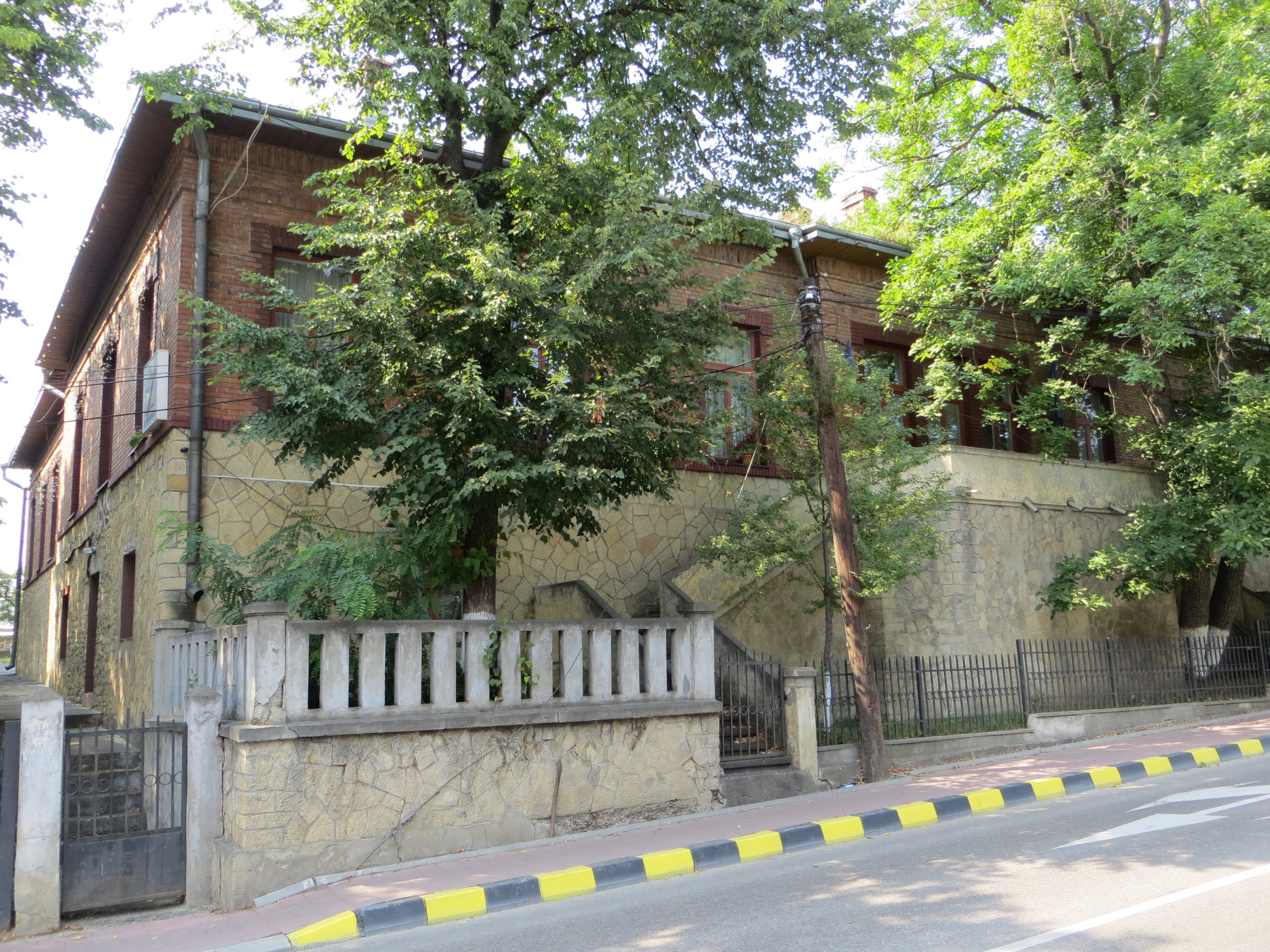
Fosta primărie din Burdujeni

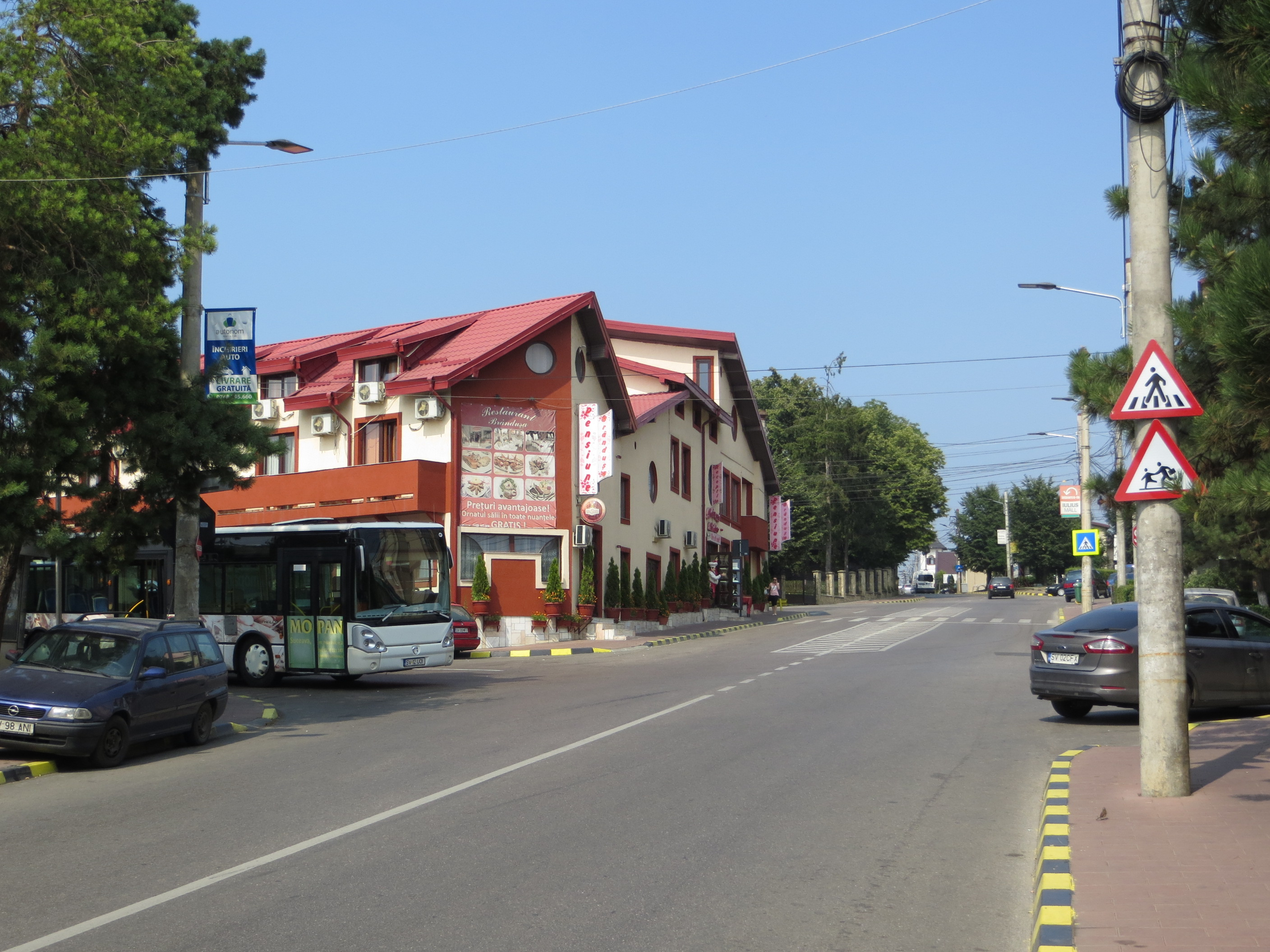
Zona fostului Cinematograf „Burdujeni”

Burdujeni este un cartier suburban al municipiului Suceava, situat la aproximativ 4 km nord-est de centrul localității. Din punct de vedere al întinderii și al populației, Burdujeni este cel mai mare cartier sucevean. Este poziționat pe malul stâng al râului Suceava, care reprezintă granița cu vechiul oraș Suceava și cu Bucovina, Burdujeni fiind singura zonă a Sucevei contemporane ce nu a făcut parte din Bucovina. Legătura către centru este realizată de axa rutieră Calea Unirii, iar către Ițcani (situat la aproximativ 3 km vest) de strada Gheorghe Doja. În anul 1956 localitatea Burdujeni a fost încorporată Sucevei, devenind cartier al acesteia. Burdujeni este împărțit mai multe zone sau subcartiere:

#### Cuza Vodă
Cuza Vodă este un cartier de blocuri, apărut ca urmare a perioadei comuniste de sistematizare și de industrializare a orașului Suceava. Blocurile au fost construite pe locul unde înainte se afla Burdujeni-Târg, o parte dintre vechile case de aici fiind demolate. Majoritarea locuitorilor din Cuza Vodă au lucrat până în anii '90 la întreprinderile de pe platforma industrală „Valea Sucevei”, situată în imediata vecinătate, motiv pentru care Burdujeni și-a căpătat titlul de „cartier muncitoresc”.
Cartierul Cuza Vodă a fost construit în trei etape, în deceniile al optulea și al nouălea din secolul trecut. În funcție de dispunere și de perioada în care au fost construite blocurile de locuințe, se împarte în:
- Cuza Vodă I — construit până în anul 1974, pe partea stângă a magistralei rutiere Calea Unirii, la nord de fostul Abator Burdujeni. Este mărginit de Calea Unirii, strada Gheorghe Doja și strada Lt. Mircea Damaschin.
- Cuza Vodă II — construit până în anul 1982, pe partea dreaptă a magistralei rutiere Calea Unirii, reprezintă cea mai populată zonă a Burdujeniului. Este mărginit de Calea Unirii, Calea Burdujeni, strada Eroilor și linia ferată București–Suceava.
- Cuza Vodă III — construit până în anul 1984, la nord de Calea Burdujeni, în zona fostului cinematograf. Este mărginit de Calea Unirii, Calea Burdujeni și strada Cuza Vodă.

#### Burdujeni-Sat
Burdujeni-Sat este un cartier localizat în partea de nord-est a municipiului Suceava. Reprezintă partea veche a fostei localități Burdujeni și se întinde pe o zonă deluroasă, la nord de Cuza Vodă III, între fostul Cinematograf „Burdujeni” și pădurea de la Adâncata. Este un cartier în întregime de case, dispus de-a lungul șoselei care face legătura dintre Suceava și Dorohoi și care poartă numele de strada 22 Decembrie pe teritoriul său.
În partea sudică a Burdujeniului-Sat se află Mănăstirea Teodoreni ce datează din anul 1597 și în jurul căreia a apărut inițial satul Burdujeni. Un alt lăcaș de cult vechi este Biserica Sfânta Treime, ctitorie ortodoxă din 1851, poziționată în centrul actualului cartier. Burdujeni-Sat constituie cea mai rurală zonă a municipiului Suceava, principala îndeletnicire a unei bune părți dintre locuitori fiind agricultura.

#### Burdujeni-Gară
Subcartierul Gării Burdujeni se întinde la sud de Cuza Vodă I, către Ițcani, în imediata vecinătate a fostului abator. Principalele străzi sunt Nicolae Iorga și Jean Bart, prin intermediul cărora se realizează accesul către Gara Burdujeni, clădire monument istoric, astăzi principala gară a Sucevei și în trecut gară de frontieră românească cu Bucovina (1902–1918).

#### Platforma industrială „Valea Sucevei”

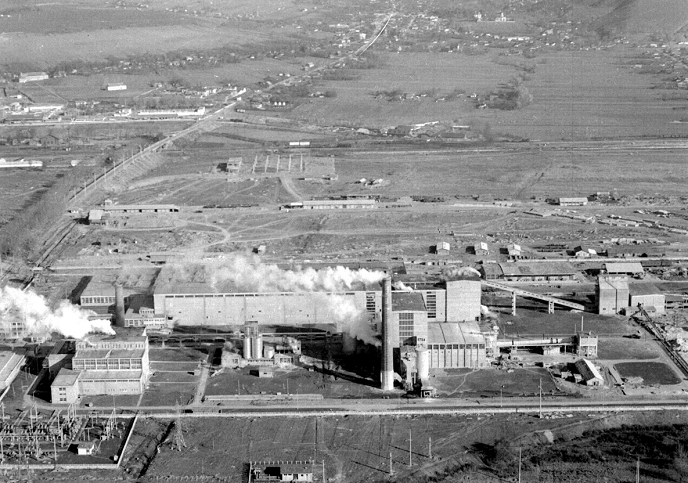
Platforma industrială „Valea Sucevei” în anii 1960

Platforma industrială „Valea Sucevei” este o fostă zonă industrială, poziționată în partea sudică a cartierului Burdujeni, în lunca râului Suceava. Platforma se întinde între râul Suceava (la sud) și magistrala CFR București–Suceava (la nord), cu o prelungire în sud-est (către Plopeni), unde se află termocentrala orașului. Principala magistrală rutieră care străbate zona este Calea Unirii, legătura între Burdujeni și Centrul Sucevei.
În perioada comunistă aceasta constituia principala zonă industrială a orașului și cuprindea: Combinatul de Prelucrare a Lemnului (CPL, deschis în 1959), Combinatul de Celuloză și Hârtie (CCH, deschis în 1962), Întreprinderea de Utilaje și Piese de Schimb (IUPS), Întreprinderea de Mașini Unelte (IMUS), Întreprinderea de Reparații Auto (IRA), Întreprinderea de Fibre Artificiale (IFA), o fabrică de oxigen, termocentrala, stația de epurare a orașului etc. După trecerea în noul mileniu, mare parte dintre fabrici au fost desființate. Zona a devenit una preponderent comercială, în prezent aici funcționând: Iulius Mall, Shopping City Suceava, Bazarul, magazinul Dedeman etc. Tot aici se află Turnul IFA, fost coș industrial de dispersie al gazelor și cel mai înalt edificiu din Suceava (peste 200 de metri înălțime), în prezent renovat și integrat în complexul Iulius Mall.
Platforma industrială „Valea Sucevei” se învecinează cu platforma industrială „Traian Vuia”, care se întinde de-a lungul străzii cu același nume, pe malul drept al râului Suceava. Aceasta reprezintă la rândul ei o fostă zonă industrială, ce cuprindea mai multe fabrici, astăzi majoritar desființate: Integrata de Lână, Fabrica de Sticlă, garajele companiei de Transport Public Local (TPL), Fabrica de Pâine etc.

### Alte cartiere
După 1990 pe teritoriul orașului Suceava au fost construite cartiere noi de case:
- Sfântu Ilie Nou (sau Soarelui) — este primul dintre cartiere sucevene de vile apărute după 1990, fiind poziționat în extremitatea sud-vestică a localității, în prelungirea Obcinilor, lângă șoseaua Suceava–Fălticeni (bulevardul Sofia Vicoveanca) și la limita satului Sfântu Ilie.
- Tătărași (sau Europa) — reprezintă o zonă de case noi, construite pe dealul Tătărași, pe partea dreaptă a râului Târgului, la sud de strada Alexandru cel Bun.
- Dumbrava — se află în Burdujeni, la nord de cartierul Cuza Vodă I și zona gării, între Burdujeni-Sat (la est) și Ițcani (la vest). O parte dintre case sunt construite pe terenul fostei Avicola Burdujeni.
- Laniște — se află în partea de est a Burdujeniului, în continuarea cartierului Cuza Vodă II, la ieșirea din oraș către Salcea. Laniște se întinde între șoseaua Suceava–Botoșani și magistrala feroviară Suceava–București.
- Dealul Mănăstirii (sau Tinereții) — acest cartier de case este poziționat la ieșirea din Burdujeni către Salcea, la nord de șoseaua Suceava–Botoșani, pe versantul din proximitatea Mănăstirii Teodoreni.
- Dragomirna — zonă de case noi, construite la ieșirea din Ițcani către Mitocu Dragomirnei, în jurul străzii Mitocului.

De asemenea, cartiere noi de case au fost construite în imediata vecinătate a orașului: în Ipotești și în Șcheia, în apropiere de platforma industrială „Șcheia”. Aceasta cuprindea mai multe unități industriale și economice (o parte desființate): Întreprinderea de Rulmenți, Fabrica de Bere, Fabrica de Prelucrarea Produselor Lactate, Fabrica de Băuturi Alcoolice, depozite etc. Lângă platforma industrială „Șcheia” se află Gara Suceava Vest, o gară de mai mică importanță a orașului.

## Zona Metropolitană Suceava
Zona Metropolitană Suceava a luat ființă la data de 1 decembrie 2011. Dat fiind faptul că Suceava, fiind municipiu de rangul al doilea, nu poate avea o zonă metropolitană în adevăratul sens al cuvântului, s-a recurs la o organizare sub forma unei asocieri, denumită Asocierea „Zona Metropolitană Suceava”. Ea este alcătuită din municipiul Suceava și următoarele localități: orașul Salcea și comunele Adâncata, Ipotești, Mitocu Dragomirnei, Moara, Pătrăuți și Bosanci.
Comuna Șcheia, deși se învecinează cu municipiul Suceava, iar teritoriile intravilane ale celor două localități sunt practic unite, nu face parte din zona metropolitană, în urma refuzului autorităților locale din Șcheia de a se asocia acestei organizări. În locul comunei Șcheia, a fost acceptată comuna Bosanci, singura localitate din zona metropolitană care nu se învecinează direct cu municipiul Suceava.

## Instituții

### Primăria Municipiului Suceava
Primăria Municipiului Suceava este o instituție publică ce reprezintă structura funcțională cu activitate permanentă care aduce la îndeplinire hotărârile consiliului local și dispozițiile primarului, soluționând problemele curente ale colectivității locale din municipiul Suceava. În fruntea conducerii instituției se află primarul municipiului Suceava.
Primăria Suceava funcționează într-o clădire construită la sfârșitul secolului al XX-lea, pe bulevardul 1 Mai nr. 5A, în cartierul Areni. De-a lungul timpului instituția și-a desfășurat activitatea în mai multe clădiri vechi din centrul orașului. În prima jumătate a secolului al XIX-lea a funcționat într-o casă de cărămidă de lângă Biserica Sfântul Dumitru. Începând cu anul 1859, Primăria a avut următoarele sedii: clădirea Colegiului de Artă „Ciprian Porumbescu” (1859–1904), Palatul Administrativ (1904–1944), clădirea Muzeului Bucovinei (1944–1968), Palatul de Justiție (1968–2002). Începând din anul 2002, Primăria funcționează în actualul sediu.
Primarul municipiului Suceava este Ion Lungu, ales în 2004 din partea PNL, reales în 2008 și apoi în 2012 din partea PD-L.
Funcția de viceprimar este ocupată de Lucian Harșovschi (PNL) și Ovidiu Doroftei (PNL), ambii aleși în 2012. Consiliul Local al municipiului Suceava este format din 23 de membri.

### Consiliul Județean și Prefectura Suceava

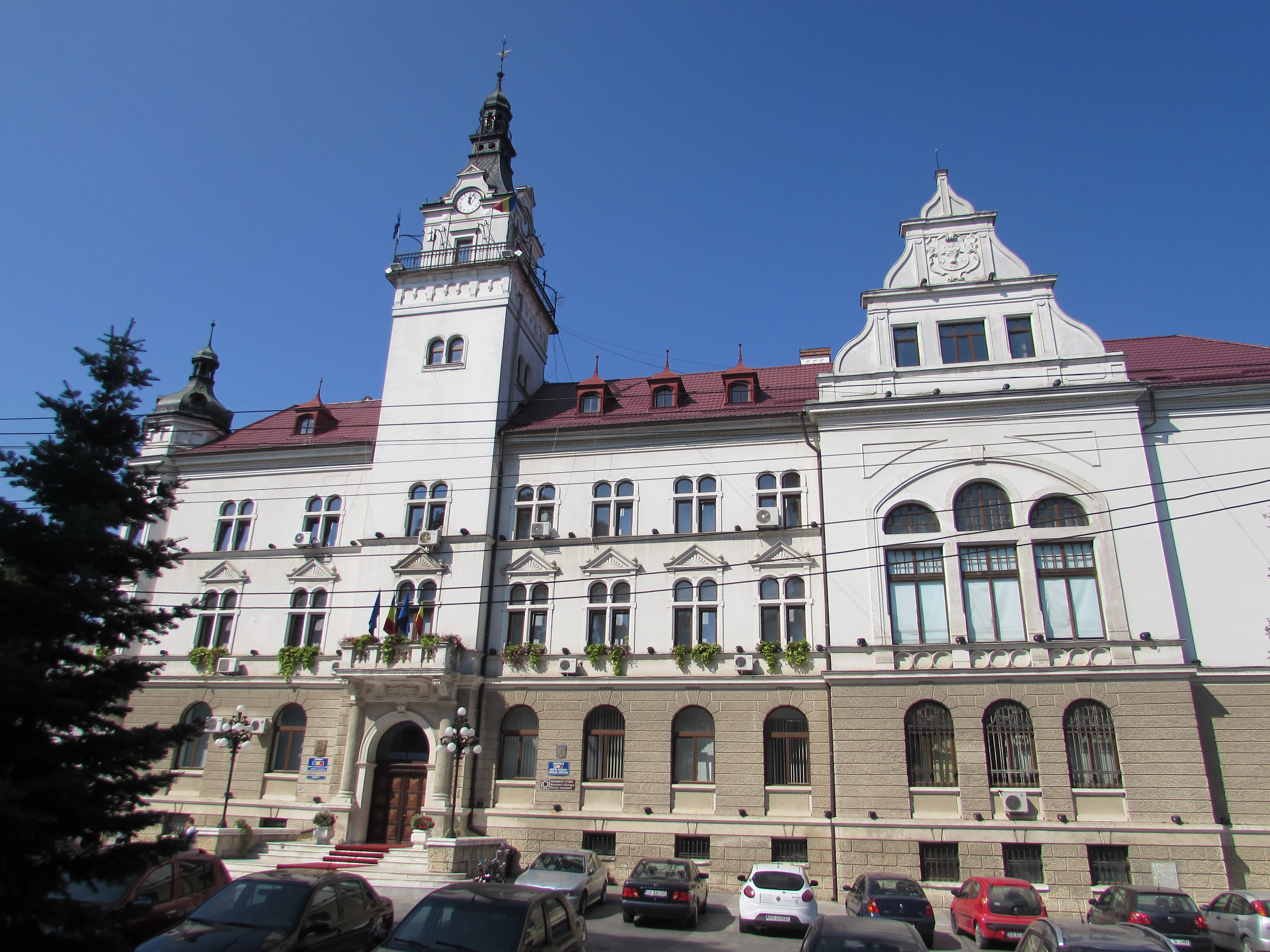
Palatul Administrativ din Suceava, sediul Consiliului Județean Suceava și al Instituției Prefectului

Consiliul Județean Suceava și Prefectura Suceava își desfășoară activitatea în clădirea monument istoric a Palatului Administrativ, construită între 1903–1904, în centrul orașului. În perioada interbelică, Prefectura Suceava a fost găzduită de edificiul în care astăzi funcționează Muzeul de Istorie din cadrul Muzeului Bucovinei.
Consiliul județean este autoritatea administrației publice locale, constituită la nivel județean, pentru coordonarea activității consiliilor comunale și orășenești, în vederea realizării serviciilor publice de interes județean. Consiliul județean este compus din consilieri aleși prin vot universal, egal, direct, secret și liber exprimat, în condițiile stabilite de legea privind alegerile locale.
Consiliul Județean Suceava este format din 36 de membri.
Prefectura este o instituție publică cu personalitate juridică având rolul de a îndeplini atribuțiile și prerogativele conferite prefectului prin Constituție, legea administrației publice locale și alte acte normative.
Prefectul urmărește modul de realizare în județ a obiectivelor cuprinse în programul de guvernare și prin aparatul propriu de specialitate dispune măsurile corespunzătoare. Prefectul este ordonator terțiar de credite. Pentru îndeplinirea atribuțiilor și prerogativelor conferite prefectului, acesta este ajutat de un subprefect care îndeplinește atribuțiile care îi sunt date prin acte normative, precum și atribuții delegate, prin ordin al prefectului, din domeniile de activitate ale aparatului propriu de specialitate al acestuia. Prefectul are un aparat propriu de specialitate pe care îl conduce.

## Obiective istorice și turistice
Suceava, unul dintre cele mai vechi orașe din România și fostă capitală a Principatului Moldovei, dispune de numeroase obiective istorice și turistice, răspândite pe teritoriul localității și în împrejurimile sale. Orașul se remarcă prin numărul ridicat de vechi lăcașuri de cult ortodoxe, armenești, romano-catolice, evreiești etc. Aceste edificii religioase sunt o dovadă a diversității etnice și a multiculturalismului așezării.
De asemenea, în Suceava există mai multe clădiri cu valoare de monument istoric, majoritatea construite la sfârșitul secolului al XIX-lea și începutul secolului al XX-lea, în perioada în care primar la orașului era Franz Des Loges. Acestora li se adaugă o serie de statui, busturi, mozaicuri parietale și alte monumente, care reprezintă puncte de atracție. Majoritatea obiectivelor istorice și turistice se găsesc în perimetrul vechiului oraș, zonă ce se întinde între Cetatea de Scaun (la est) și Cetatea Șcheia (la vest).

### Muzeul Național al Bucovinei

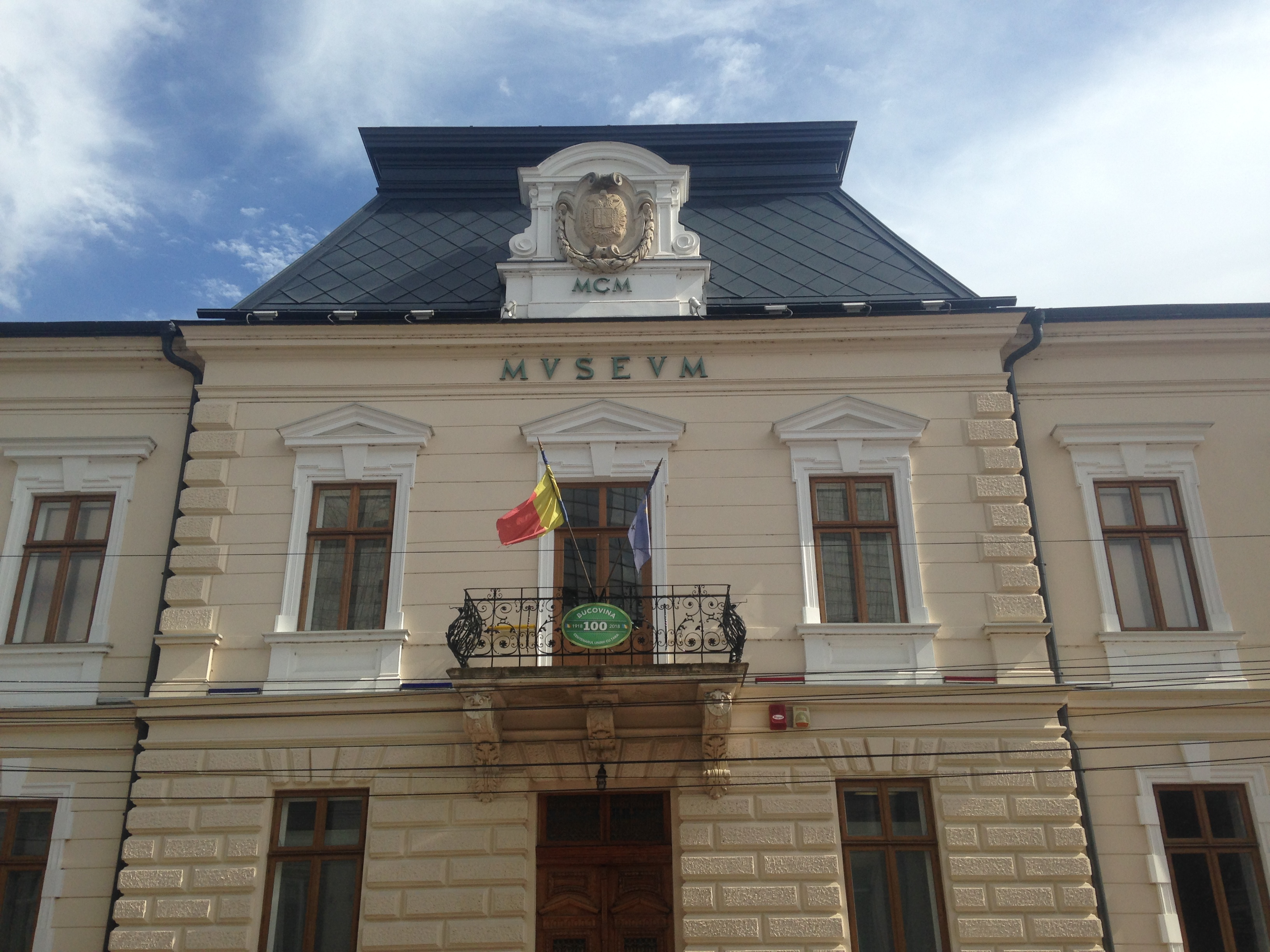
Clădirea Muzeului Bucovinei și a Muzeului de Istorie

Muzeul Național al Bucovinei este cea mai importantă instituție de profil din județul Suceava. Înființarea sa este strâns legată de începerea lucrărilor arheologice și de restaurare la Cetatea de Scaun de la sfârșitul secolului al XIX-lea, sub patronajul arhitectului austriac Karl Adolf Romstorfer. La inițiativa câtorva intelectuali suceveni, la data de 7 noiembrie 1899 ia ființă Societatea „Muzeul”. Noua instituție își capătă statutul de persoană juridică la 4 ianuarie 1900. Prima secție a fost cea de istorie, constituind practic nucleul în jurul căruia a luat naștere muzeul. De-a lungul timpului, acesta și-a îmbogățit colecțiile, și-a amplificat și diversificat în permanență activitatea. În prezent, Muzeul Bucovinei include și administrează mai multe obiective medievale, muzee și case memoriale, localizate pe teritoriul orașului Suceava și în alte localități ale județului. Acestea constituie expozițiile permanente:
- Cetatea de Scaun a Sucevei
- Cetatea Șcheia
- Curtea Domnească din Suceava
- Muzeul de Istorie din Suceava

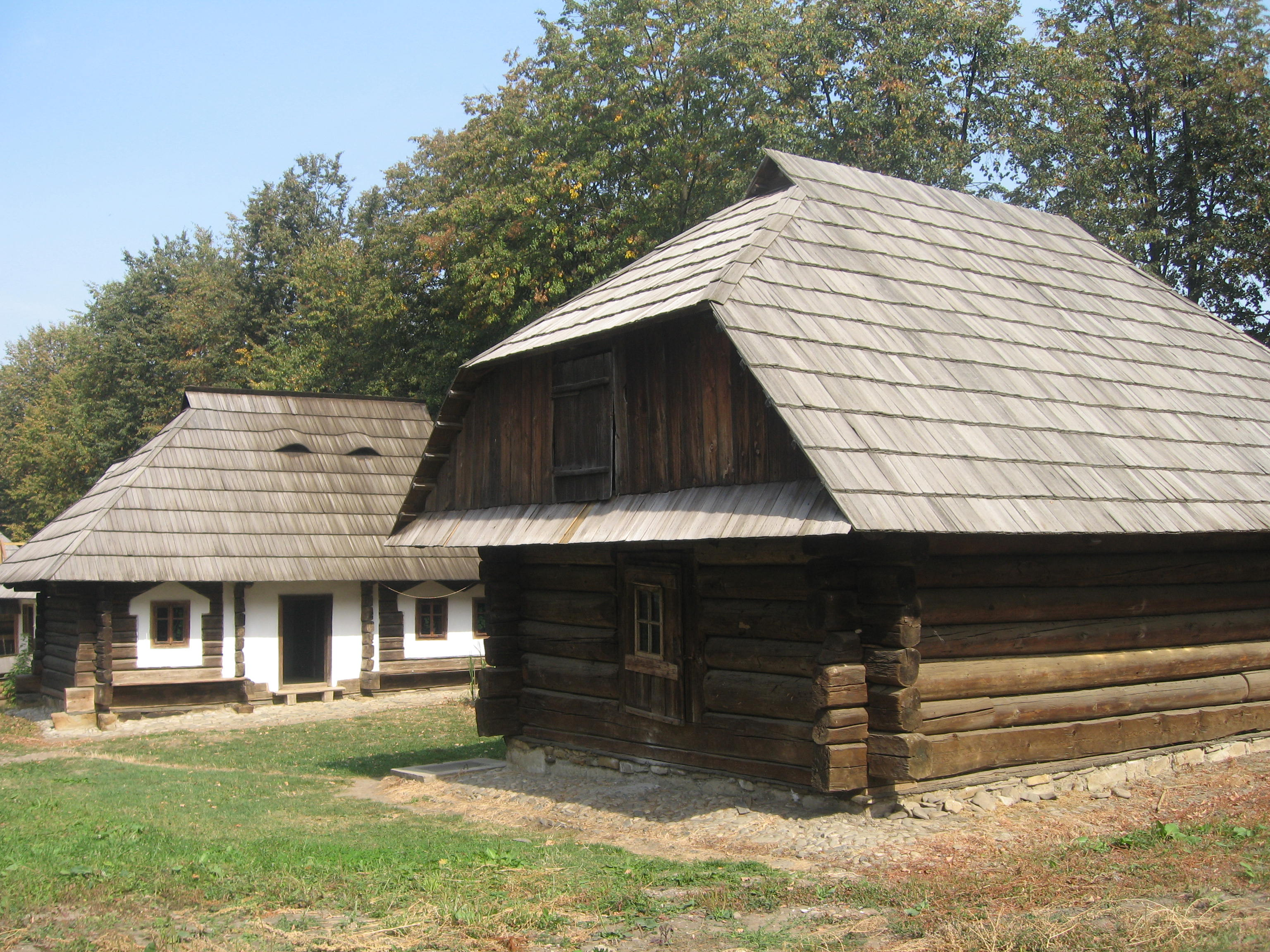
Muzeul Satului Bucovinean (gospodărie din Straja)

- Muzeul de Științele Naturii din Suceava
- Muzeul Satului Bucovinean
- Muzeul Etnografic „Hanul Domnesc” din Suceava
- Casa Memorială „Simion Florea Marian” din Suceava
- Casa Memorială „Nicolae Labiș” din Mălini
- Casa Memorială „Eusebiu Camilar” din Udești
- Casa și Muzeul Memorial „Ciprian Porumbescu” din Stupca
- Casa-Muzeu Solca (Casa „Saveta Coturbaș”)
- Casa-Muzeu Bilca (Casa „George Muntean”)
- Muzeul de Istorie din Siret
- Planetariul și Observatorul Astronomic din Suceava (până în anul 2008, când este cedat Universității „Ștefan cel Mare”, păstrându-și rolul de muzeu științific)

### Edificii religioase

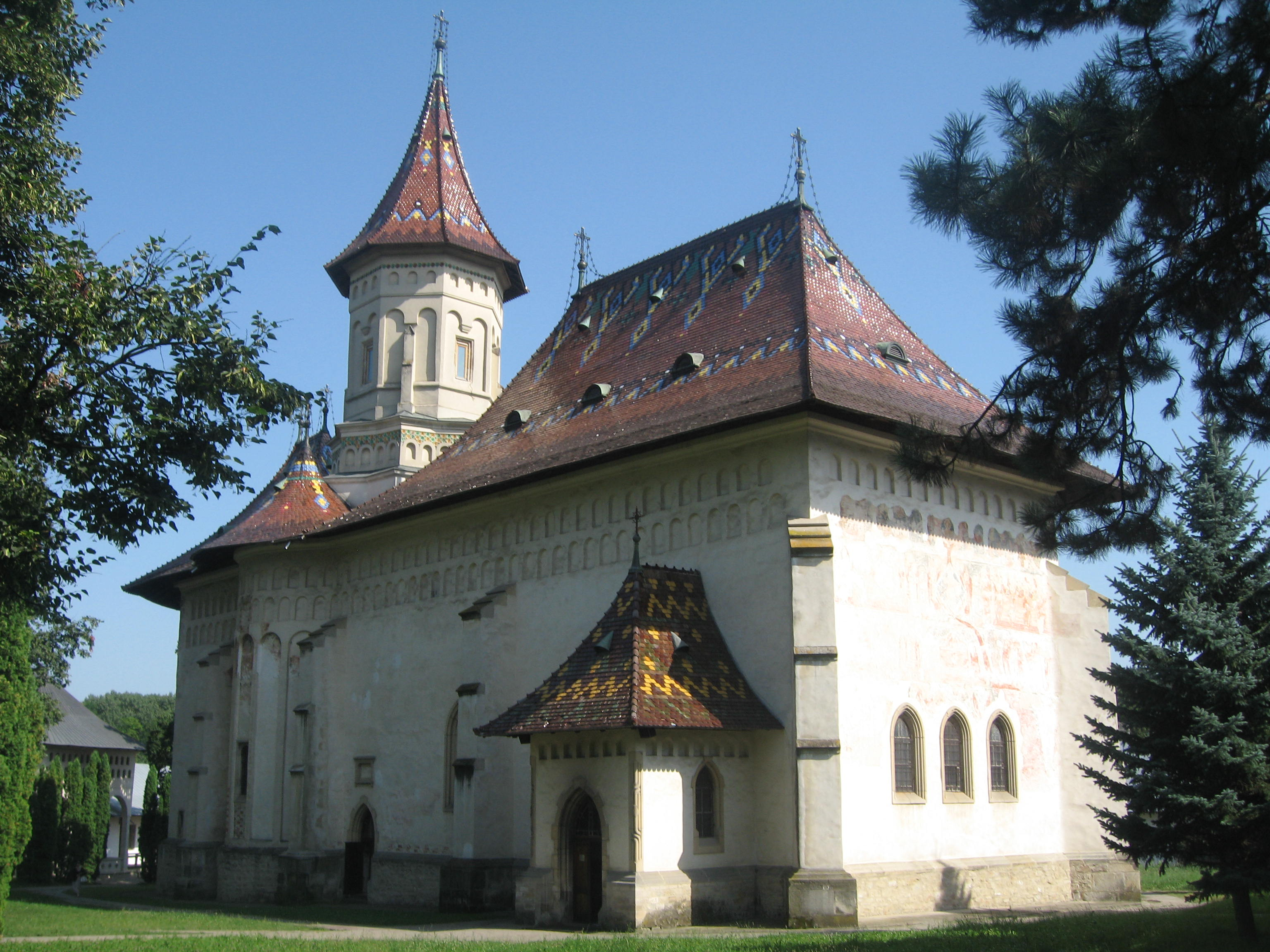
Biserica Mănăstirii Sfântul Ioan cel Nou

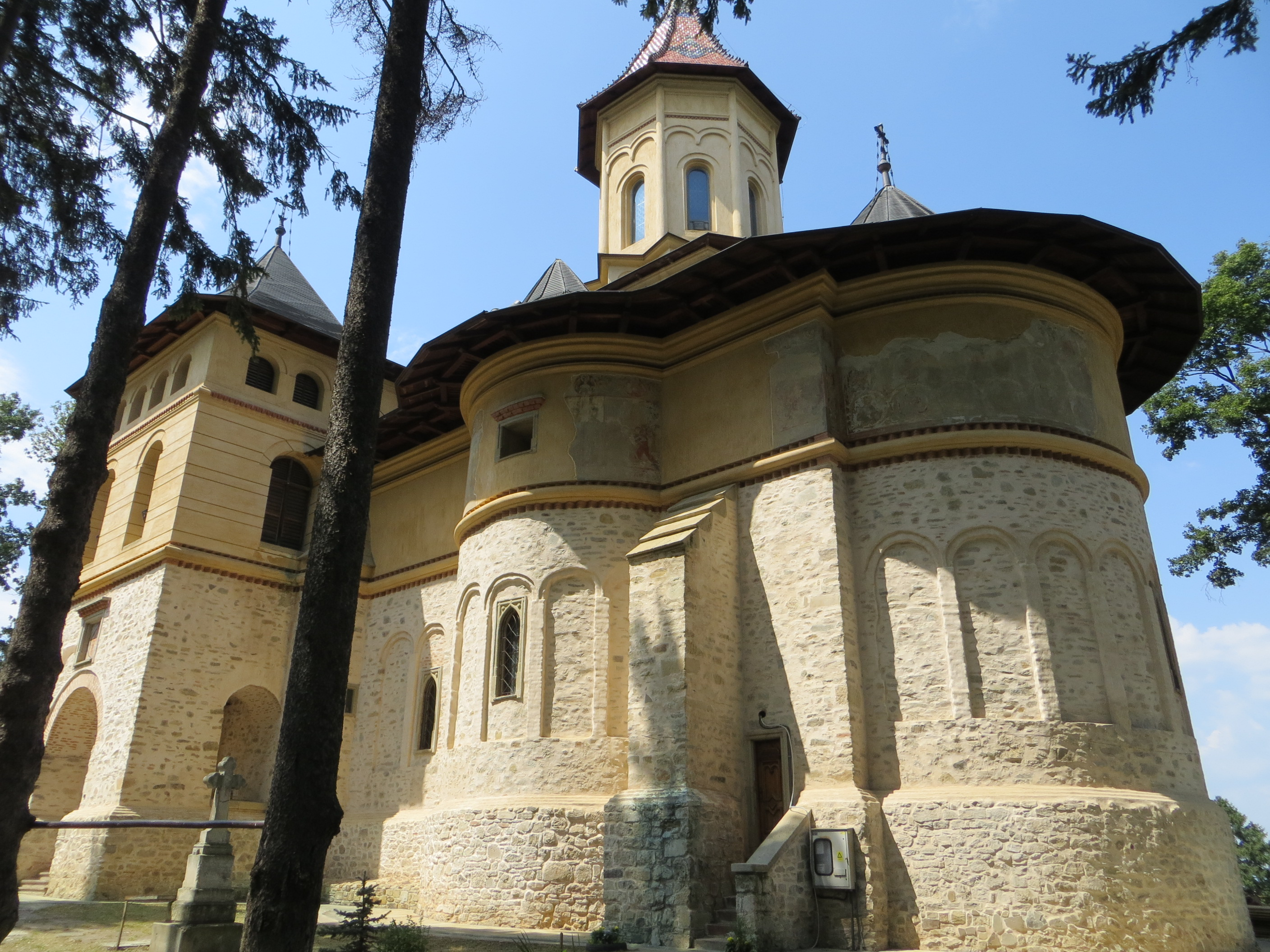
Biserica Mirăuți

- Mănăstirea Sfântul Ioan cel Nou, include Biserica Sfântul Gheorghe (1514–1522), monument UNESCO
- Biserica Sfântul Gheorghe–Mirăuți (1375–1391, reconstruită în secolul al XVII-lea)
- Biserica Sfântul Dumitru (1534–1535)
- Biserica Învierea Domnului–Văscresenia (1551)
- Biserica Sfântul Nicolae–Prăjescu (1611)
- Biserica Nașterea Sfântului Ioan Botezătorul–Coconilor (1643)
- Mănăstirea Zamca (1551–1606), complex fortificat ridicat de comunitatea armenească locală
- Biserica Sfântul Simion–Turnul Roșu (1513), fost lăcaș de cult armenesc
- Biserica armenească Sfânta Cruce (1521)
- Capela Pruncul (1902), în cimitirul vechi armenesc
- Biserica romano-catolică Sfântul Ioan Nepomuk (1832–1836)
- Biserica evanghelică (1868)
- Biserica Adormirea Maicii Domnului din Ițcanii Vechi (1639)
- Biserica romano-catolică Sfânta Elisabeta din Ițcani (1902)
- Biserica Sfinții Apostoli din Ițcani (1905–1908), fost lăcaș de cult luteran
- Biserica Sfinții Arhangheli Mihail și Gavriil din Ițcani (1933–1938)
- Mănăstirea Teodoreni (1597)
- Biserica Sfânta Treime din Burdujeni (1851)
- Sinagoga Gah (1870)
- Sinagoga din Ițcani (construită în secolul al XIX-lea, astăzi dispărută)

### Clădiri istorice

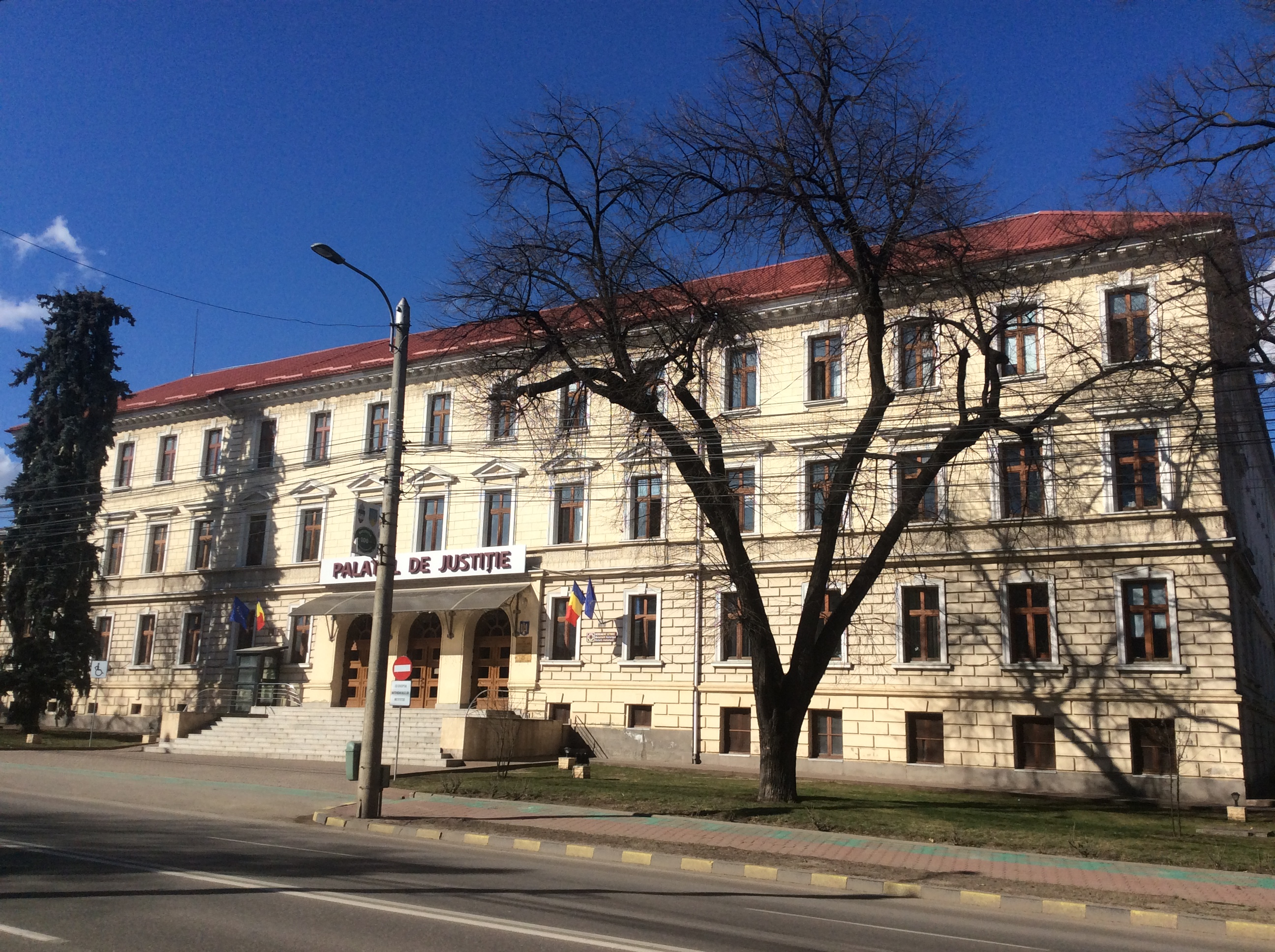
Palatul de Justiție

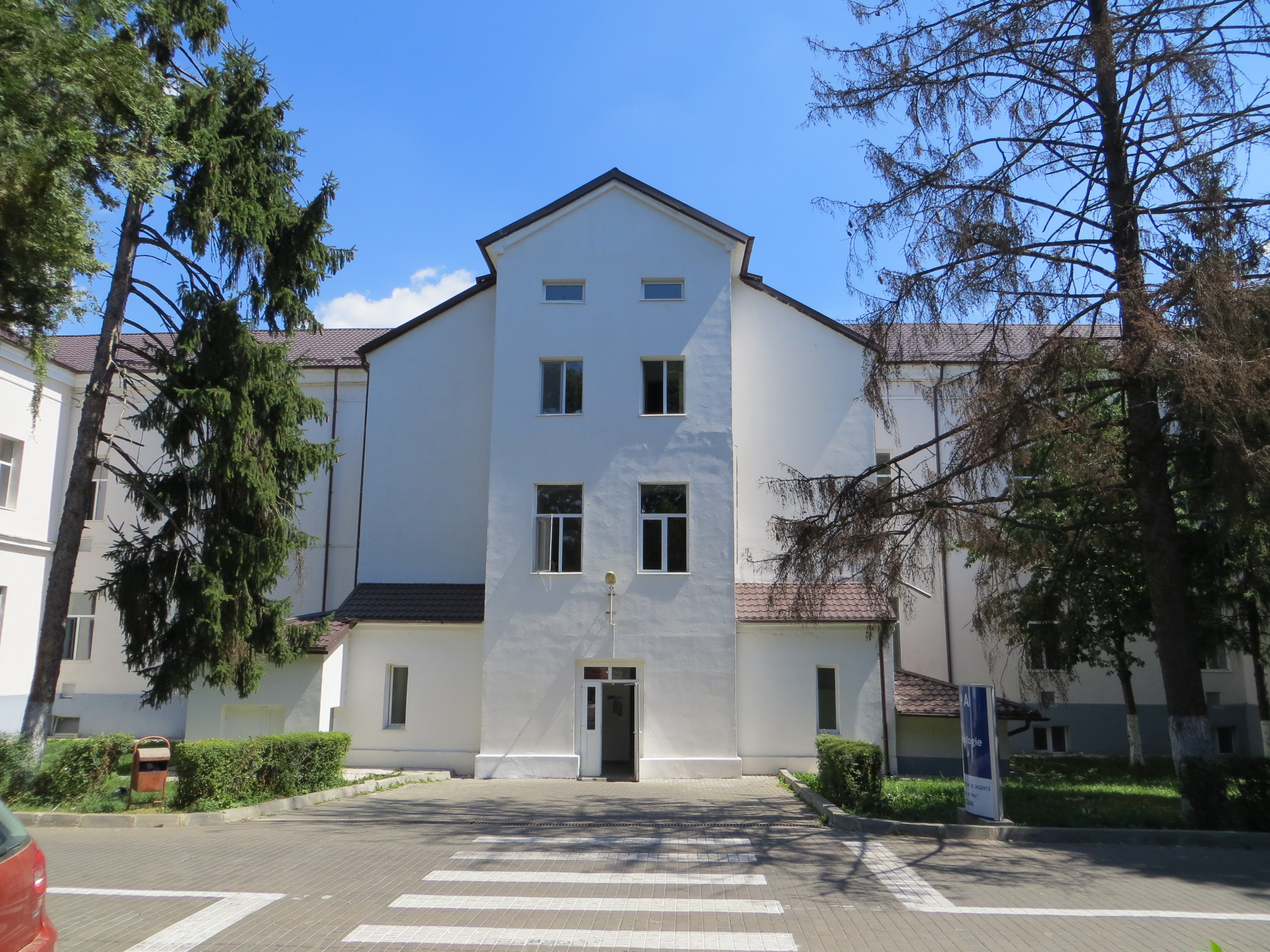
Spitalul Vechi

- Ansamblul Curții Domnești (construit între secolele al XIV-lea și al XVII-lea, astăzi în ruine)
- Hanul Domnesc (construit în secolele al XVI-lea și al XVII-lea)
- Clădirea Muzeului de Științele Naturii (1811–1814)
- Clădirea Colegiului de Artă „Ciprian Porumbescu” (corpul A) (1859)
- Clădirea Gării Suceava Nord–Ițcani (1871)
- Palatul de Justiție (1885)
- Ansamblul Spitalului Vechi (1891–1903)
- Clădirea Colegiului Național „Ștefan cel Mare” (1893–1895)
- Clădirea Gării Suceava–Burdujeni (1892–1902)
- Clădirea Muzeului Bucovinei și a Muzeului de Istorie (1902–1903)
- Palatul Administrativ (1903–1904)
- Clădirea Dom Polski (Casa Polonă) (1903–1907)
- Ansamblul fostei Uzine de Apă (1910–1912)
- Clădirile Bibliotecii Bucovinei „I.G. Sbiera” (1925–1926, 1929–1930)
- Clădirea Sindicatelor (Casa Samuil Isopescu)[47]
- Clădirea fostului restaurant „Național” (Casa Prunkul) din strada Nicolae Bălcescu nr. 3 (construită în secolul al XIX-lea)[48]
- Clădirea cu arhitectură Art Nouveau „Karl Schorr” din strada Ștefan cel Mare nr. 26
- Casa Corpului Didactic „George Tofan” din Aleea Nucului nr. 10
- Clădirea Direcției Silvice
- Casa Națională (construită la începutul secolului al XX-lea și între 1926–1932, astăzi dispărută)

În afară de aceste edificii istorice reprezentative pentru Suceava, mai există câteva clădiri vechi, localizate în Burdujeni și Ițcani, construite pe vremea când aceste două cartiere erau localități cu administrație separată de cea a orașului Suceava:

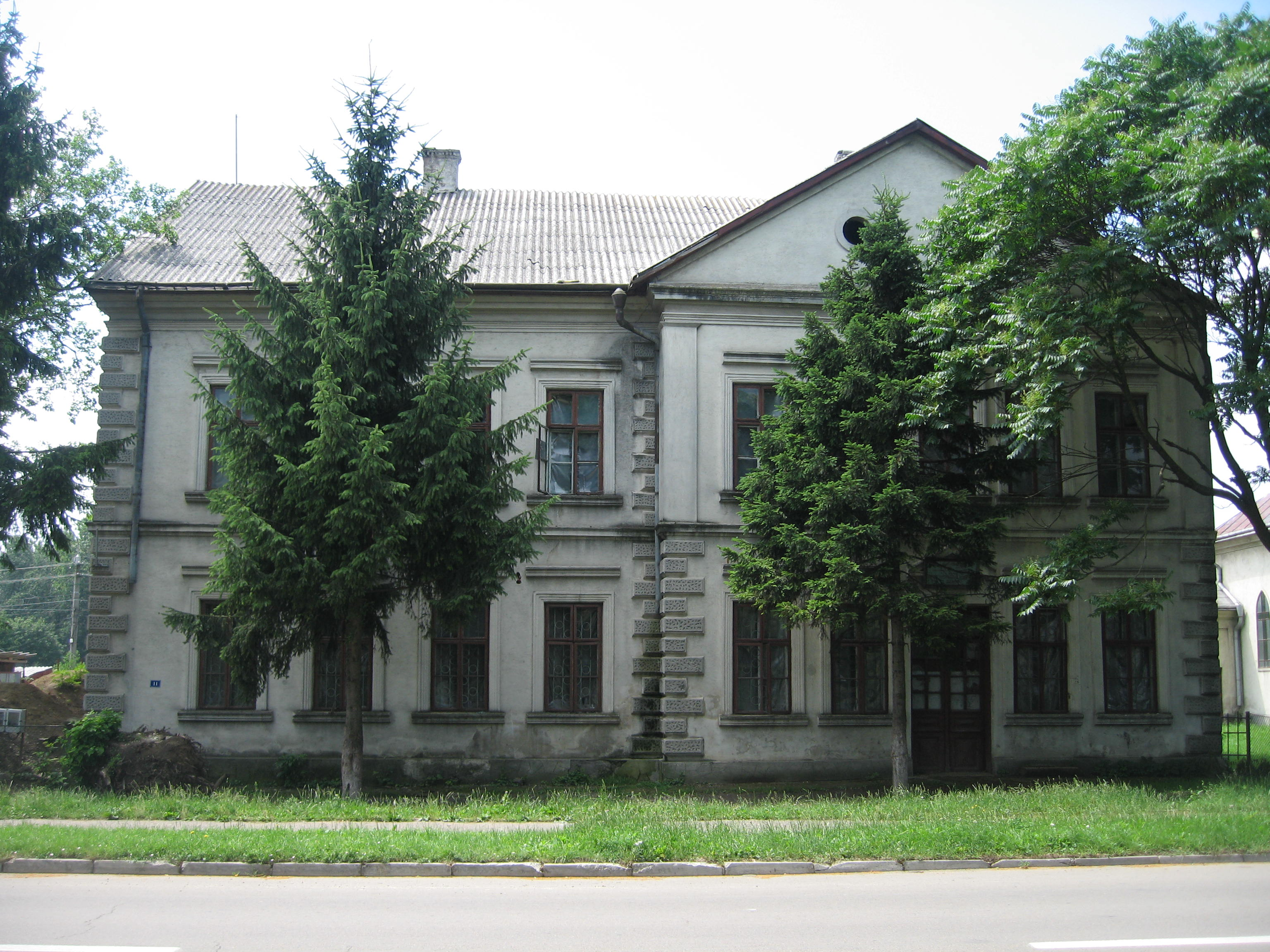
Clădirea în care a funcționat școala veche din Ițcani

- Clădirile Spitalului de Psihiatrie din Burdujeni (secție a Spitalului Județean) (1878–1900)[49]
- Clădirea în care a funcționat Primăria Burdujeni, astăzi sediul Electroconstrucția „ELCO” (1902)
- Clădirea în care a funcționat Școala Gimnazială „Jean Bart” din Burdujeni (corpul B), astăzi Liceul Tehnologic „Virgil Madgearu” (1902)
- Clădirea Școlii Gimnaziale nr. 6 din Burdujeni (1911)
- Clădirea în care a funcționat Dispensarul Medical Burdujeni, astăzi secție de Poliție
- Clădirea în care a funcționat Pichetul de grăniceri din Ițcani
- Clădirea în care a funcționat Primăria Ițcani, ulterior magazin alimentar și spații locative
- Clădirea în care a funcționat Oficiul Poștal Ițcani, astăzi secție de Poliție și spații locative
- Clădirea în care a funcționat Școala din Ițcani, ulterior secție a IAMSAT București
- Clădirea în care a funcționat Casa Germană din Ițcani, astăzi depozite și sediu de firme
- Casa în stil austriac din Ițcani, din strada Gheorghe Doja nr. 3

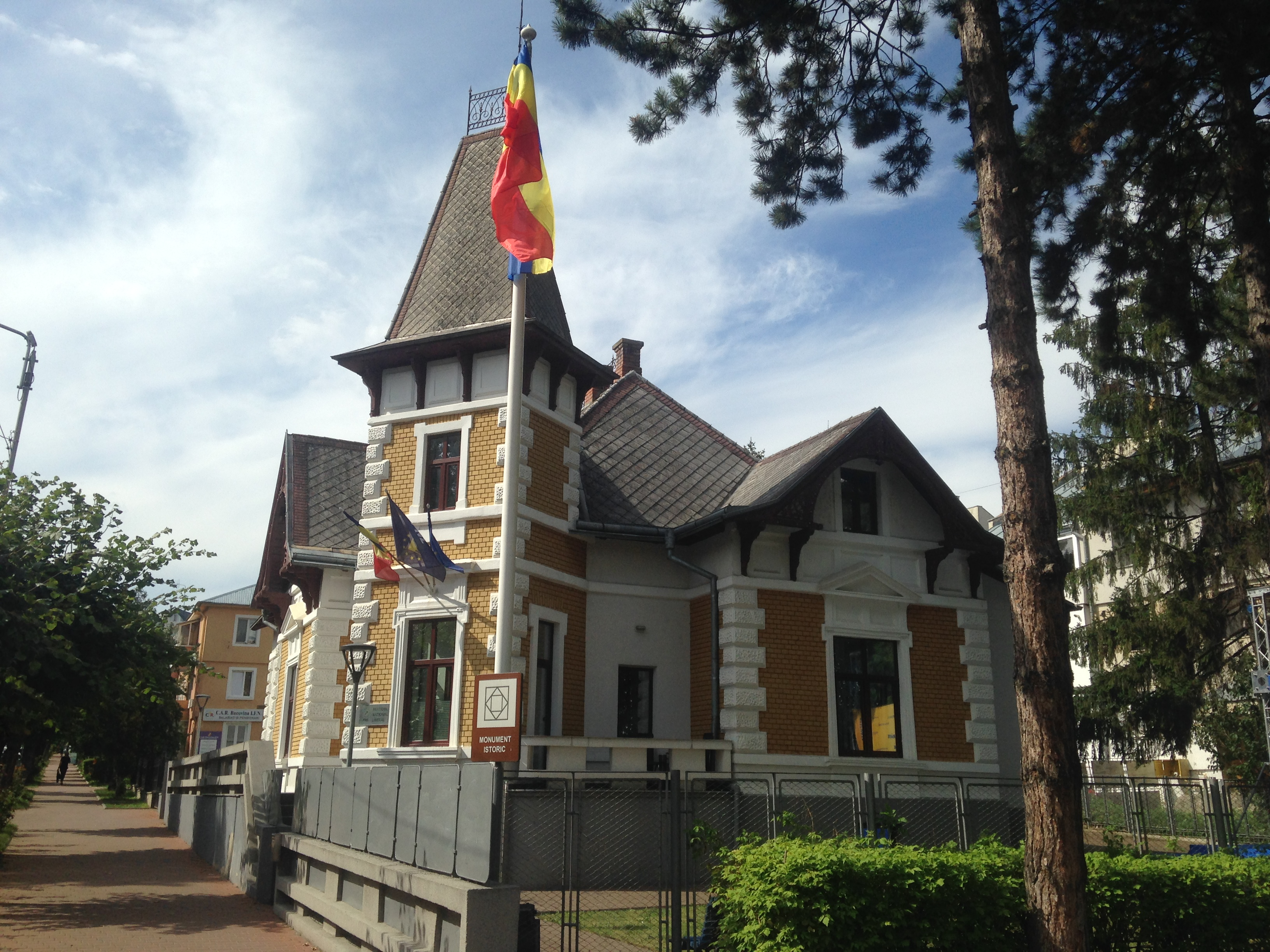
Casa din Aleea Trandafirilor nr. 4

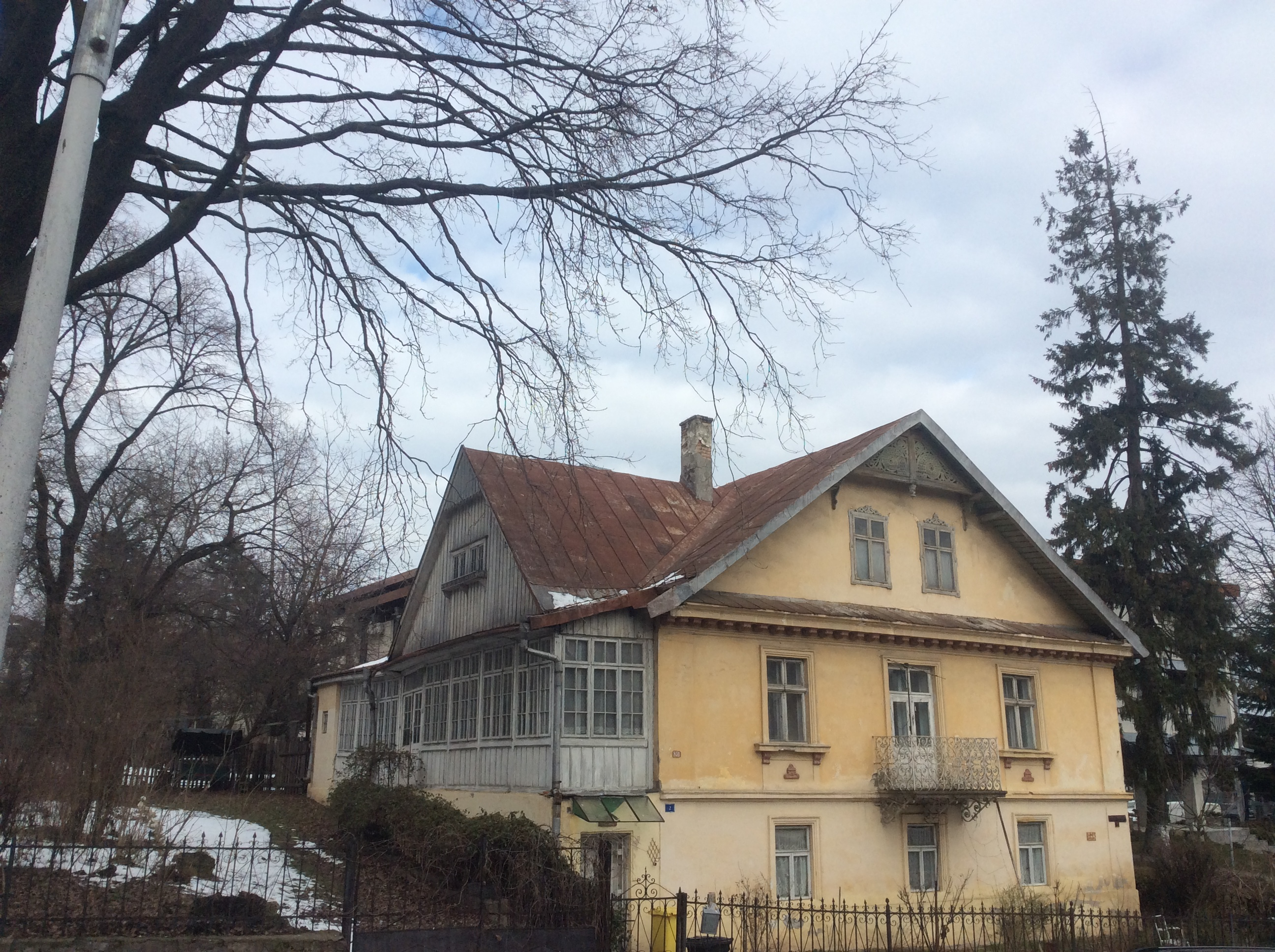
Casa „Costin Tarangul” (1886)

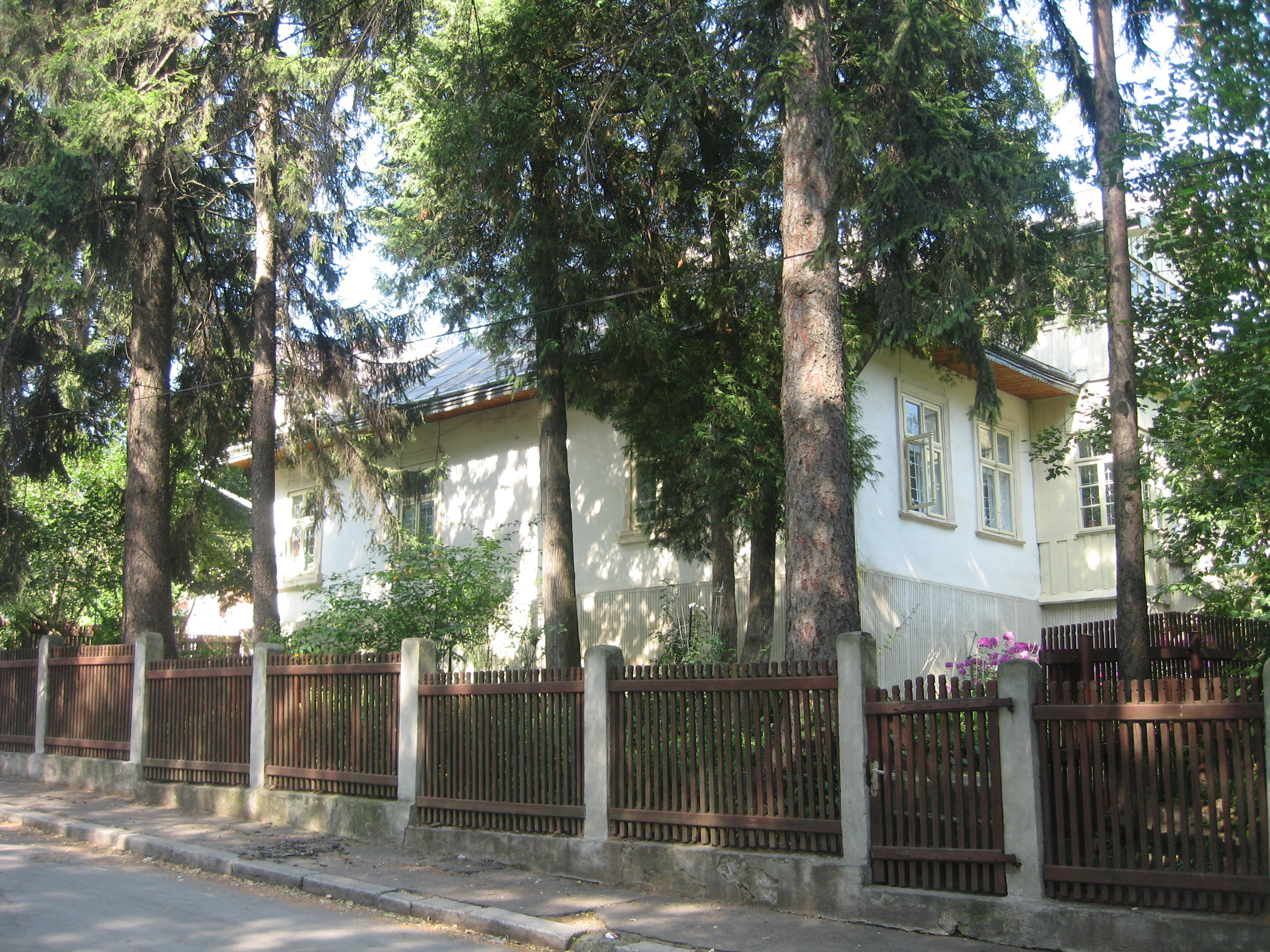
Casa Memorială „Simion Florea Marian”

#### Case monument istoric
În municipiul Suceava există mai multe case vechi, datând din secolele al XVIII-lea și al XIX-lea, care au fost incluse pe Lista monumentelor istorice din județul Suceava din anul 2010 (cu mențiunea că unele din obiective figurează pe această listă cu adrese eronate). Majoritatea sunt locuințe private și sunt localizate în vechea zonă armenească a orașului:
- Casele din strada Armenească nr. 7, nr. 13 (Casa de lemn Hopmeier—dispărută), nr. 18 (Casa Pâțu), nr. 24 (Casa Seserman), nr. 26, nr. 28 (Casa Roșu), nr. 45 (Casa Frățian), nr. 47 (Casa Alaci)
- Casele din strada Dragoș Vodă nr. 10 (Casa Hadzi), nr. 15 (Casa de lemn Colonescu), nr. 25 (Casa de lemn Ignătescu)
- Casele din strada Simion Florea Marian nr. 2 (Casa Costin Tarangul), nr. 4 (Casa folcloristului Simion Florea Marian)
- Casa din strada Ion Creangă nr. 15
- Casa din strada Prunului nr. 1 (Casa în care a locuit compozitorul Ciprian Porumbescu)
- Casa din Aleea Trandafirilor nr. 4 (fostă grădiniță, astăzi sediul local PNL)

#### Case cu valoare istorică sau arhitecturală
Alte case vechi, cu valoare arhitecturală, ce nu au fost incluse pe Lista monumentelor istorice din județul Suceava:
- Casele din strada Armenească nr. 8, nr. 15, nr. 16 (sediul local FDGR), nr. 19 (Casa Hopmeier), nr. 27, nr. 29 (Casa Zavulovici), nr. 37 (Vila Maria), nr. 43
- Casele din strada Dragoș Vodă nr. 1 (Casa Bodinger), nr. 4 (Casa Învățătorului, astăzi centru medical), nr. 9, nr. 12 (Laboratorul Zonal de Restaurare al Muzeului Bucovinei), nr. 18, nr. 19, nr. 23, nr. 28
- Casele din strada Ion Creangă nr. 10 (Casa părintească sculptor Vladimir Florea); strada I.G. Sbiera nr. 24; strada Mihai Eminescu nr. 2, nr. 5 (sediul ACET); strada Petru Rareș nr. 17, nr. 66, nr. 70 (sediul Serviciului de Pașapoarte)
- Casele din strada Republicii nr. 10 (fostul Oficiu al stării civile), nr. 12, nr. 18 (Casa Carol); strada Vasile Bumbac nr. 5 (Decanatul romano-catolic de Bucovina), nr. 8; strada Mihai Viteazul nr. 22, 28–44 (doar numerele pare)
- Casele din Aleea Ion Grămadă nr. 1–3 (fostul sediu SANEPID, astăzi Casa Prieteniei); strada Cireșilor nr. 1 (realizată după planurile arhitectului Nicolae Porumbescu)

#### Case memoriale
- Casa Memorială „Simion Florea Marian”, situată în strada Simion Florea Marian nr. 4
- Casa în care a locuit Ciprian Porumbescu, situată în strada Prunului nr. 1
- Casa în care a locuit Vladimir Florea, situată în strada Ion Creangă nr. 10
- Casa în care a activat în ilegalitate organizația locală PCR, situată în strada Mihai Viteazul nr. 3

### Spații verzi și monumente

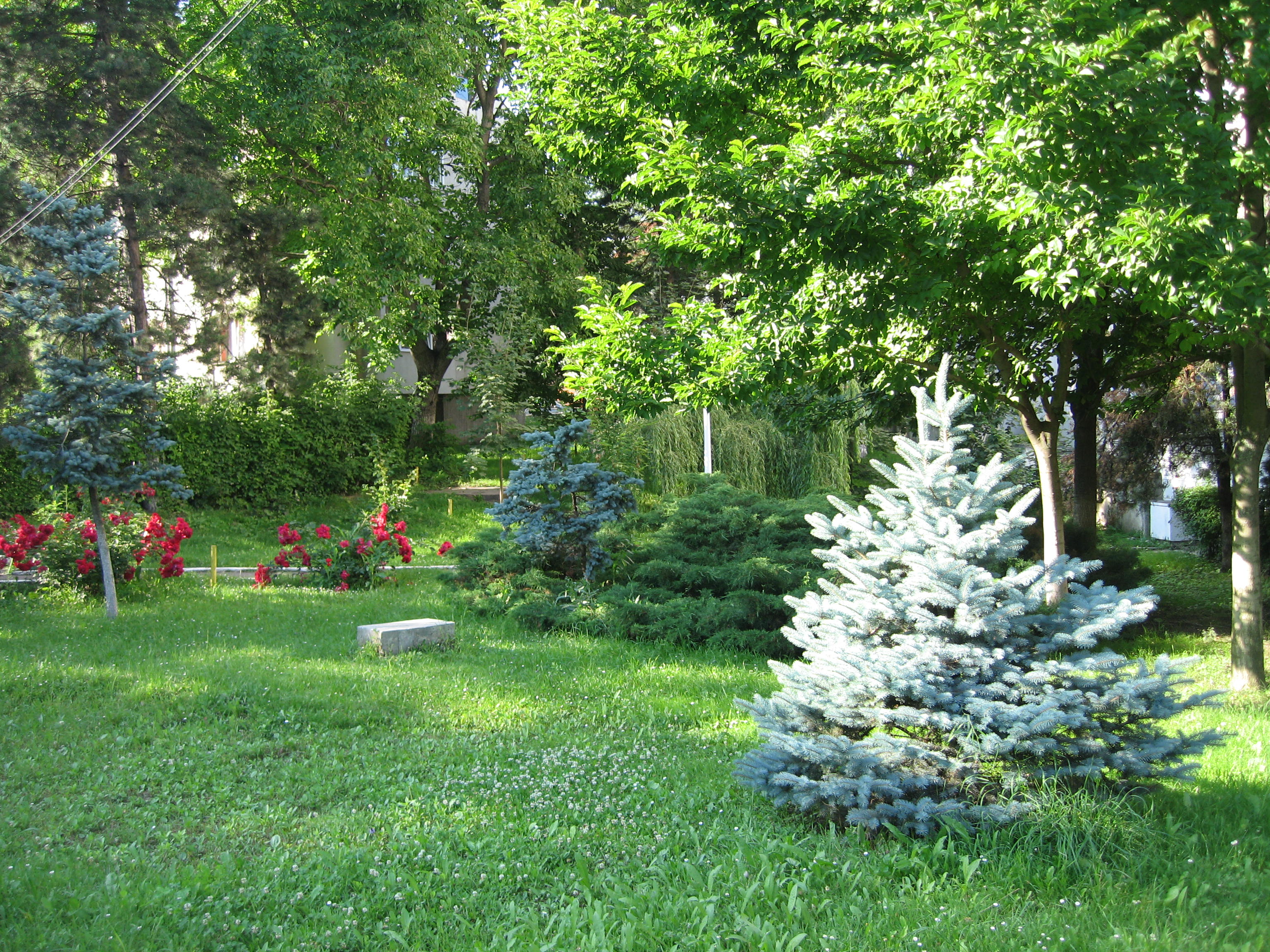
Parcul Trandafirilor

#### Spații verzi
- Parcul Șipote-Cetate (sau Parcul Cetății)
- Parcul Profesor Ioan Nemeș (sau Parcul Central)
- Parcul Drapelelor (sau Parcul Steagurilor)
- Parcul Trandafirilor (sau Parcul Trei Bărboși)
- Parcul Vladimir Florea (sau Parcul Policlinicii)
- Parcul Universității (sau Parcul Areni)
- Parcul Simion Florea Marian
- Parcul Gării Ițcani
- Parcul Copilului și parcul din fața fostului Cinematograf „Burdujeni”
- Parcul de agrement Tătărași
- Cimitirul Pacea

#### Busturi

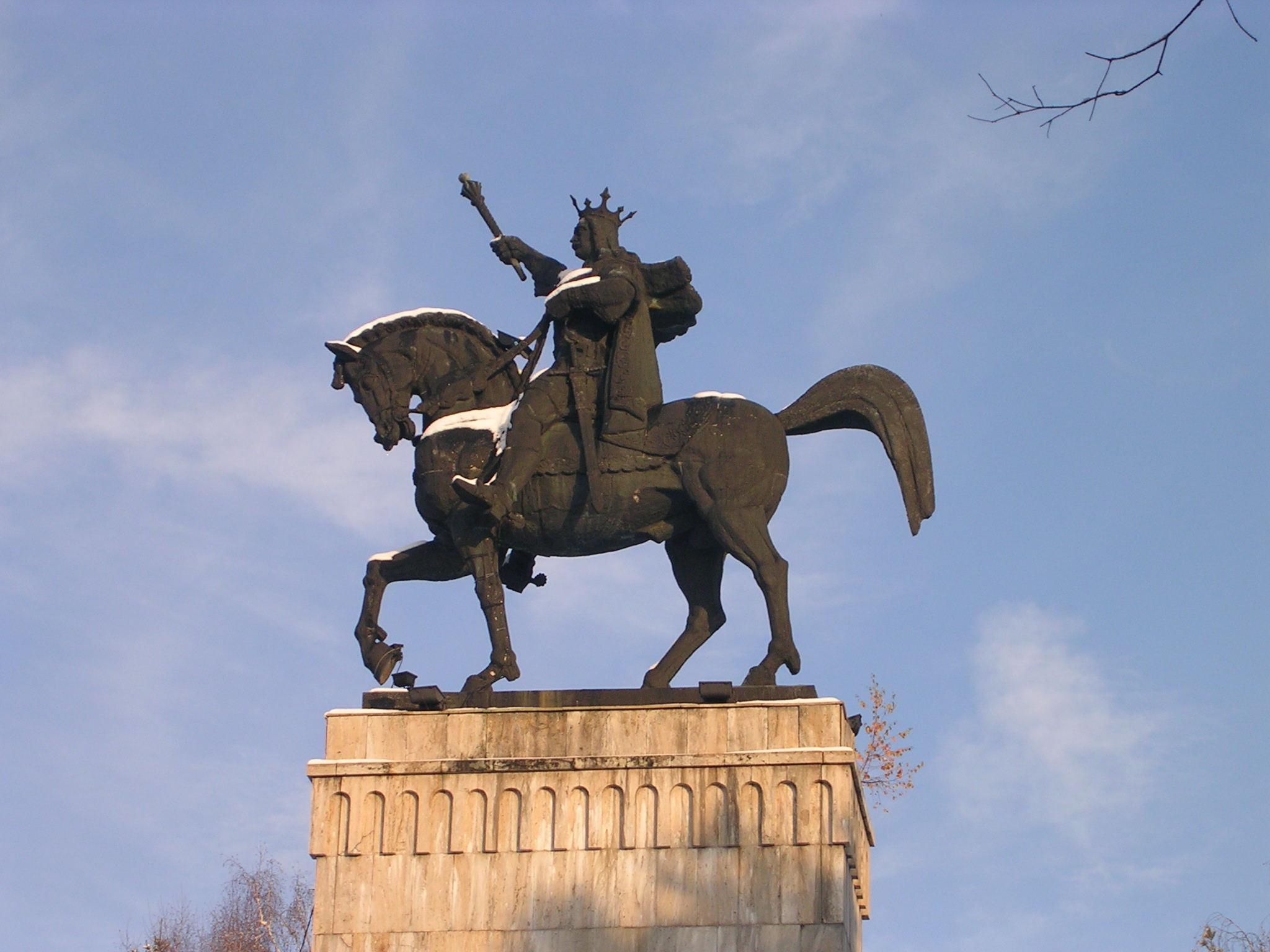
Statuia ecvestră a voievodului Ștefan cel Mare

Bustul compozitorului Ciprian Porumbescu

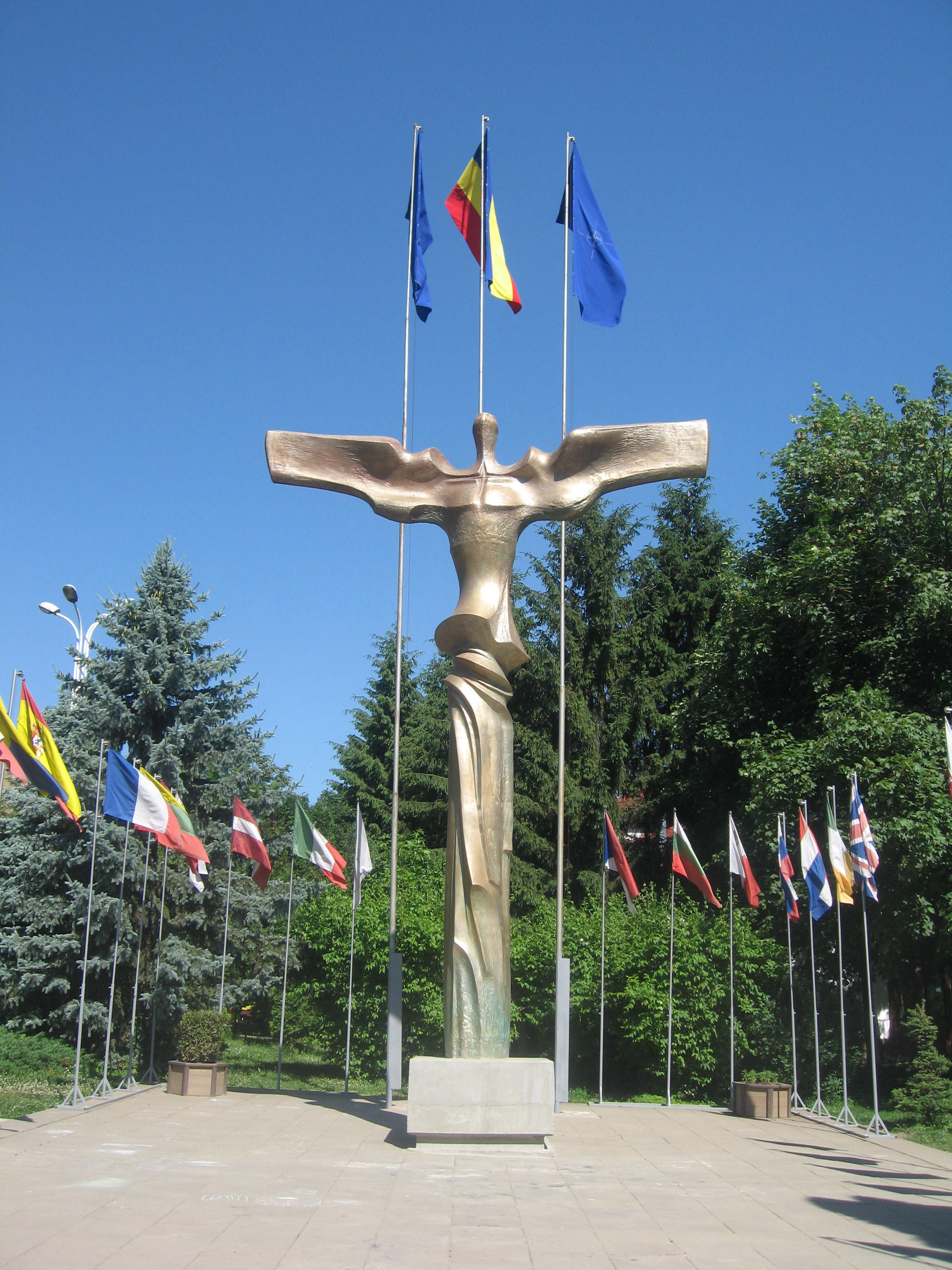
Statuia „Bucovina înaripată”

- Bustul lui Ciprian Porumbescu din Parcul Profesor Ioan Nemeș (1933)
- Bustul lui Simion Florea Marian din parcul cu același nume din fața casei memoriale (1935)
- Bustul lui Ștefan cel Mare din holul Colegiului Național „Ștefan cel Mare” (1937)
- Busturile lui Costache Negri, Mihail Kogălniceanu și Alecu Russo din Parcul Trandafirilor (1973)
- Bustul lui Petru Rareș din Parcul Profesor Ioan Nemeș (1977)
- Bustul lui Mihai Eminescu de lângă Biserica Sfântul Nicolae (1992)
- Bustul lui Traian Chelariu din curtea Bibliotecii Bucovinei „I.G. Sbiera” (1994)
- Bustul lui Ion Creangă din curtea Școlii Gimnaziale „Ion Creangă” (fostă nr. 9) din Obcini
- Bustul lui Vladimir Florea din Cimitirul Pacea
- Bustul lui Petru Rareș din holul Colegiului Național „Petru Rareș”
- Bustul lui Ștefan cel Mare din fața clădirii Inspectoratului de Poliție Județean
- Bustul lui Spiru Haret din curtea Colegiului Național de Informatică „Spiru Haret”
- Bustul lui Dimitrie Cantemir din curtea Colegiului Economic „Dimitrie Cantemir”
- Busturile lui Iancu Flondor, Alexandru Ioan Cuza și Iacob Zadik din Parcul Drapelelor (2018 și 2022)
- Bustul lui Franz Ritter von Des Loges de lângă sediul Primăriei (2021)
- Bustul lui Dimitrie Loghin din Parcul Profesor Ioan Nemeș (2023)

#### Statui și grupuri statuare
- Statuia Sfântului Caietan din nișa din dreapta intrării principale a Bisericii Sfântul Ioan Nepomuk (1861)
- Statuia Sfântului Ioan Nepomuk din nișa din stânga intrării principale a Bisericii Sfântul Ioan Nepomuk
- Grupul statuar „Constructorul” din curtea Colegiului Tehnic „Samuil Isopescu” (1963)
- Statuia „Avânt” din curtea Colegiului Național „Petru Rareș” (1967)
- Statuia lui Petru al II-lea Mușat de lângă Palatul Administrativ (1976)
- Statuia ecvestră a lui Ștefan cel Mare din Parcul Șipote-Cetate (1977)
- Statuia „Aruncătorul de ciocan” din Parcul Universității (1977)
- Statuia „Bucuria vieții” din fața clădirii Policlinicii Areni (1977)
- Grupul statuar „Mama și școlarul” din curtea Școlii Gimnaziale nr. 3 (1977)
- Grupul statuar „Familia Brâncoveanu” de lângă Biserica Nașterea Maicii Domnului, în spatele Palatului de Justiție (1978)
- Statuia Papei Ioan Paul al II-lea din piațeta cu același nume din fața Bisericii Sfântul Ioan Nepomuk (2009)
- Statuia „Bucovina înaripată” din Parcul Drapelelor (2009)
- Statuia „Pompierul” de lângă Biserica militară Sfântul Ierarh Iosif cel Nou de la Partoș (2010)
- Statuia lui Ștefan cel Mare din curtea Colegiului Militar din Câmpulung Moldovenesc. Inițial a fost amplasată în parcul central din Suceava (1957–1977).

#### Monumente

Statuia „Aruncătorul de ciocan”

- Monumentul eroilor din Burdujeni, amplasat în parcul din fața fostului Cinematograf „Burdujeni” (1922)
- Troița în memoria eroilor din 1917, amplasată în Cimitirul Pacea (1924)
- Monumentul eroilor sovietici, amplasat în Cimitirul Pacea (1950)
- Monumentul eroilor căzuți în anii 1916–1918 și 1941–1945, amplasat în Cimitirul Pacea (1957)
- Monumentul eroilor suceveni căzuți pentru triumful neamului și gloria patriei, amplasat în Parcul Profesor Ioan Nemeș (1965)
- Monumentul eroilor din Ițcani, amplasat în cimitirul cartierului Ițcani
- Monumentul Păcii, amplasat lângă intrarea din partea sud-vestică în Cimitirul Pacea
- Troița în memoria luptătorilor anticomuniști, amplasată din spatele Palatului de Justiție (1992)
- Monumentul Unirii, amplasat lângă intersecția Calea Obcinilor cu bulevardul 1 Decembrie 1918 (1995)
- Monumentul în memoria tuturor eroilor, ostașilor și luptătorilor români din toate timpurile, amplasat în rondul de lângă Mănăstirea Zamca (2004)
- Oul tradițional de Paște, amplasat pe platoul Cetății de Scaun (2009)
- Monumentul comemorativ al Poliției, amplasat în fața clădirii Inspectoratului de Poliție Județean

#### Mozaicuri parietale
- Mozaicul parietal de pe fațada clădirii Colegiului Național „Petru Rareș” (1966)
- Mozaicurile parietale „Miorița”, „Nunta”, „Primăvara” și „Vânătoarea” de pe pereții a patru blocuri de locuințe din bulevardul 1 Mai, în cartierul Areni (1967)
- Mozaicul parietal de pe peretele interior al Palatului Administrativ (1971)
- Mozaicul parietal „Cântarea Țării de Sus” de pe peretele lateral al Casei de Cultură (1973)
- Mozaicul parietal „Eroismul poporului român în opera de industrializare socialistă” de pe peretele unei clădiri aparținând ROMUPS (1983, distrus în 2007)

## Educație

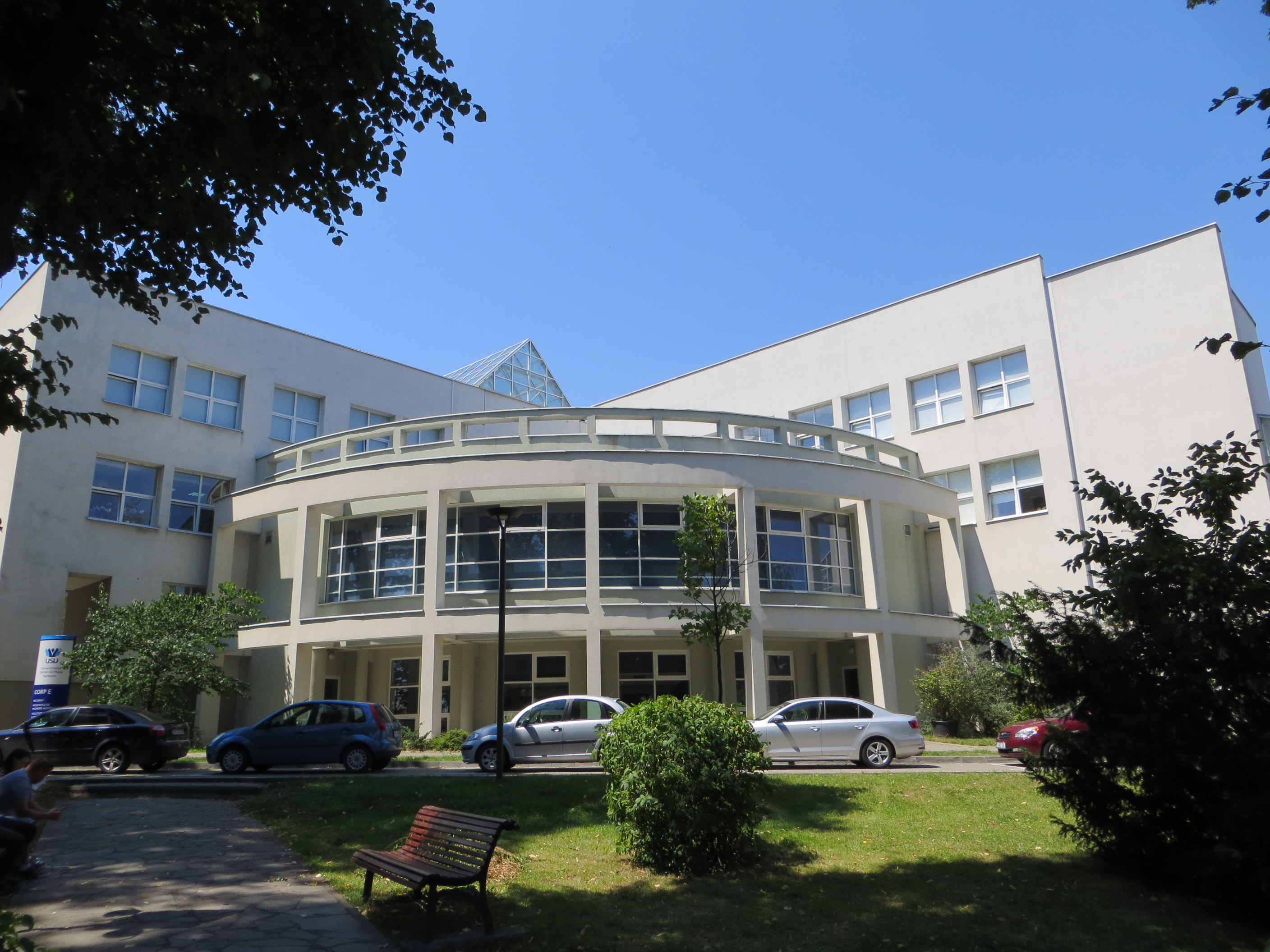
Universitatea „Ștefan cel Mare” din Suceava

### Învățământ superior
Universitatea „Ștefan cel Mare” din Suceava (USV) este singura instituție de învățământ superior a orașului. S-a înființat în anul 1963, inițial ca Institut Pedagogic de 3 ani. În 1976 s-a transformat în Institutul de Învățământ Superior, cu dublu profil: universitar și tehnic. Între 1984 și 1990 a funcționat ca Institut de Subingineri, subordonat Institutului Politehnic „Gheorghe Asachi” din Iași. Începând cu anul 1990, funcționează ca universitate de sine stătătoare, în baza Hotărârii Guvernului României nr. 225 din 7 martie 1990.
Universitatea din Suceava continuă tradițiile culturale și de învățământ superior din Bucovina, reprezentate de școlile domnești din nordul Moldovei, de Academia de la Putna, de Institutul Teologic, de Universitatea din Cernăuți și de Facultatea de Silvicultură de la Câmpulung Moldovenesc. În cadrul universității funcționează în prezent 9 facultăți. Instituția aderă la principiile formulate în Marea Carta a Universităților Europene. Începând cu anul 2008, Planetariul și Observatorul Astronomic din Suceava este administrat de Catedra de Geografie a Facultății de Istorie și Geografie din cadrul universității.

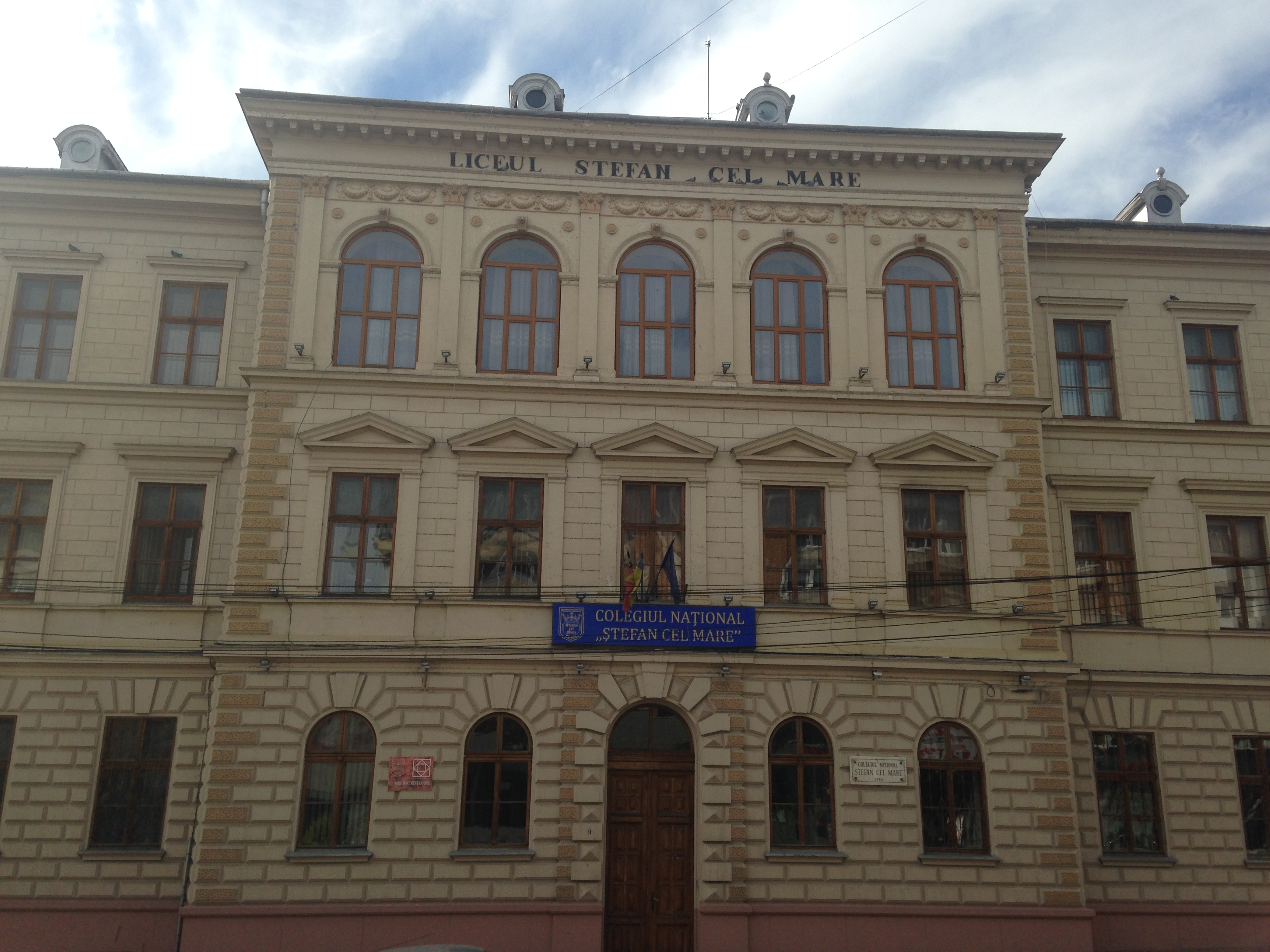
Colegiul Național „Ștefan cel Mare”

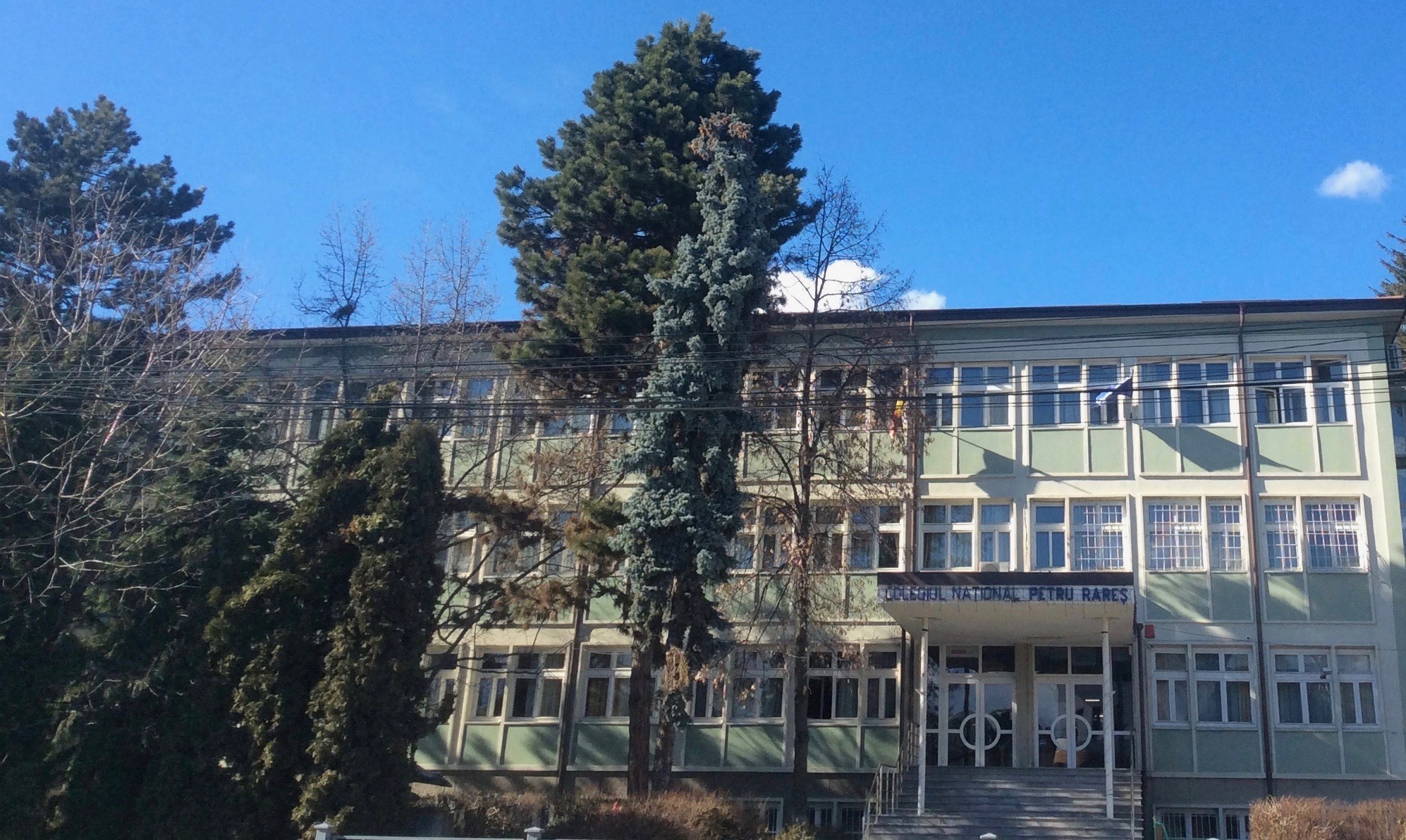
Colegiul Național „Petru Rareș”

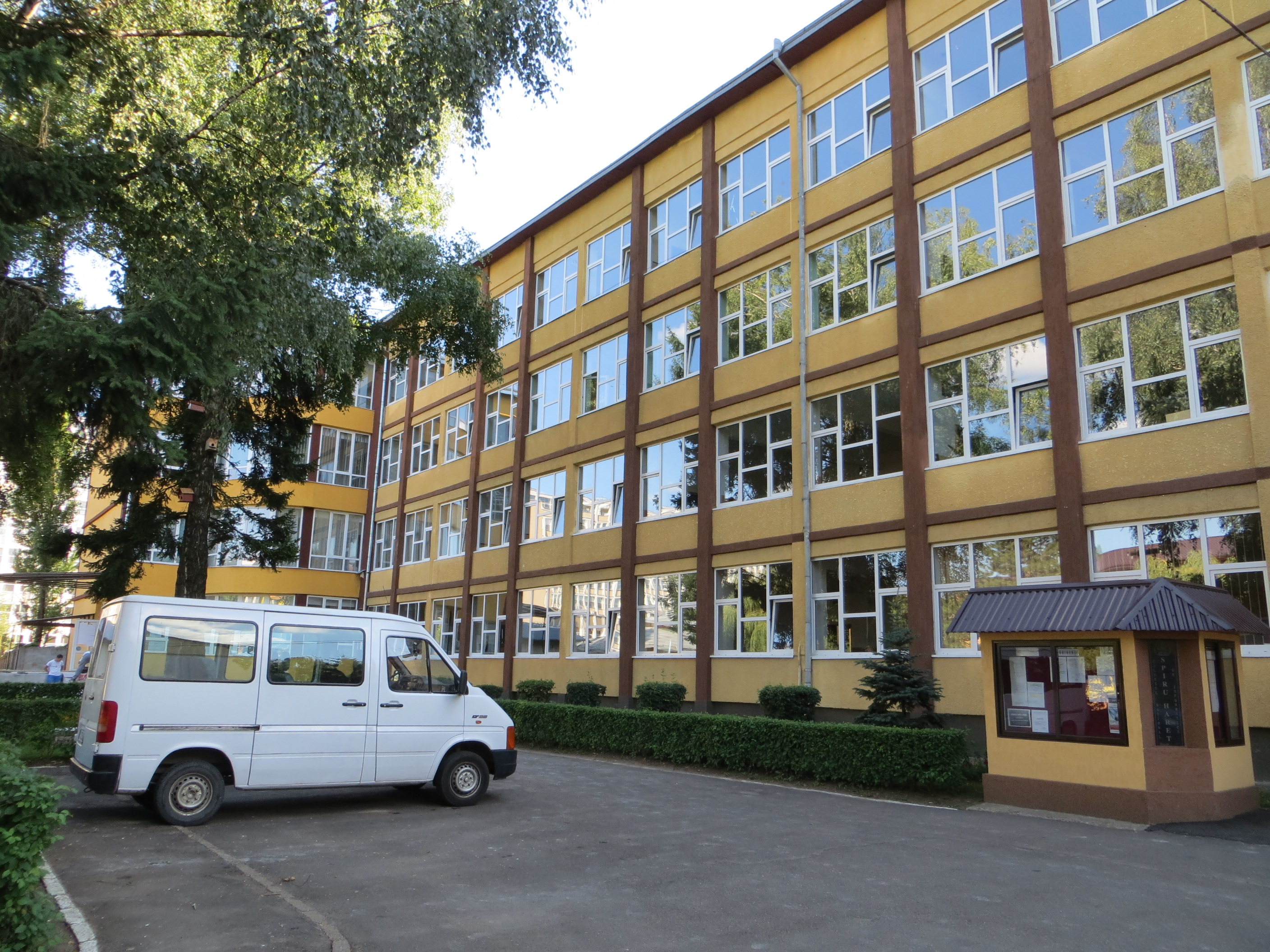
Colegiul Național de Informatică „Spiru Haret”

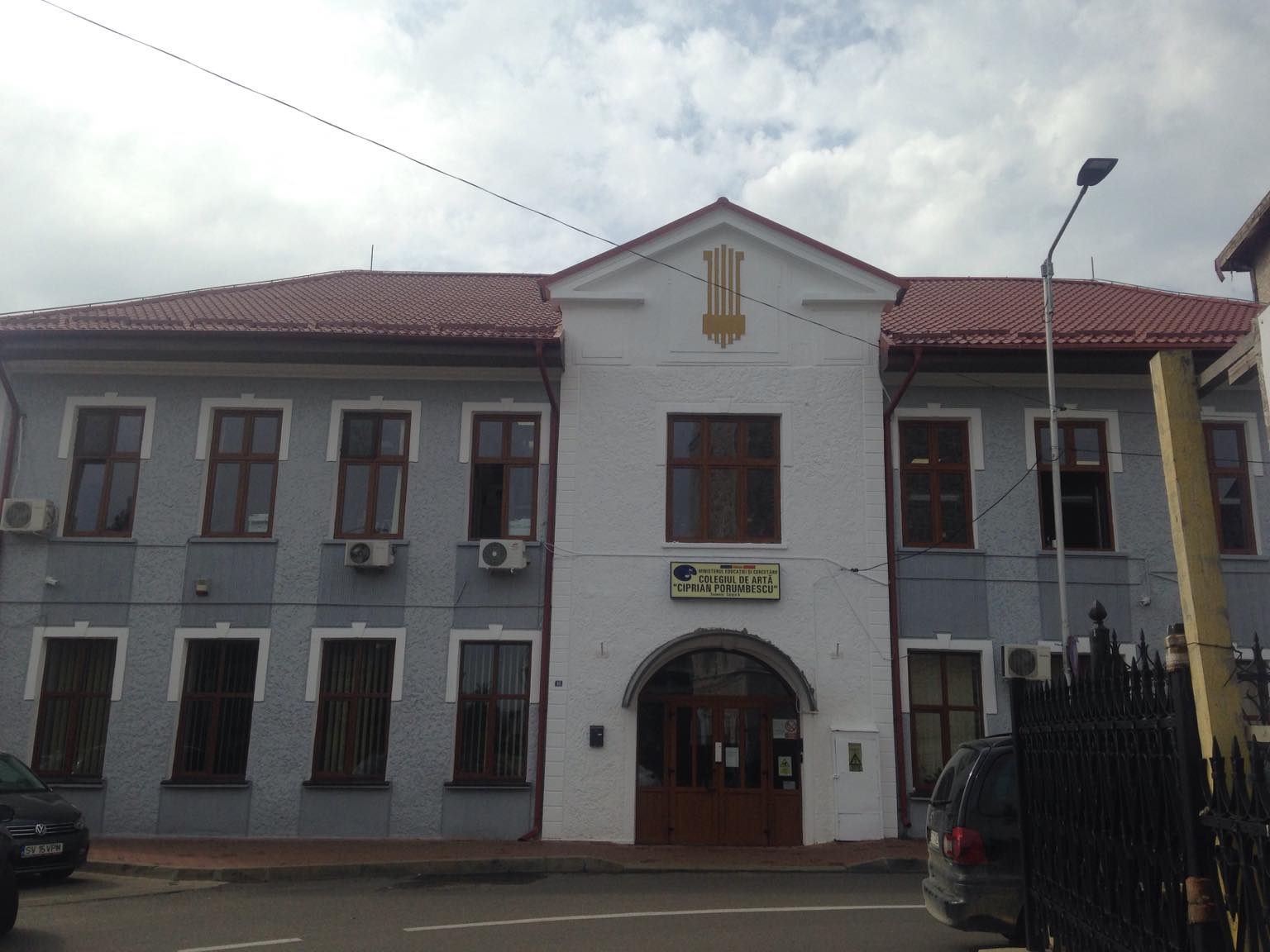
Colegiul de Artă „Ciprian Porumbescu” (fostul liceu de limbă germană pentru fete fondat în anul 1904)

### Colegii și licee
- Colegiul Național „Ștefan cel Mare”
- Colegiul Național „Petru Rareș”
- Colegiul Național „Mihai Eminescu”
- Colegiul Național de Informatică „Spiru Haret”[53]
- Colegiul de Artă „Ciprian Porumbescu”
- Colegiul Economic „Dimitrie Cantemir”
- Colegiul Tehnic de Industrie Alimentară
- Colegiul Tehnic „Alexandru Ioan Cuza”
- Colegiul Tehnic „Petru Mușat”
- Colegiul Tehnic „Samuil Isopescu”
- Liceul cu Program Sportiv
- Liceul Particular nr. 1
- Liceul Tehnologic „Virgil Madgearu”
- Școala Postliceală Sanitară
- Școala Creștină „Filadelfia”
- Seminarul Teologic Liceal Ortodox „Mitropolitul Dosoftei”

### Școli gimnaziale
- Școala Gimnazială nr. 1
- Școala Gimnazială nr. 2
- Școala Gimnazială nr. 3
- Școala Gimnazială nr. 4
- Școala Gimnazială „Jean Bart” (fostă nr. 5)
- Școala Gimnazială nr. 6
- Școala Gimnazială nr. 7 „Grigore Ghica Voievod”
- Școala Gimnazială nr. 8
- Școala Gimnazială „Ion Creangă” (fostă nr. 9)
- Școala Gimnazială nr. 10
- Școala Gimnazială nr. 11 „Miron Costin”

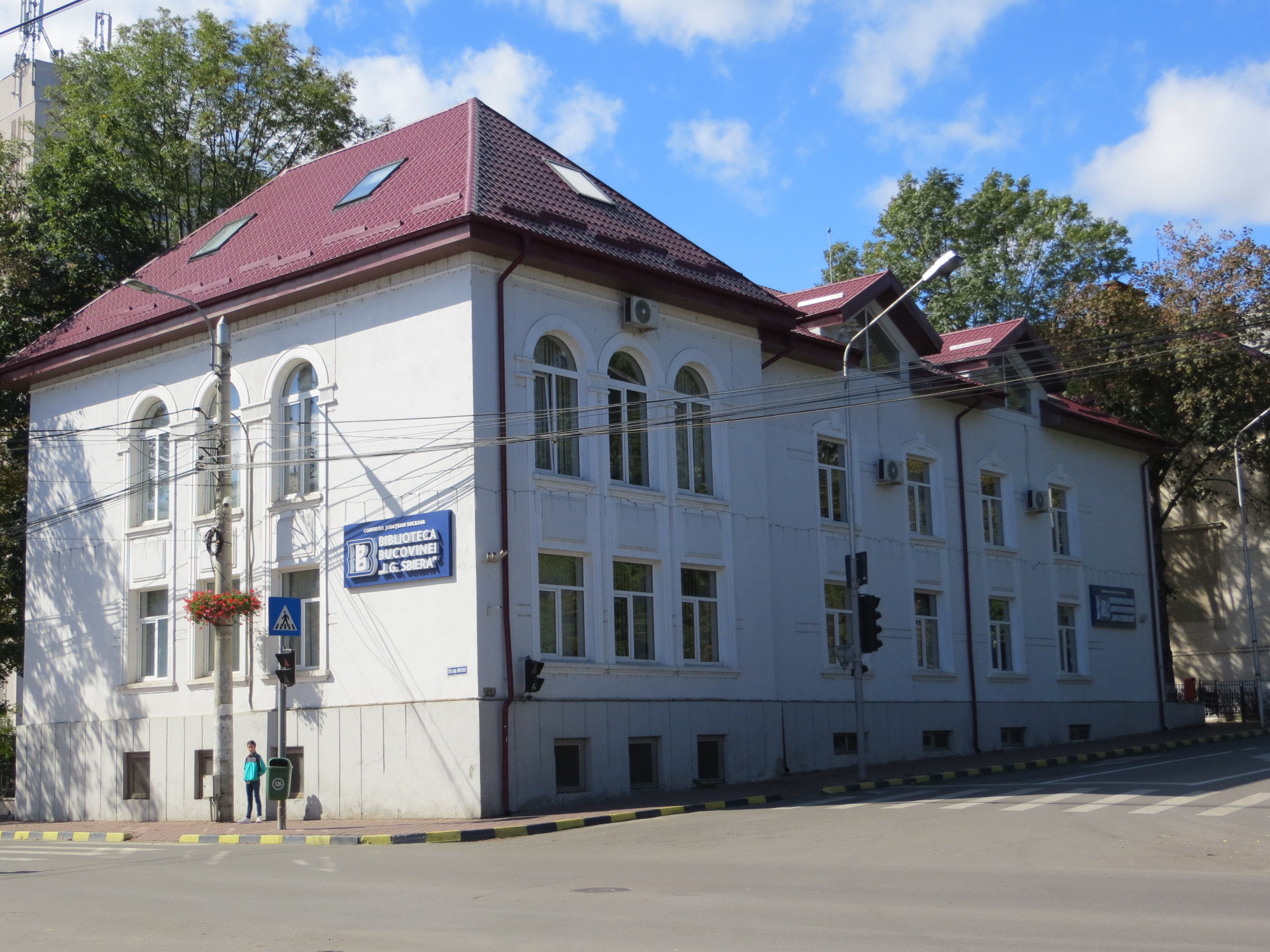
Biblioteca Bucovinei „I.G. Sbiera”

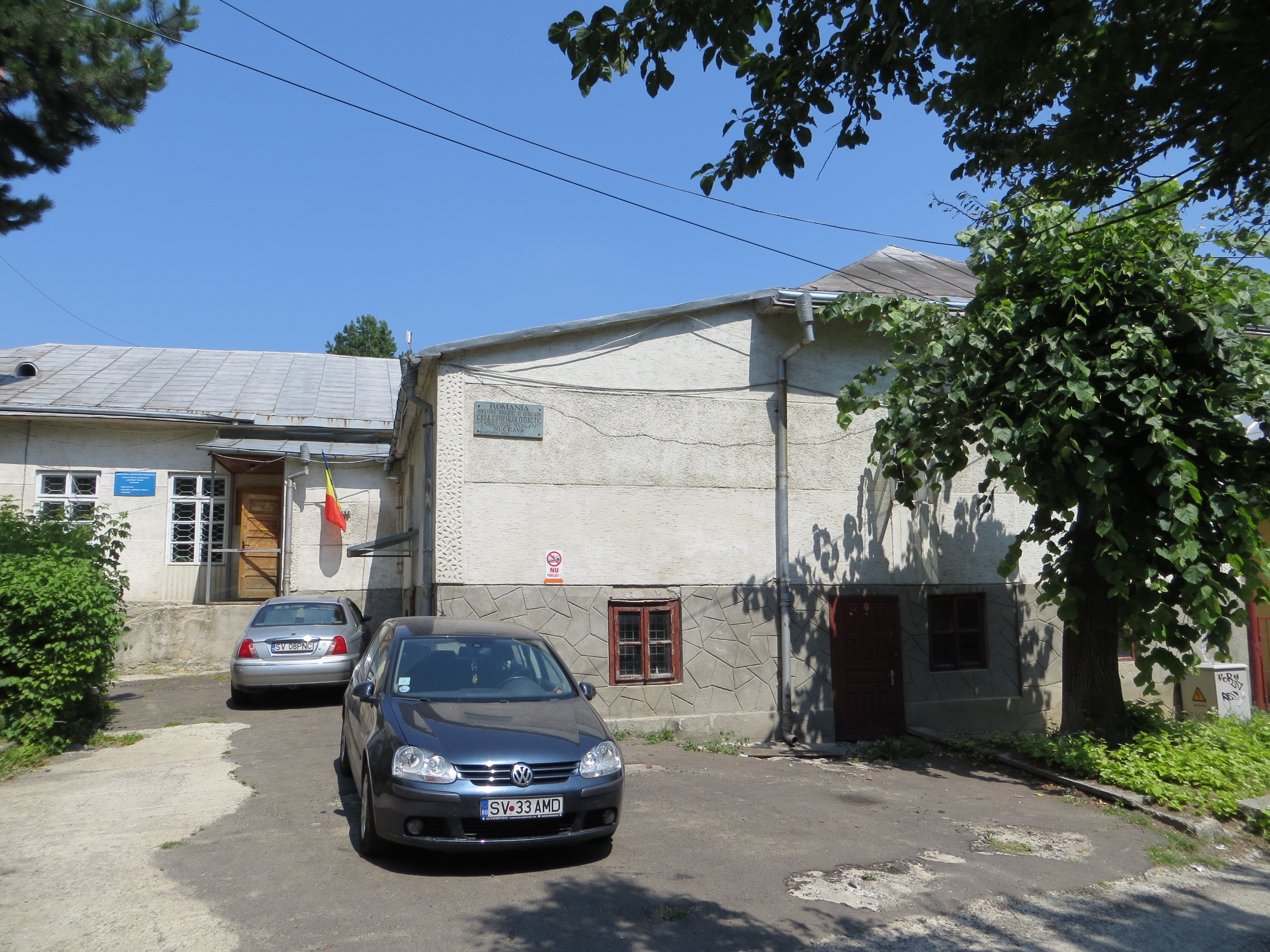
Casa Corpului Didactic „George Tofan”

- Școala de Arte

### Grădinițe
- Grădinița cu Program Normal nr. 2 „Maria Montessori”
- Grădinița cu Program Normal nr. 4 „Piticot”
- Grădinița cu Program Normal nr. 5
- Grădinița cu Program Normal nr. 7
- Grădinița cu Program Normal nr. 8
- Grădinița cu Program Normal nr. 9 „Norocel”
- Grădinița cu Program Normal nr. 12 „Țăndărică”
- Grădinița cu Program Normal nr. 13 „Neghiniță”
- Grădinița cu Program Normal Obcini
- Grădinița cu Program Prelungit nr. 1 „Gulliver”
- Grădinița cu Program Prelungit nr. 2 „Așchiuță”
- Grădinița cu Program Prelungit nr. 3 „Dumbrava Minunată”
- Grădinița cu Program Prelungit nr. 6
- Grădinița cu Program Prelungit nr. 7 „ABC”
- Grădinița cu Program Prelungit nr. 9 „Prichindel”
- Grădinița Particulară cu Program Prelungit „Micul Prinț”
- Grădinița Colegiului Național „Mihai Eminescu”

### Biblioteci și centre de studii
- Biblioteca Bucovinei „I.G. Sbiera”
- Casa Corpului Didactic „George Tofan” (cu Biblioteca pedagogică)[54]
- Inspectoratul Școlar Suceava[55]
- Centrul Școlar pentru Educație Incluzivă
- Palatul Copiilor
- Centrul de Studiu „Mentor Center”
- Asociația Cultural-Științifică și Profesională „Clubul Cadrelor Didactice Bucovina” (CCD Bucovina)[56]
- Asociația Educatorilor Suceveni (AESv)[57]
- Asociația Bibliotecarilor din România (ABR) – Filiala Suceava[58]

### Librării
- Alexandria Librării (cu mai multe locații)
- Cărturești (din Iulius Mall)
- General Cart

## Sănătate

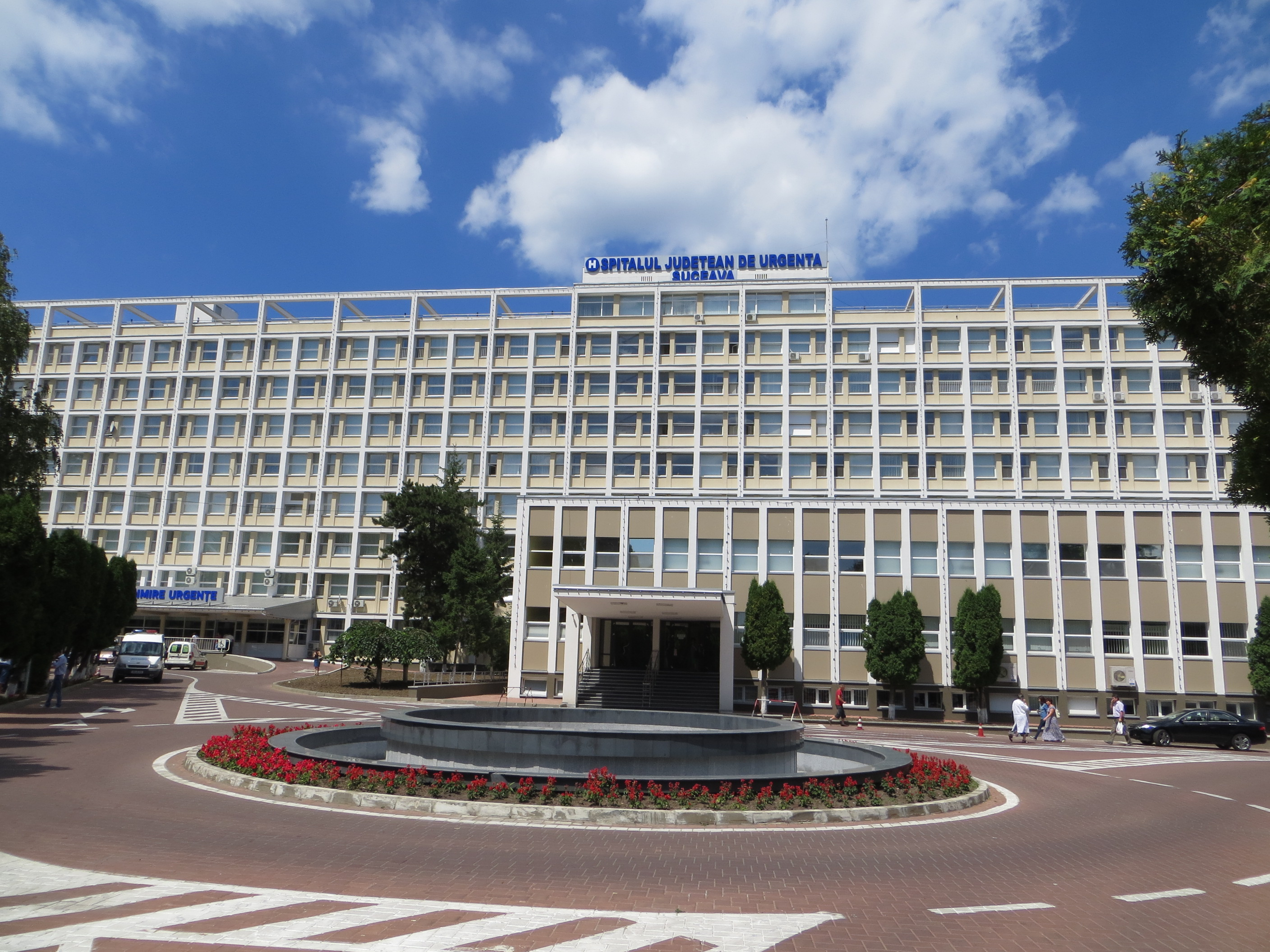
Spitalul Clinic Județean de Urgență „Sfântul Ioan cel Nou”

În municipiul Suceava funcționează Spitalul Clinic Județean de Urgență „Sfântul Ioan cel Nou”, cea mai mare unitate medicală a județului. Ansamblul spitalicesc este localizat în partea de sud-vest a orașului, în zona cartierelor George Enescu și Areni. Clădirea nouă a spitalului a fost dată în folosință în anul 1964, fiind construită vizavi de pavilioanele Spitalului Vechi, care datează din perioada 1891–1903 și au valoare de patrimoniu. În prezent, Spitalul Județean Suceava are o capacitate de aproape 1.300 de paturi, adică 35% din totalul de paturi din județ. Administrează Spitalul de Psihiatrie din cartierul Burdujeni, care funcționează ca secție a sa. În imediata vecinătate a ansamblului spitalicesc există o stație de ambulanță și un centru de transfuzie sanguină.
Policlinica Areni (în trecut Policlinica Județeană Suceava) a fost înființată în anul 1962. Este formată dintr-un grup de cabinete medicale de diferite specialități clinice și paraclinice, fiind o unitate medicală multidisciplinară, capabilă să investigheze complet și complex pacienții. Policlinica oferă servicii de asistență medicală de specialitate, atât la cererea pacienților, cât și pe bază de bilet de trimitere de la medicul de familie sau medicul specialist.

## Sport

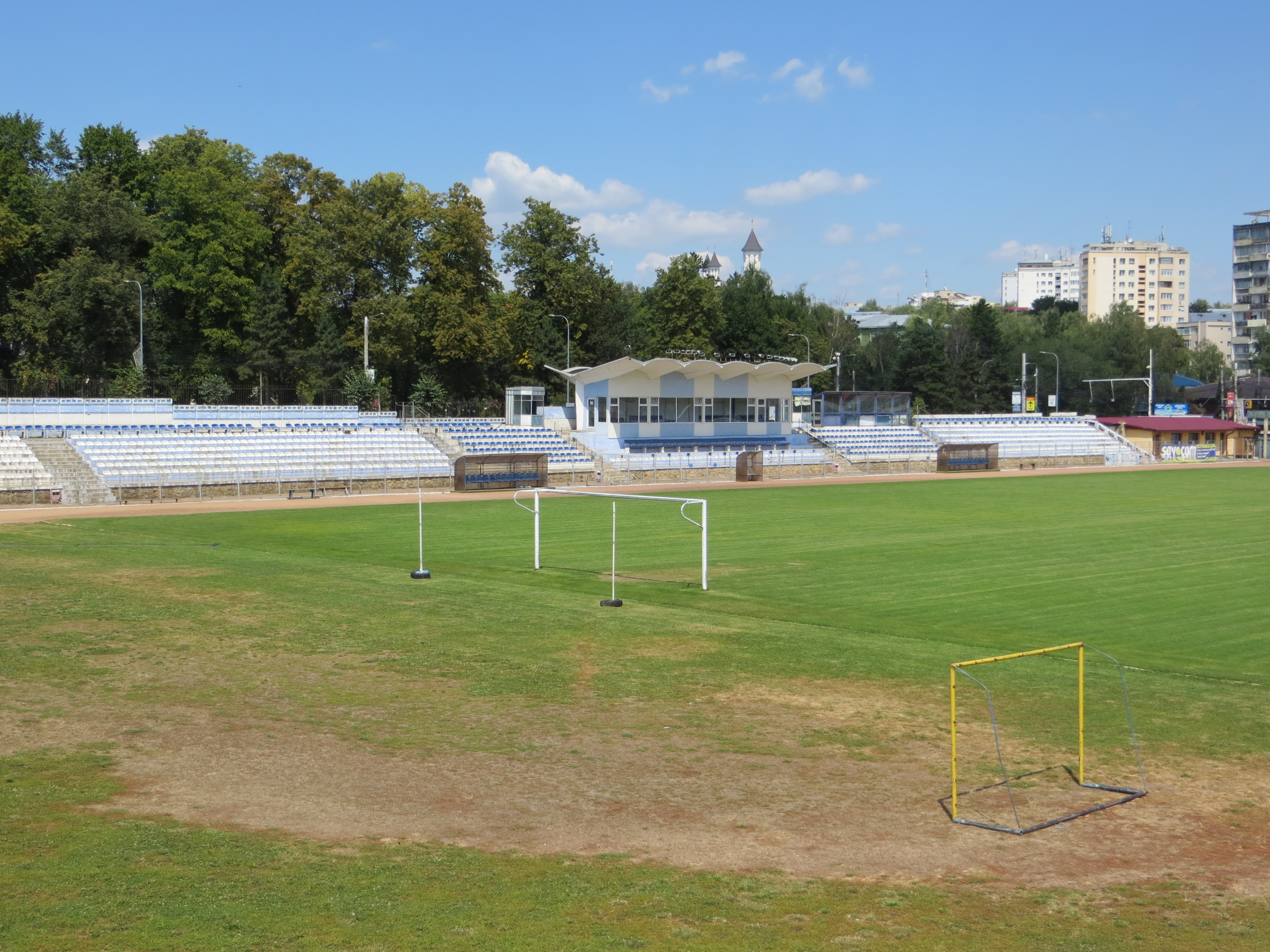
Stadionul Areni

Cea mai importantă construcțiile cu destinație sportivă din Suceava este Stadionul Areni din cartierul omonim, inaugurat în 1963. Stadionul este multifuncțional, fiind dotat cu pistă de atletism, și are o capacitate de 12.500 de locuri. A găzduit meciurile de Divizia A jucate de echipa de fotbal NC Foresta Suceava, timp de trei sezoane (1997–98, 1998–99, 2000–01). În prezent, aici au loc meciurile echipei locale de fotbal ACS Foresta Suceava.
Mai există două stadioane, de dimensiuni mai mici, unul localizat în cartierul Ițcani, celălalt în apropiere de pasajul rutier ce face legătura între centrul orașului și Burdujeni, unde se desfășoară meciurile de rugby ale echipei locale CSM Bucovina Suceava.
Alte construcții cu destinație sportivă din Suceava sunt patinoarul artificial și turnul de parașutism dat în folosință în anul 1983 în zona ștrandului.
Echipa locală de handbal se numește Universitatea Bucovina Suceava, iar cea de volei, CSMU LPS Suceava.

## Transporturi și comunicații

### Transport rutier
Municipiul Suceava este un important nod rutier din nord-estul României, fiind situat la intersecția a două șosele europene:
- drumul european E85 (DN2) – care face legătura cu Bacău și București (către sud) și cu Siret și Ucraina (către nord);
- drumul european E58 (DN17 / DN29) – care face legătura cu Vatra Dornei și Transilvania (către vest) și cu Botoșani (către est).

Alte căi rutiere importante sunt: Suceava–Dorohoi (DN29A), Suceava–Liteni–Dolhasca (DJ208A), Suceava–Berchișești (DJ209C), Suceava–Mitocu Dragomirnei (DJ208D).
În anul 2010 a demarat construcția șoselei de centură a municipiului Suceava, aceasta fiind inaugurată abia în septembrie 2019. Șoseaua se desprinde din DN2, înainte de intrarea în oraș dinspre Fălticeni, ocolește teritoriul intravilan al orașului prin partea de vest, traversând DJ208A, DN17 și râul Suceava și revine în DN2 după ieșirea din cartierul Ițcani către Siret.
Autogara Suceava a fost situată pe strada Vasile Alecsandri nr. 2, în centrul municipiului. În prezent, există o autogară nouă, pe strada Traian Vuia nr. 7. Aceasta a preluat aproape integral activitatea celei demolate din centrul orașului.

#### Străzi principale

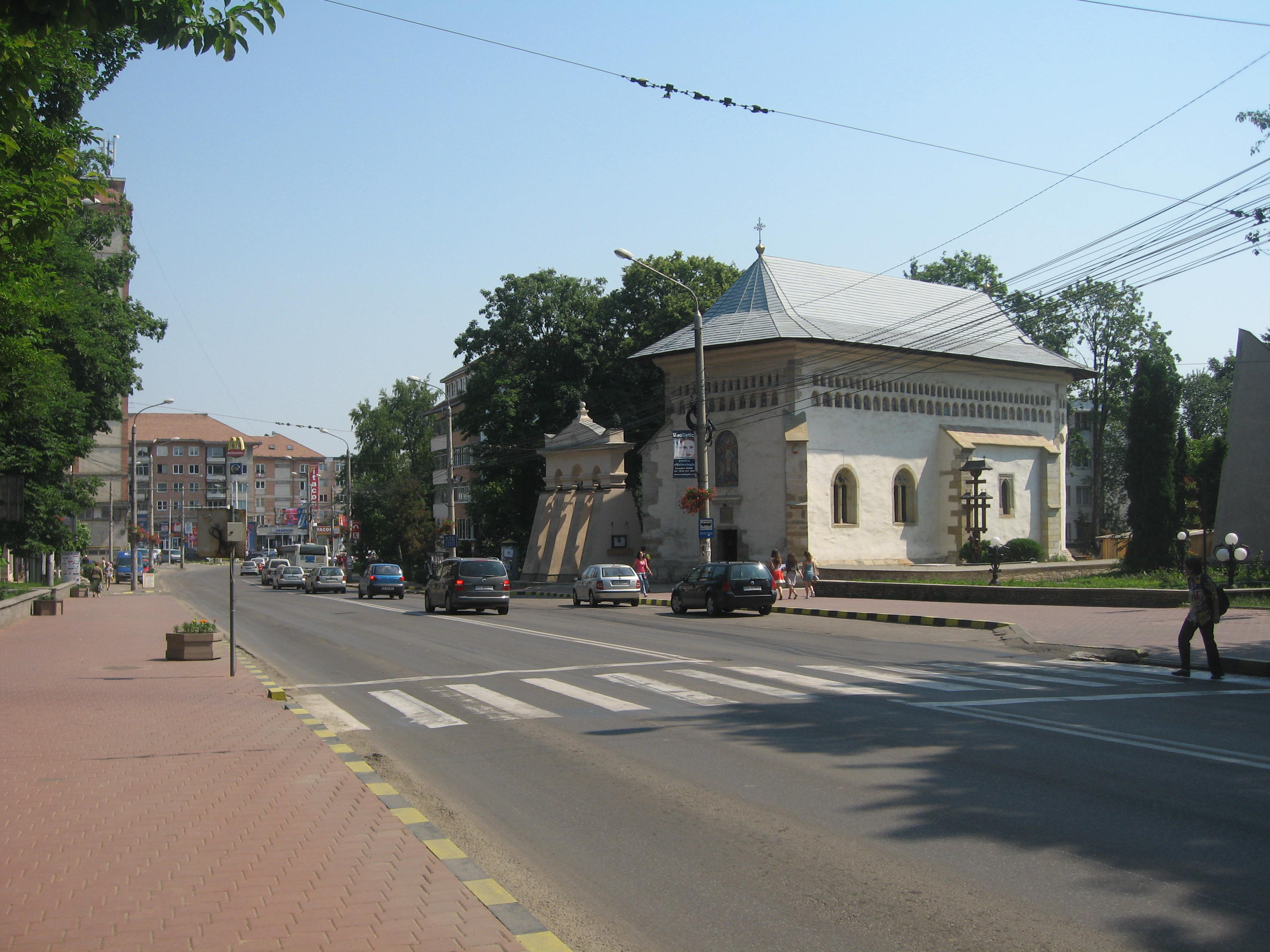
Strada Ana Ipătescu

Strada Ștefan cel Mare, cunoscută în istorie ca strada Francisc Iosif (Kaiser Franz Josef Straße), iar după unire – strada Ferdinand, este o veche arteră rutieră ce străbate centrul orașului, de la Policlinica Areni din cartierul cu același nume, până la Biserica Sfântul Dumitru. Pe strada Ștefan cel Mare se află câteva obiective importante ale orașului Suceava, între care Palatul de Justiție, Palatul Administrativ, Magazinul Universal „Bucovina”, Casa de Cultură a Sindicatelor, Muzeul Bucovinei și Muzeul de Istorie, Muzeul de Științele Naturii, Biserica romano-catolică Sfântul Ioan Nepomuk, Clădirea Sindicatelor.

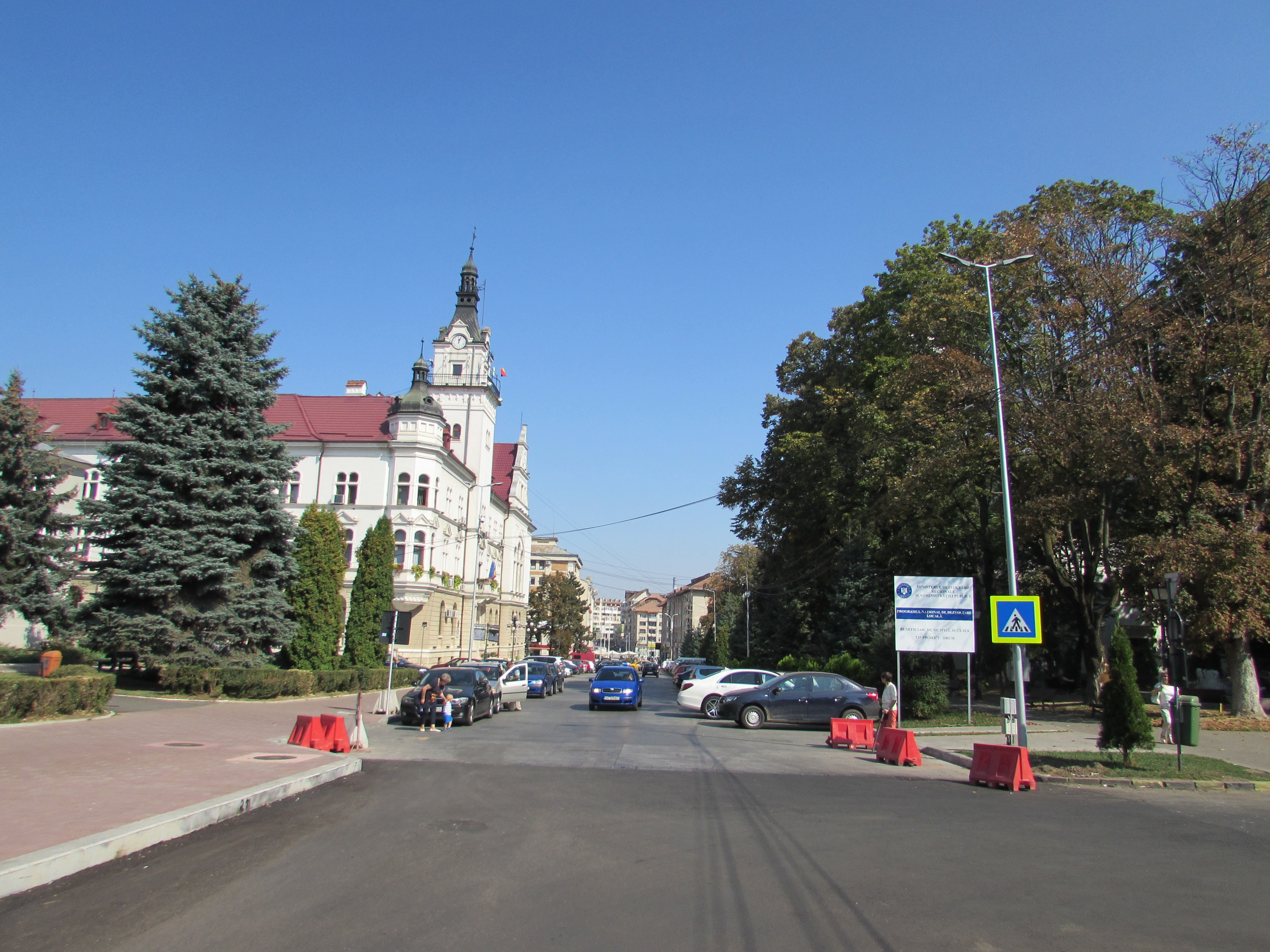
Strada Ștefan cel Mare

Strada Ana Ipătescu străbate de asemenea centrul orașului, întinzându-se de la sediul sucursalei BNR până la intersecția cu strada Cernăuți și Calea Unirii. Pe Ana Ipătescu se află Hotelul „Bucovina”, Biblioteca Bucovinei „I.G. Sbiera”, Casa Polonă, Biserica Învierea Domnului și Curtea Domnească. Strada Mirăuți se desprinde din Ana Ipătescu în dreptul Curții Domnești. Mai este cunoscută și ca strada Mirăuților, iar în trecut s-a numit Ulița Datornicilor. Numele străzii provine de la cel mai vechi edificiu religios al orașului, Biserica Mirăuți.

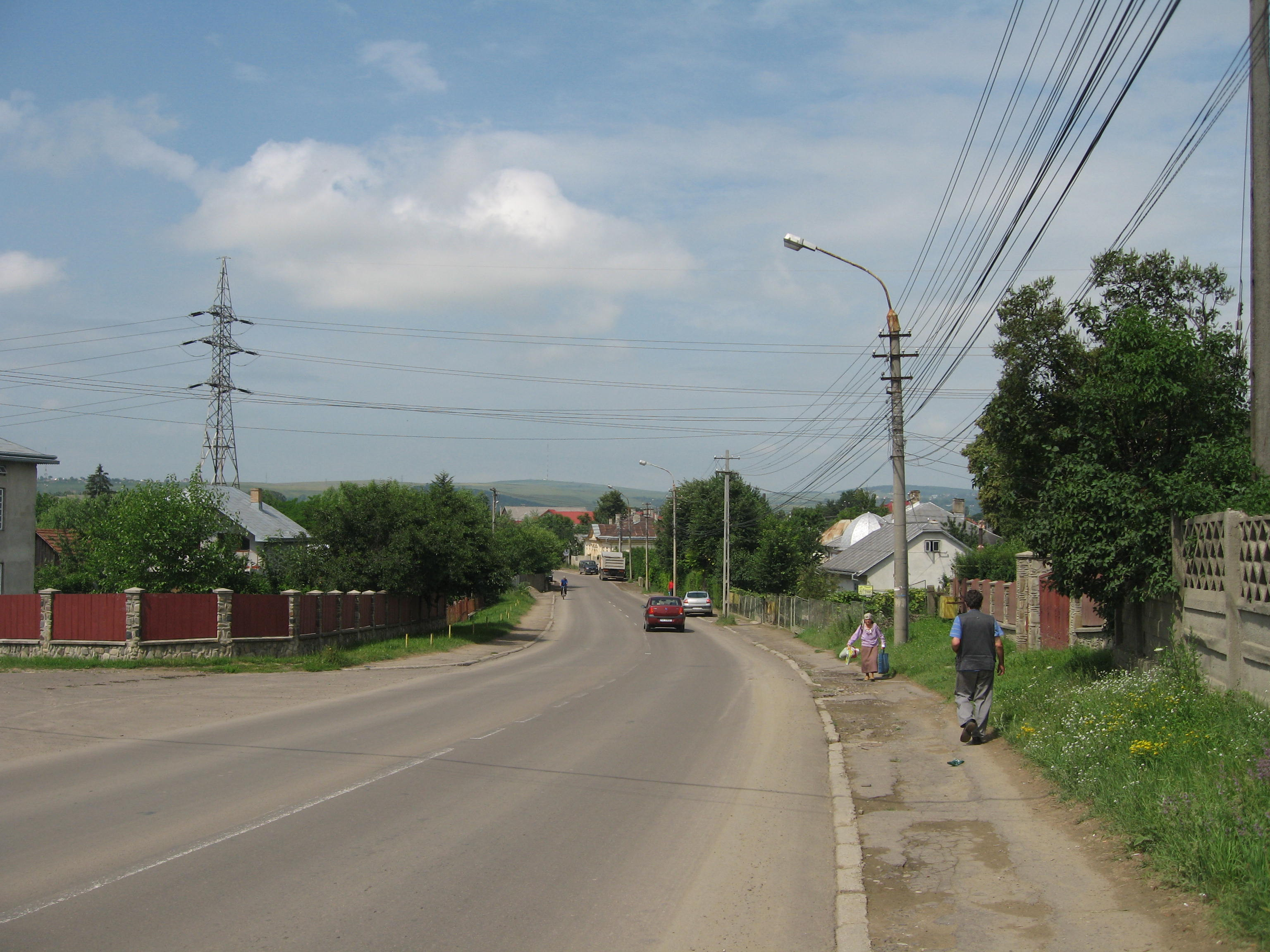
Strada Gheorghe Doja

Strada Curtea Domnească reprezintă vechea arteră comercială a orașului și a purtat mai multe denumiri de-a lungul timpului, între care Ulița Boierească (în perioada medievală), Kreuzgasse (în perioada austriacă), strada Armașului (în perioada interbelică) sau strada Karl Marx (în anii comunismului). Strada Curtea Domnească se continuă către cartierul Zamca cu strada Armenească (Armeniergasse – în perioada austriacă), ce reprezintă axul fostei comunități armenești din oraș. La cele două capete ale străzii se află două lăcașuri de cult armenești ce datează de la începutul secolului al XVI-lea: Biserica Sfânta Cruce, respectiv Biserica Sfântul Simion (sau Turnul Roșu).
Strada Vasile Alecsandri, altă arteră veche din centrul municipiului Suceava, face legătura între strada Petru Rareș și rondul din fața fostului Cinematograf „Modern”. Pe această stradă se află clădirea în stil baroc a Colegiului Național „Ștefan cel Mare” și vechea Biserică armenească Sfânta Cruce.
Legătura între Centrul Sucevei și cartierul suburban Burdujeni este asigurată de Calea Unirii, a cărei denumire vine de la faptul că face legătura între vechiul Regat al României și Bucovina, ce a fost sub stăpânire austro-ungară până în anul 1918. Legătura cu celălalt cartier suburban al Sucevei, Ițcani, se realizează prin intermediul străzii Cernăuți (denumită în perioada regimului comunist strada Ilie Pintilie). Cartierele Ițcani și Burdujeni sunt legate direct prin strada Gheorghe Doja. Pe această arteră se află pichetele de grăniceri ce au reprezentat puncte de trecere a frontierei până la alipirea Bucovinei cu România.

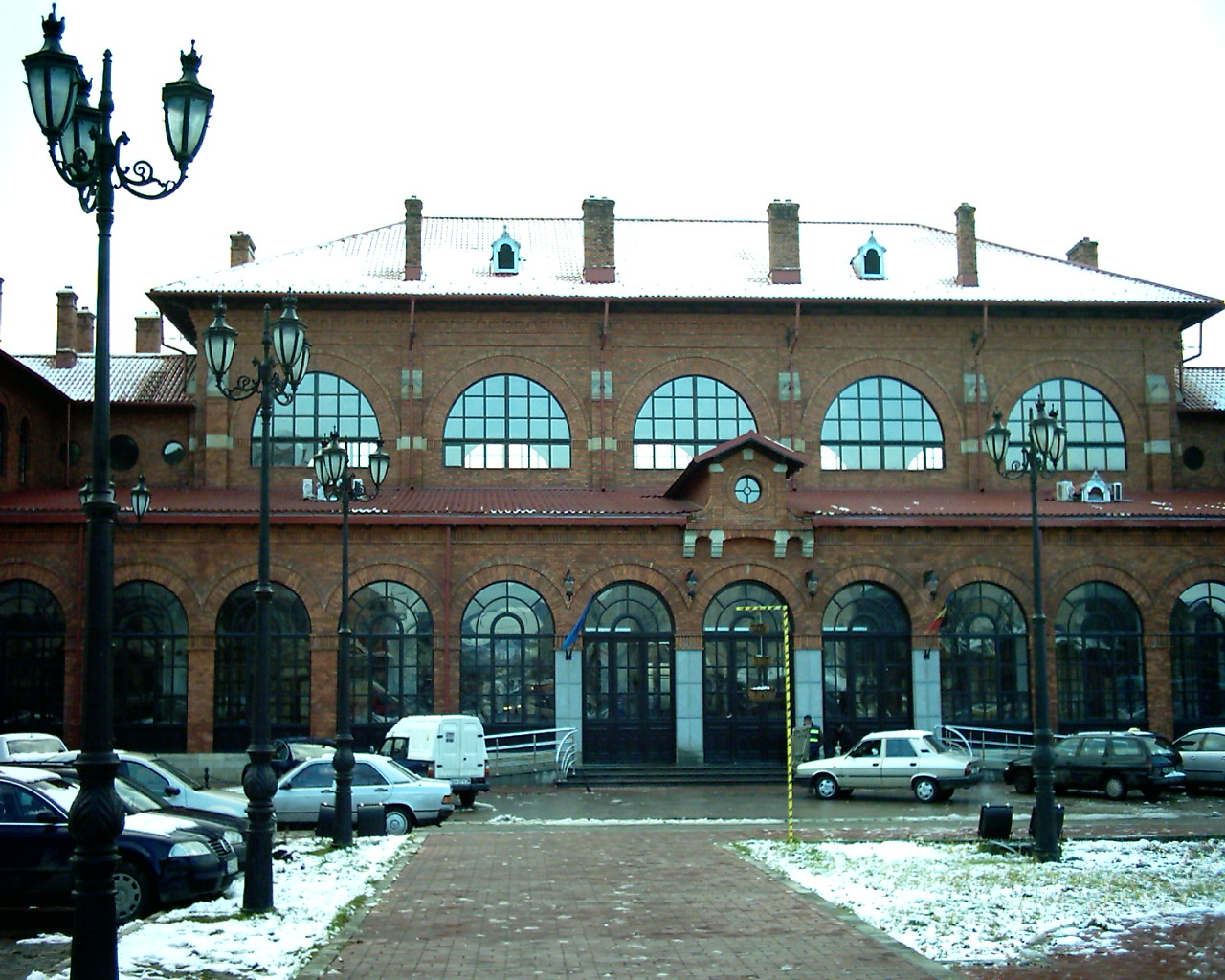
Gara Burdujeni

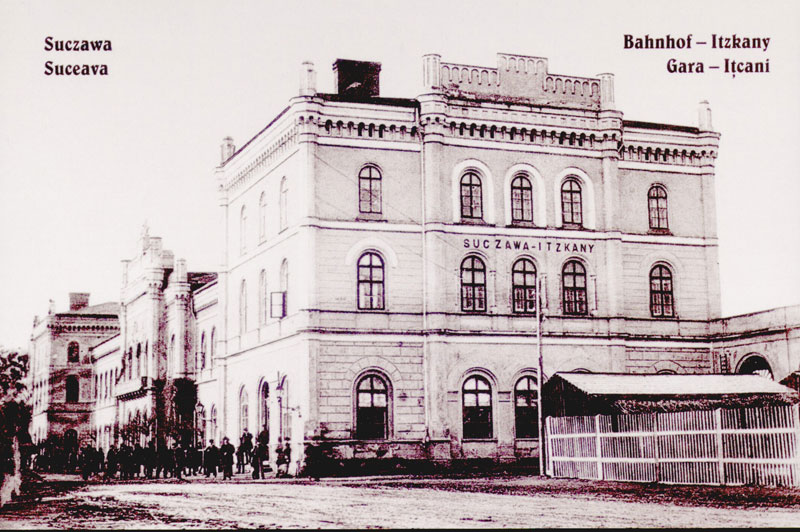
Gara Ițcani

### Transport feroviar
Municipiul Suceava este nod feroviar, fiind străbătut de Magistrala 500 a Căilor Ferate Române, București–Vicșani, din care se desprinde linia Suceava–Gura Humorului–Ilva Mică, către Transilvania. Orașul dispune de trei stații CFR:
- Gara Suceava, cunoscută și sub numele de Gara Burdujeni, deschisă în anul 1902, într-o clădire monument istoric construită în fosta localitate Burdujeni, în prezent cartier al Sucevei.
- Gara Suceava Nord, cunoscută și sub numele de Gara Ițcani, deschisă în anul 1871, într-o clădire monument istoric construită în fosta localitate Ițcani, în prezent cartier al Sucevei.
- Gara Suceava Vest, cunoscută și sub numele de Gara Șcheia, deschisă în anul 1960, pe teritoriul comunei suburbane Șcheia. Este o gară de mai mică importanță a municipiului Suceava.

### Transport aerian

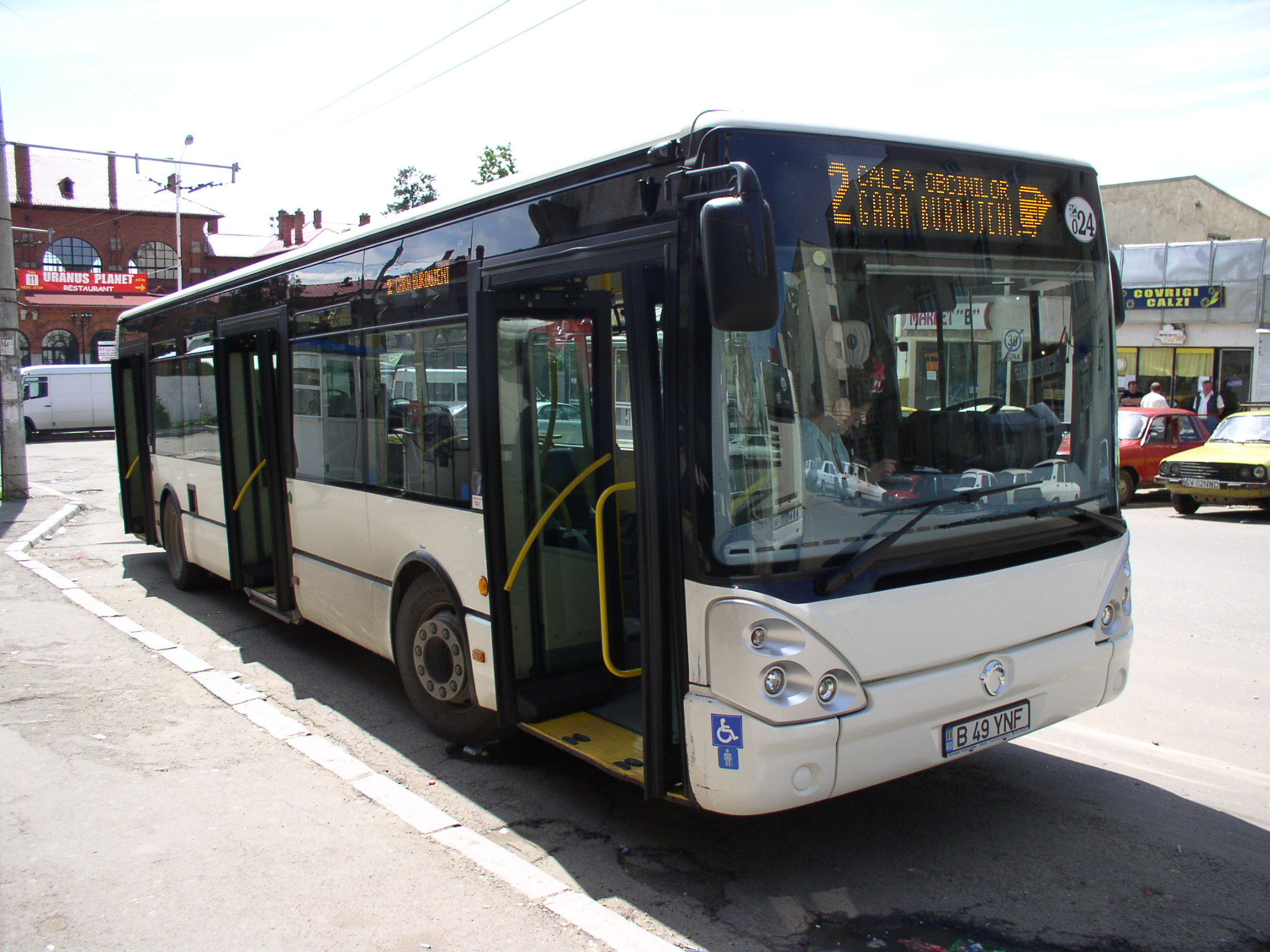
Autobuz tip Iribus, cel mai folosit mijloc de transport în comun sucevean

La aproximativ 13 km nord-est de Suceava, în orașul-satelit Salcea, se află Aeroportul Internațional „Ștefan cel Mare” Suceava, deschis traficului comercial în 1960. Aeroportul are curse de șase ori pe săptămână către aeroporturile internaționale „Henri Coandă” din Otopeni și „George Enescu” din Bacău, efectuate de compania TAROM. În trecut au existat curse către Timișoara, cu legături la întreaga rețea domestică și internațională a companiei Carpatair. Blue Air a operat zboruri către Roma, Veneția și Viena, acestea fiind suspendate ulterior.

### Transport public local
Transportul public local din municipiul Suceava este asigurat de societatea Transport Public Local (TPL) Suceava, care dispune de un parc auto format din 33 de autobuze din gama de autobuze urbane produse de Irisbus (Iveco), lansată în anul 2005. În prezent, pe teritoriul Sucevei există șapte trasee de autobuz, prin intermediul cărora se realizează legătura între principalele obiective și zone ale orașului. Transportul este realizat, de asemenea, cu maxi-taxi, care circulă pe trasee adiacente celor șapte linii de autobuz.
În perioada 1987–2006, transportul local din Suceava a fost realizat, alături de autobuze, prin intermediul troleibuzelor. Rețeaua de troleibuze a fost inaugurată la data de 15 august 1987, primul traseu dat în funcțiune legând Gara Suceava de cartierul George Enescu. În anii următori, rețeaua a fost extinsă (către Ițcani și Șcheia), ajungându-se la șase linii de troleibuz. A fost desființată la 2 aprilie 2006.

## Comerț

### Industrie și comerț

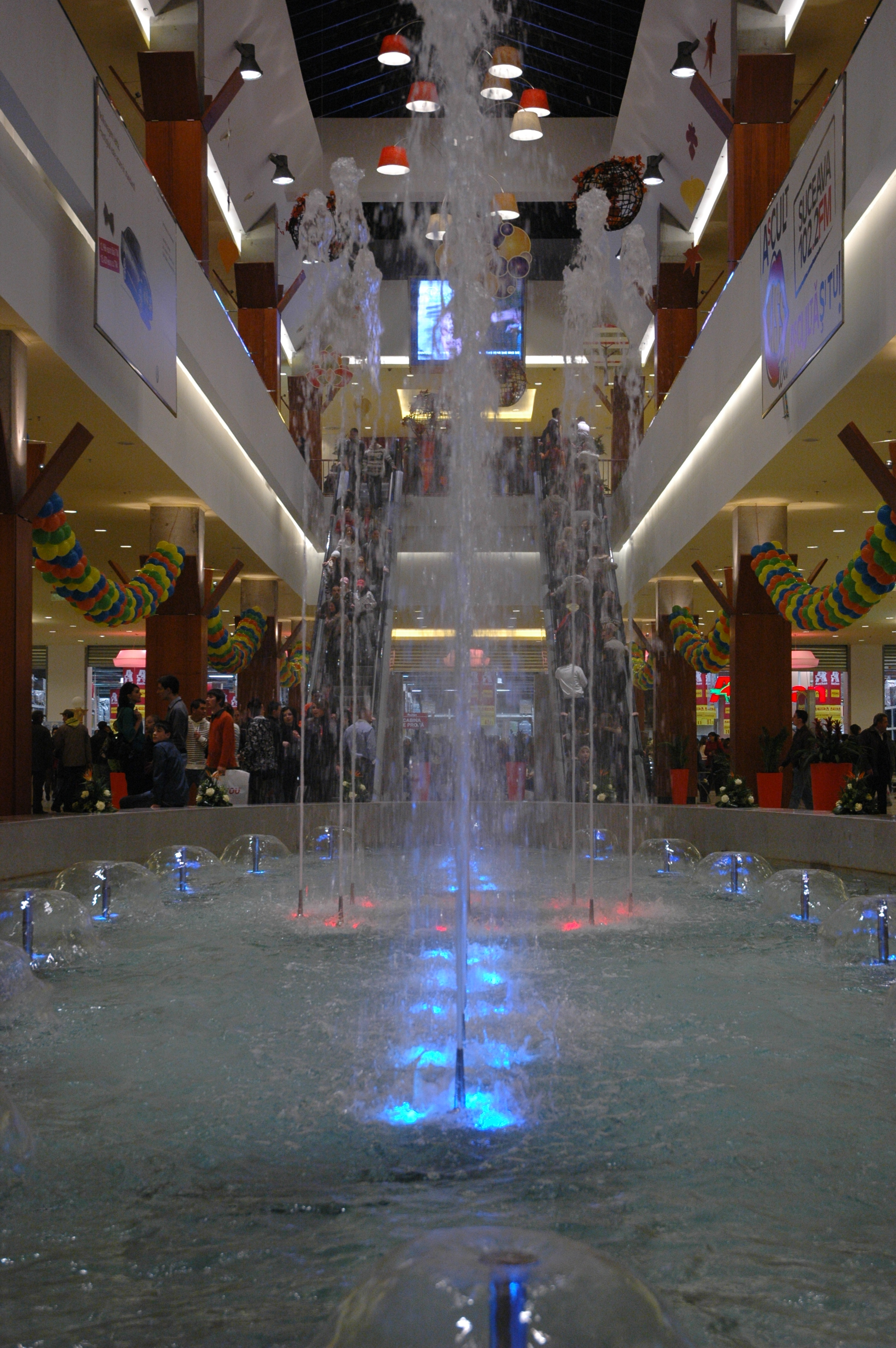
Iulius Mall Suceava

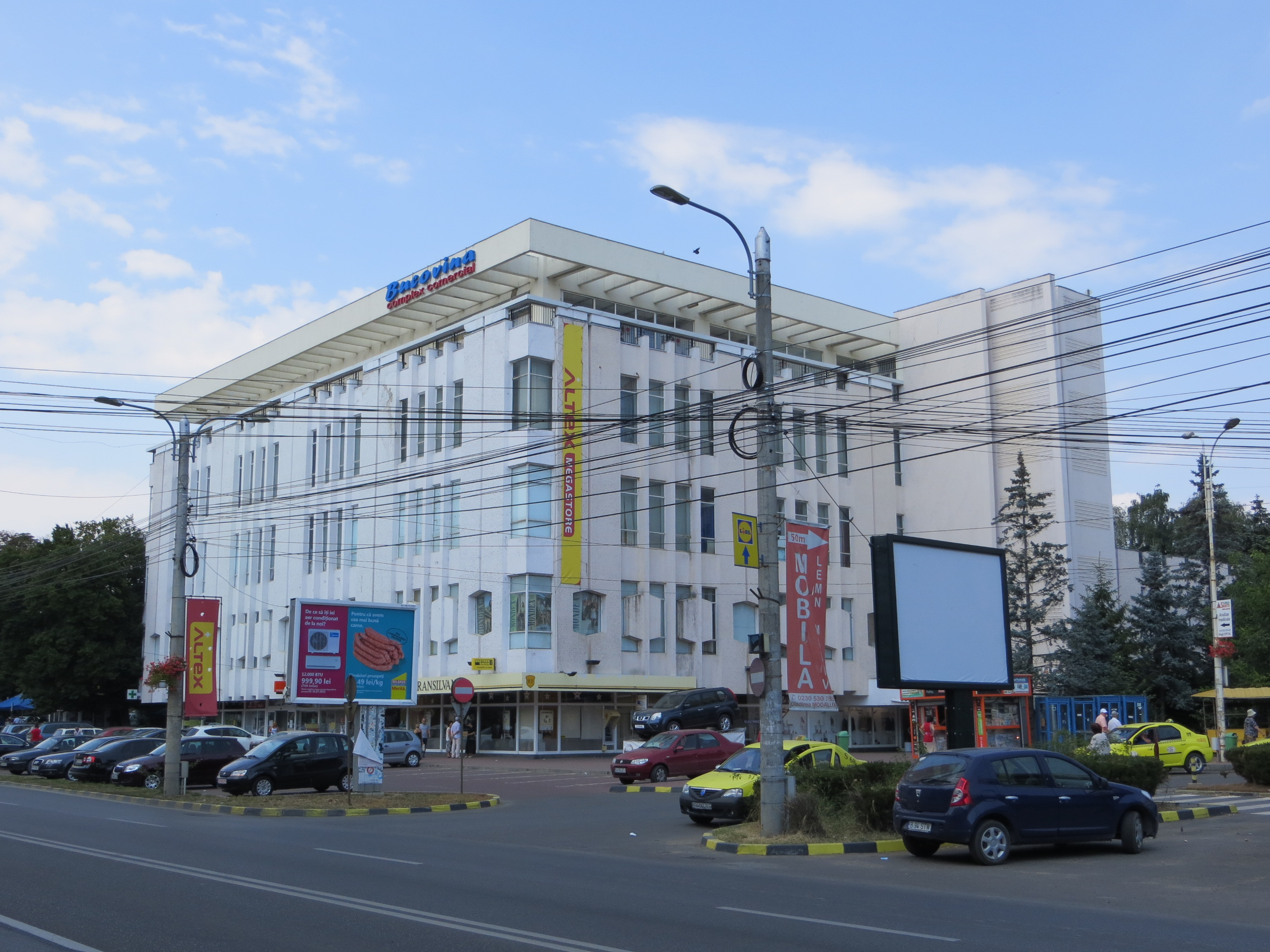
Magazinul „Bucovina”

Suceava nu este favorizată de poziționare, având în vedere că Regiunea de dezvoltare Nord-Est este considerată cea mai săracă la nivel național, caracterizată prin slaba dezvoltare a infrastructurii, ineficienta accesare a fondurilor europene, precum și slaba reprezentare pe harta investitorilor străini, singura excepție pozitivă fiind Bucovina de Sud, unde se află și Suceava, fapt ce a atras investitorii. Aceasta este una dintre problemele regiunii Nord-Est: discrepanța dintre Bucovina și restul regiunii.
Unitățile industriale construite în perioada regimului comunist în Suceava au lăsat loc după anii 2000 spațiilor de interes comercial, în special în zona fostei platforme industriale „Valea Sucevei”. Astfel, în 2010 Suceava era orașul cu cea mai mare densitate de spații comerciale moderne din România, cu mai mult de 1,38 metri pătrați de retail pe cap de locuitor. Orașul are doua mall-uri și opt supermarket-uri, printre care Shopping City Suceava, Iulius Mall. Investiția companiei britanice Argo Real Estate în centrul comercial Shopping City Suceava se ridică la 65 de milioane euro, sumă estimată a fi recuperată în 10–11 ani.

### Mall-uri și centre comerciale
- Shopping City Suceava (2008–prezent)
- Iulius Mall Suceava (2008–prezent)
- Galleria Suceava (2009–2013)
- Shopping Center „Zimbru”
- Centrul comercial „Bazar”

## Personalități
Printre cele mai importante personalități născute în Suceava se pot enumera:
- Anastasie Crimca (1560–1629), mitropolit, ctitorul Mănăstirii Dragomirna;
- Dosoftei Barilă (1624–1693), cărturar, mitropolit, poet, traducător;
- Petru Movilă (1596–1647), mitropolit al Kievului, Galiției și întregii Rusii, primul tipograf în limba ucraineană, fondatorul Academiei Moviliene din Kiev;
- Meletie Lefter (1777–1848), episcop ortodox;
- Nicolae Picu (1789–1864), violonist român din Ducatul Bucovinei;
- Joseph Eduard Ritter von Gutter (1809–1886), arheolog și numismat amator, considerat a fi primul arheolog al Bucovinei;
- Calinic Miclescu (1822–1886), mitropolit al Moldovei și mitropolit primat al Ungrovlahiei;
- Grigore Vindereu (1830–1888), muzician, violonist, mentor al lui Ciprian Porumbescu;
- Adolf Ludwig Staufe Simiginowicz (1832–1897), scriitor austriac;
- Ion G. Sbiera (1836–1916), folclorist, istoric literar, membru fondator al Academiei Române (1866);
- Vasile Bumbac (1837–1918), poet;
- Samuil Isopescu (1842–1914), cărturar, profesor de istorie și geografie la Gimnaziul din Suceava;
- Simion Florea Marian (1847–1907), folclorist, etnograf, preot, membru titular al Academiei Române;
- Simeon Reli (1882–1945), profesor de teologie, istoric bisericesc;
- Teodor Bălan (1885–1972), istoric, profesor la Universitatea din Cernăuți, director al Comisiei Arhivelor Statului din Cernăuți;
- Rudolf Gassauer (1885–1952), doctor în istorie și custode al Muzeului din Suceava, a săpat printre ruinele Cetății Sucevei, îmbogățind colecțiile muzeului și scriind numeroase studii, în română și în germană, membru al Societății Numismatice Române, cercetător al istoriei românilor, al tradițiilor și al modului lor de viață, a publicat, printre altele, și lucrarea Contribuții la istoria culturală a Bucovinei (Beitrage zur Kulturgeschichte der Bukowina, Munchen, 1941);
- Ion Grămadă (1886–1917), scriitor, erou al Primului Război Mondial;
- Yehuda Meir Shapira (1887–1933), rabin polonez, conducător al mișcării Agudat Israel, în tinerețe denumit „Iluyul din Suceava” (Șoțer Iluy), fondator al programului de studiu al Paginii zilnice (Daf Yomi) din Talmud, fondator al ieșivei Hahmey Lublin, deputat în Parlamentul Poloniei;
- George Löwendal (1897–1964), pictor, poet, scenograf, actor, maestru de balet;
- Arnold Daghani (1909–1985), scriitor evreu și supraviețuitor al Holocaustului;
- Dimitrie Loghin (1910–1982), pictor, profesor;
- Fritz Schajowicz (1911–1992), patolog austriac (printre primii care au cercetat tumorile oaselor);
- Frieda Wigder (1911–2007), profesor de chimie, director al Colegiului Național „Petru Rareș” din Suceava;
- Vladimir Florea (1922–1984), sculptor;
- Grigore Ursu (1922–2009), pictor, grafician;
- Ioan Nemeș (1924–2009), profesor, biolog, om de știință;
- Dimitrie Păcurariu (1925–2002), profesor universitar, eseist, istoric și critic literar;
- Elena Greculesi (1928–2016), pictor;
- George L. Ostafi (n. 1933), pictor impresionist, dramaturg;
- Friedrich Schwartz (1936–2005), coregraf;
- Dumitru Rusu (n. 1938), pictor;
- Emil Satco (1941–2007), istoric;
- Olga Bucătaru (1942–2020), actriță;
- Emanuel Diaconescu (1944–2011), profesor universitar, membru corespondent al Academiei Române;
- Vladimir Găitan (1947–2020), actor;
- Alex Ștefănescu (1947–2024), critic literar;
- Mircea Motrici (1953–2007), prozator, ziarist;
- Mircea Dăneasa (n. 1955), pictor, sculptor;
- Ilie Matei (n. 1960), luptător de greco-romane, câștigător al medaliei de argint la Olimpiada de la Los Angeles;
- George Ostafi (1961–2019), pictor expresionist abstract;
- Marius Babias (n. 1962), critic de artă, autor, președinte al asociației „Neuer Berliner Kunstverein”;
- Andras Chiriliuc (n. 1983), cântăreț de operă, poet, artist fotograf și profesor, președinte al Asociației „Joseph Schmidt” și membru în presidiumul Uniunii Mondiale a Muzicienilor din Moscova;
- Alina Văcariu (n. 1984), fotomodel, câștigătoare a titlului „Modelul Anului 1998”;
- Irina Ivan (n. 1992), jucătoare profesionistă de handbal;
- Dimitrie Suceveanu (d. 1898), compozitor de muzică religioasă și psalt, autor a mai multor manuale de muzică religioasă;
- Pamfil Polonic (1858–1944), sublocotenent în Regimentul 31 (românesc) din Sibiu, urmează cursurile liceului militar din St. Polten, urmând apoi Școala militară din Weißkirchen (Moravia) și Academia Militară (Theresianum) din Viena, inginer topograf la Muzeul Național de Antichități;[69]
- Reinhold Bartha (1924–2005), medic veterinar de profesie, a devenit profesor onorific la Universitatea Justus Liebig din Giessen;
- Liliana Gafencu (n. 12 iulie 1975) este o canotoare română, triplă laureată cu aur la olimpiadele de la Atlanta (1996), Sydney (2000) și Atena (2004).

## Relații externe

### Orașe înfrățite
Municipiul Suceava este înfrățit cu următoarele orașe: 
- Schaerbeek (Belgia)[70]
- Sosnowiec (Polonia)
- Cernăuți (Ucraina)
- Yinchuan (China)
- Betleem (Israel)
- Laval (Franța)
- Soroca (Republica Moldova)[71]
- Chișinău (Republica Moldova)
- Karavas (Cipru)
- Mahala (Ucraina)[72]

### Consulate
- Consulatul general al Ucrainei

## Imagini

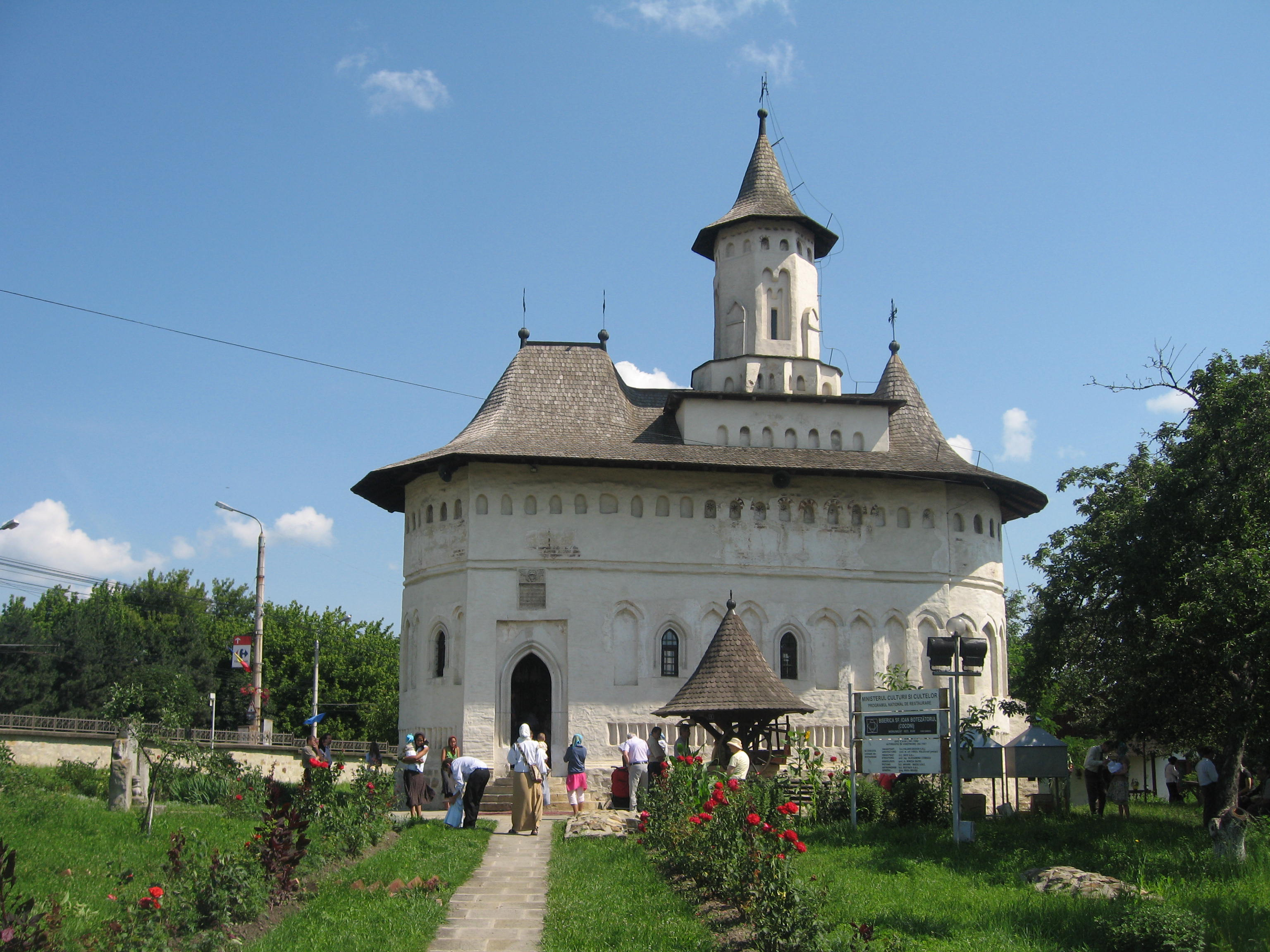
Biserica Coconilor
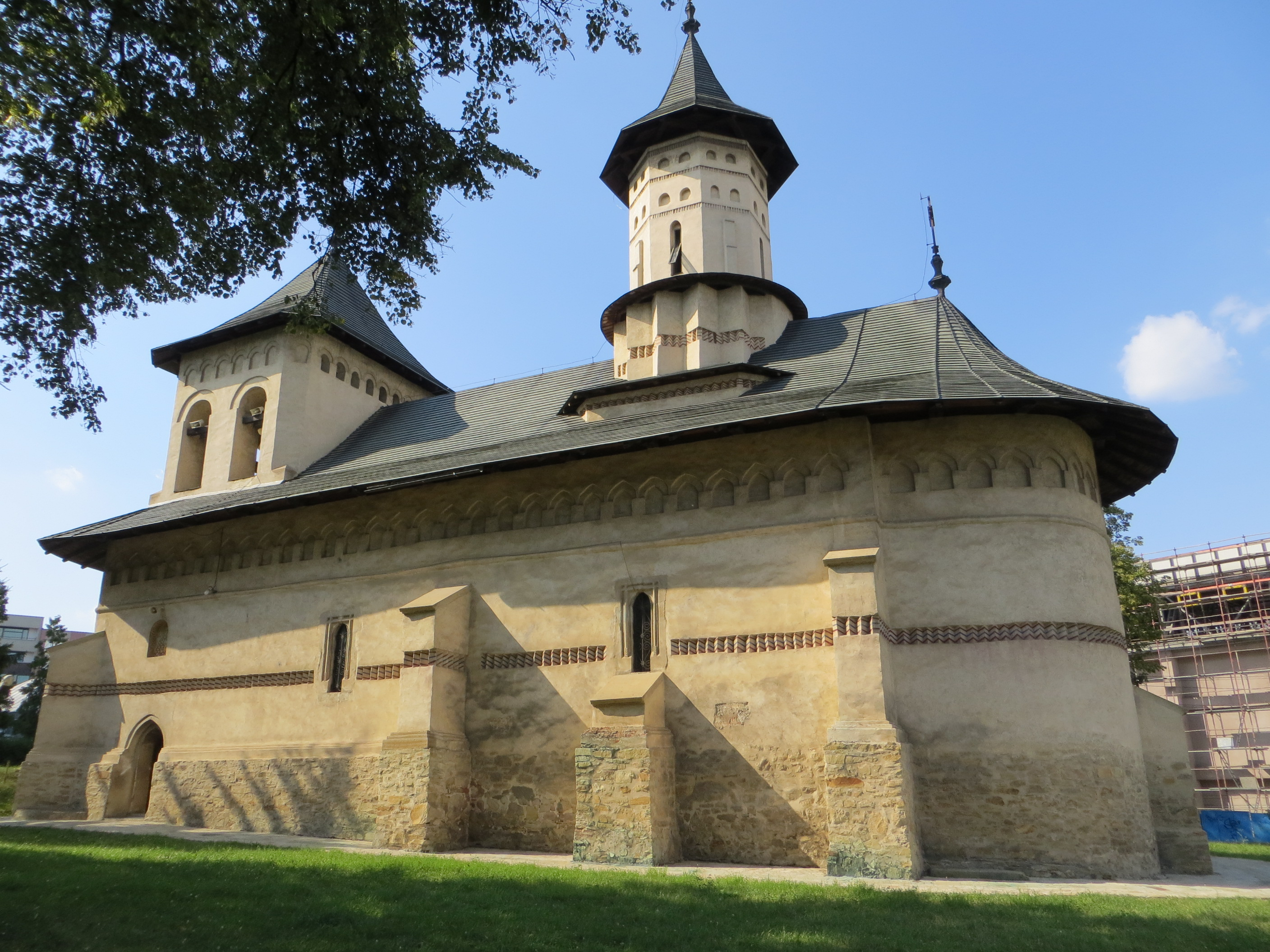
Biserica Sf. Nicolae
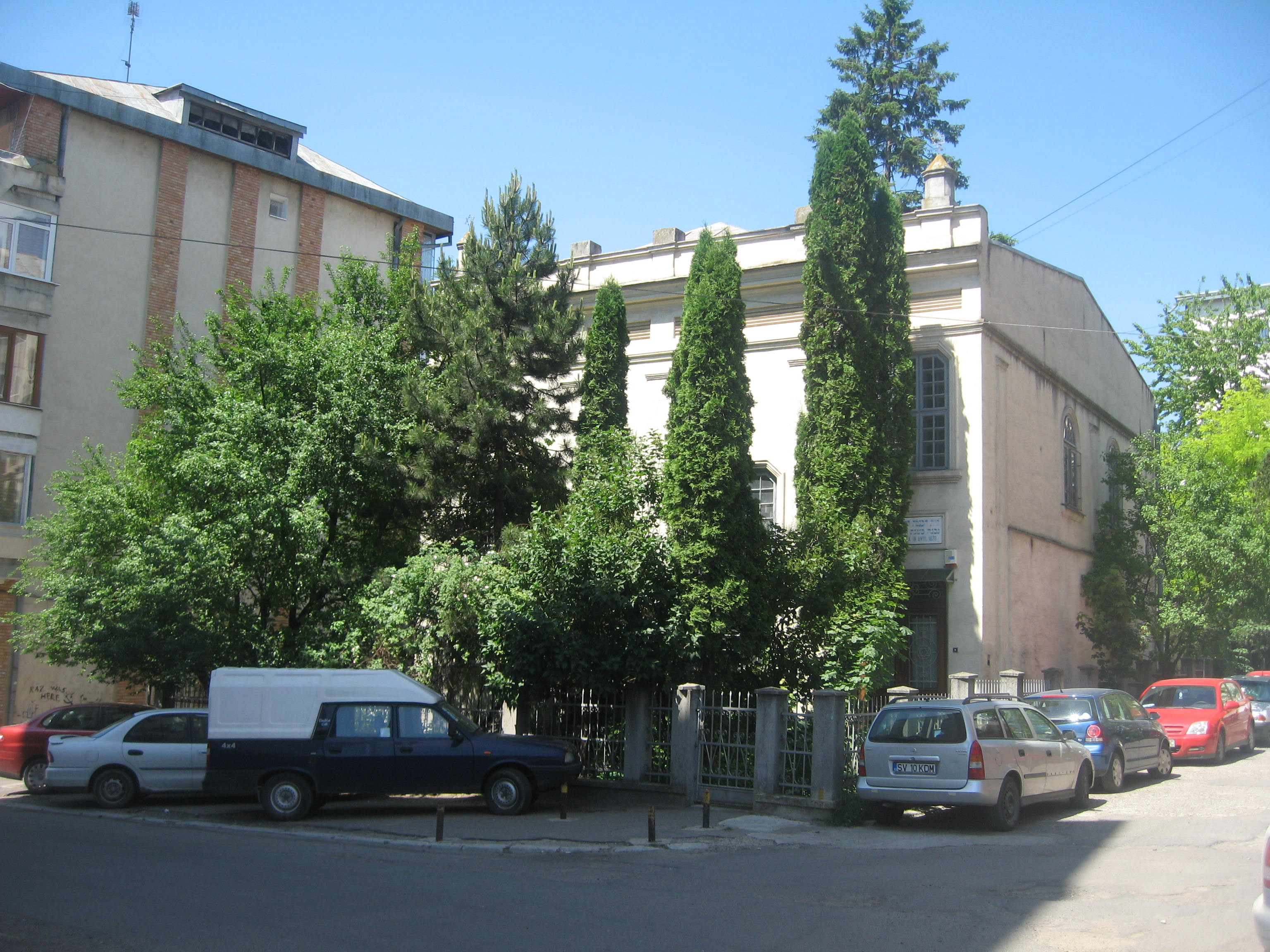
Sinagoga Gah
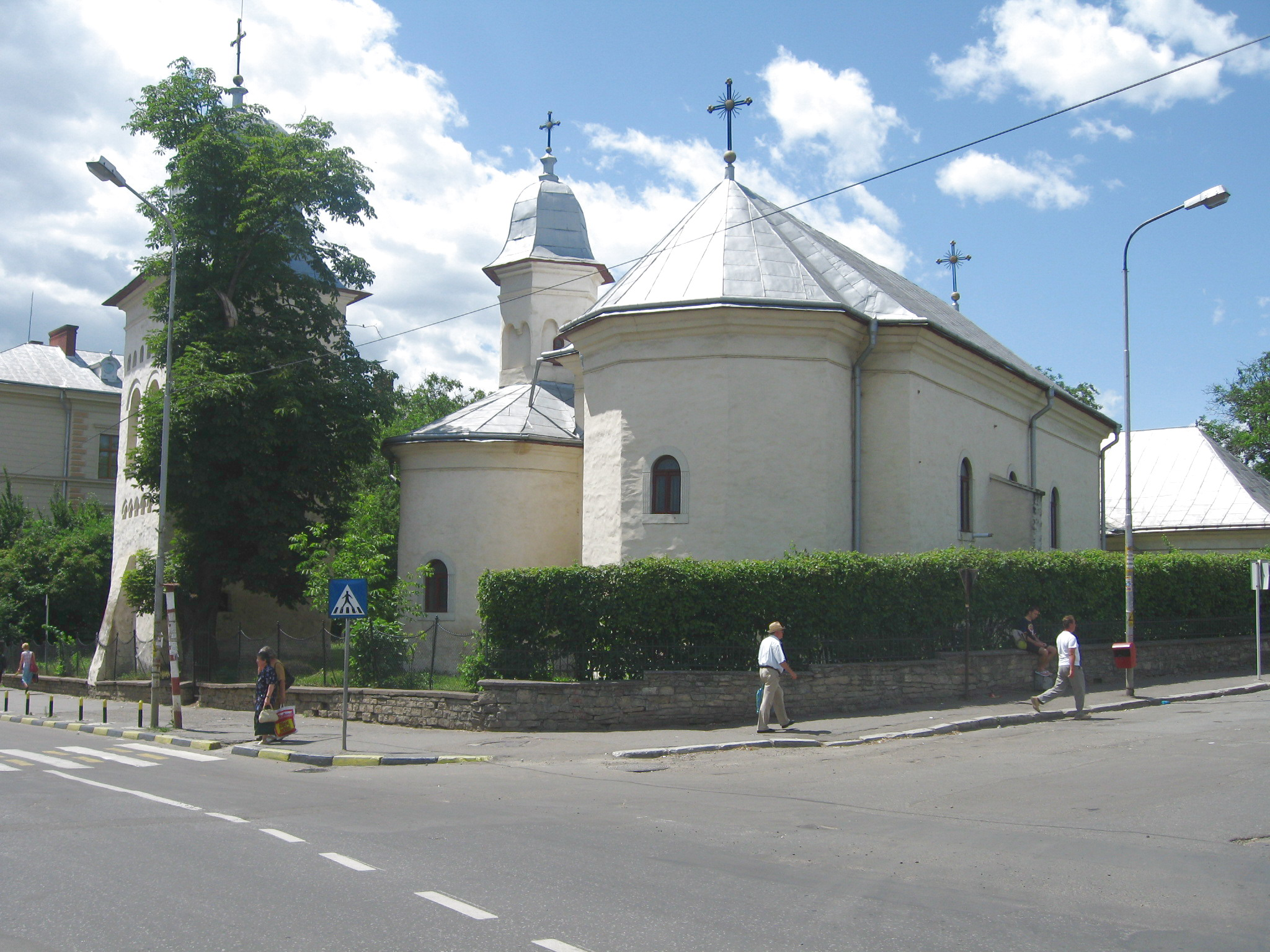
Biserica Sf. Cruce
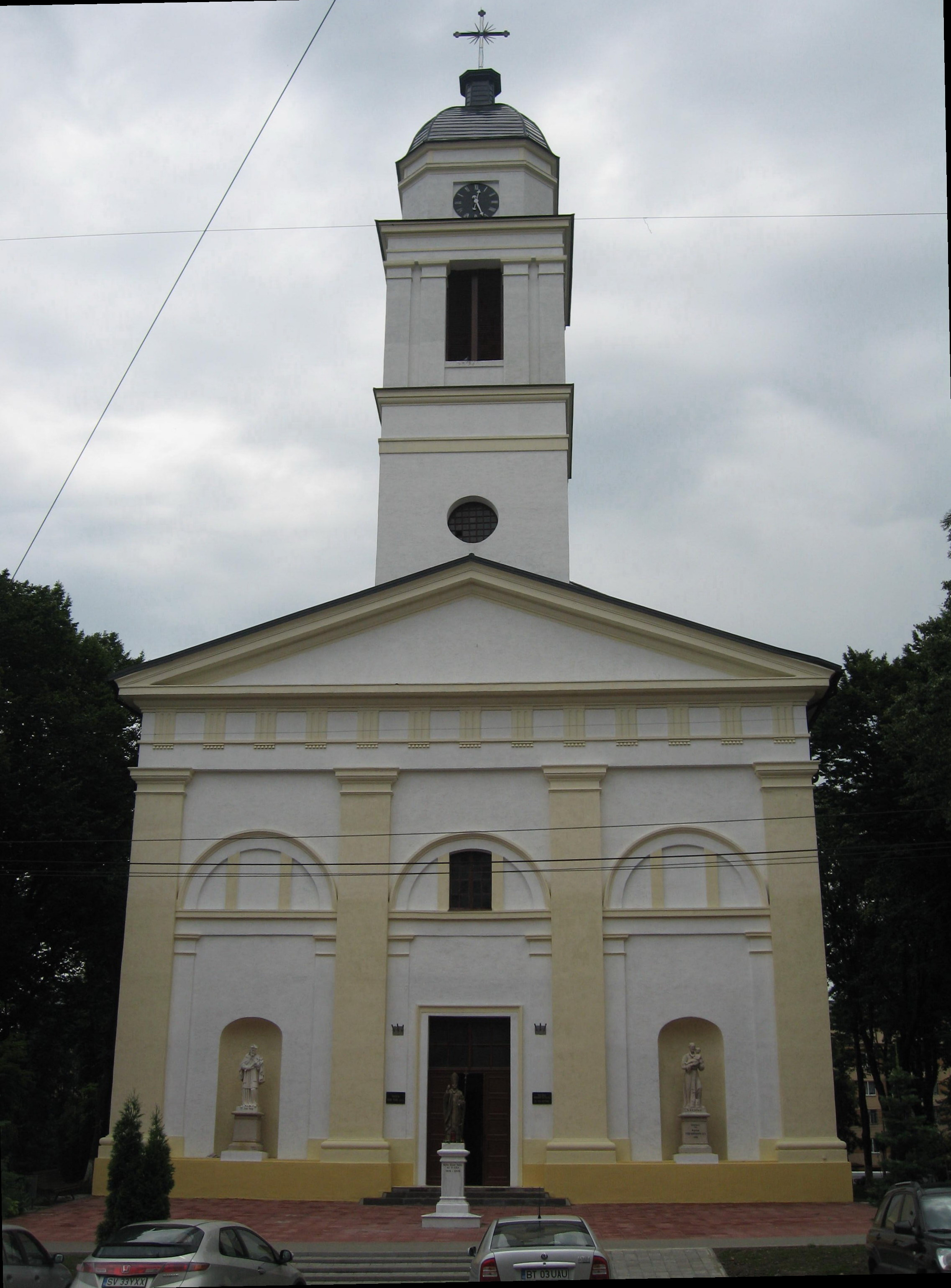
Biserica Sf. Ioan Nepomuk
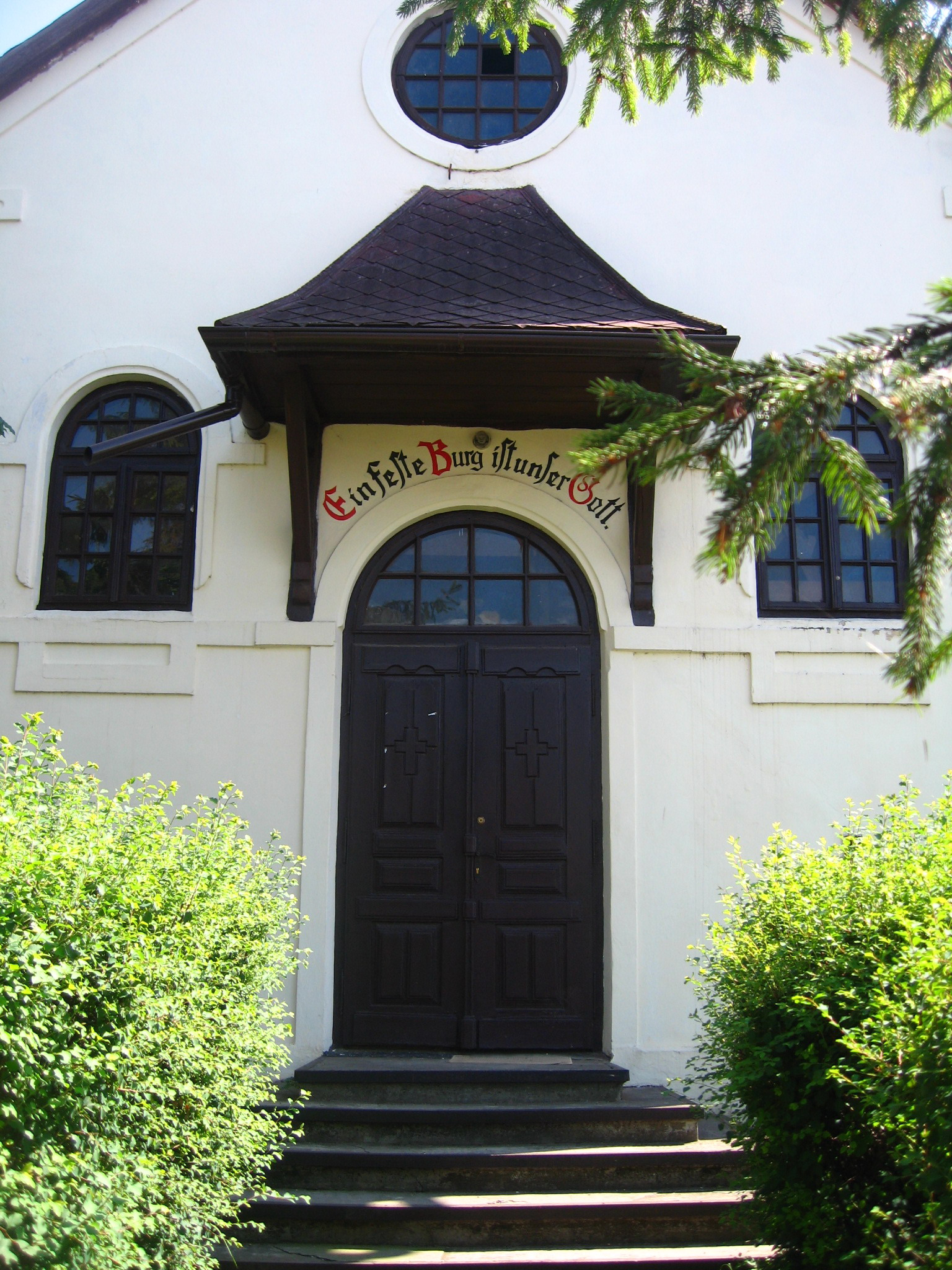
Biserica evanghelică luterană a comunității germane
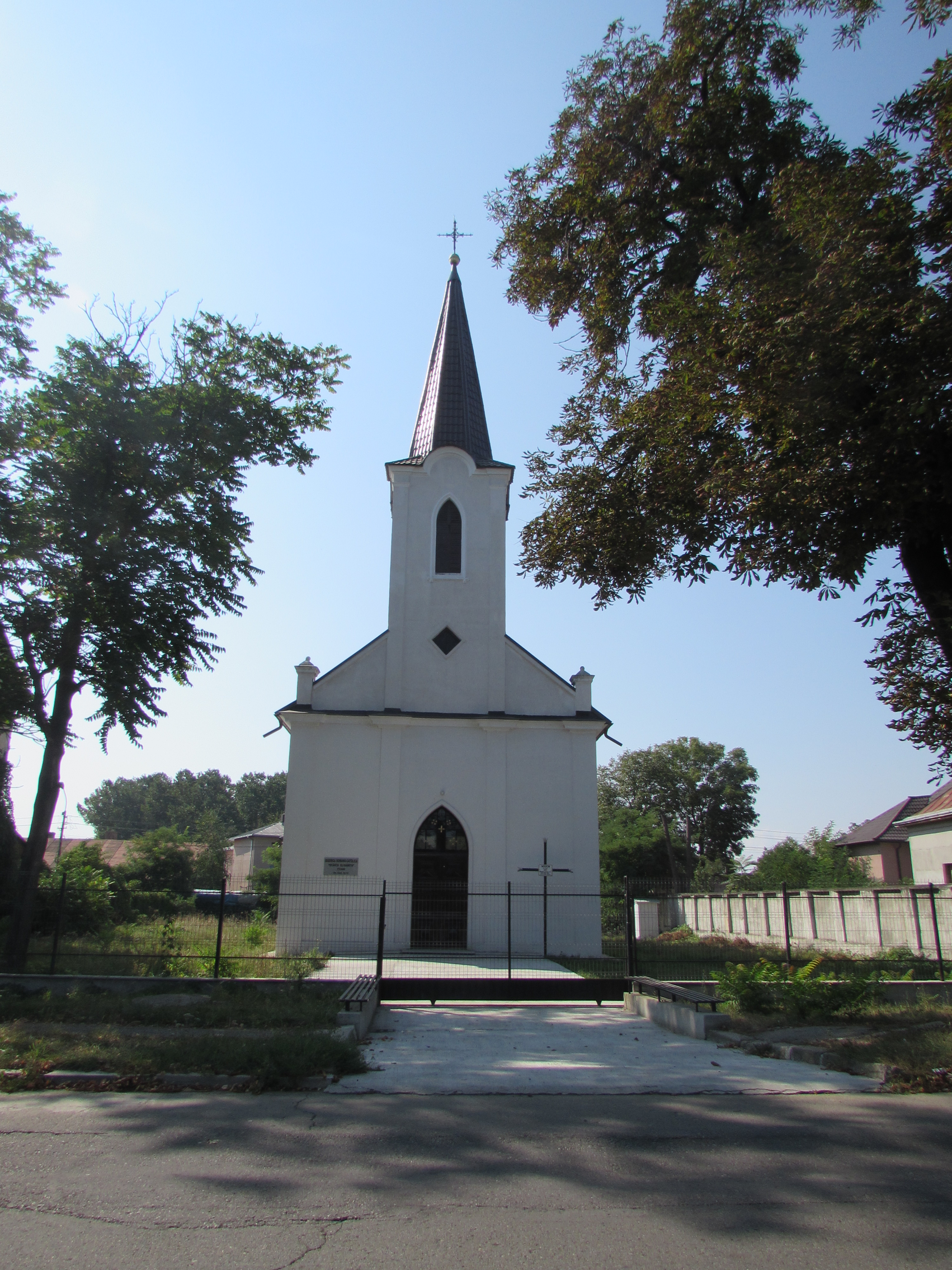
Biserica romano-catolică Sf. Elisabeta din Ițcani
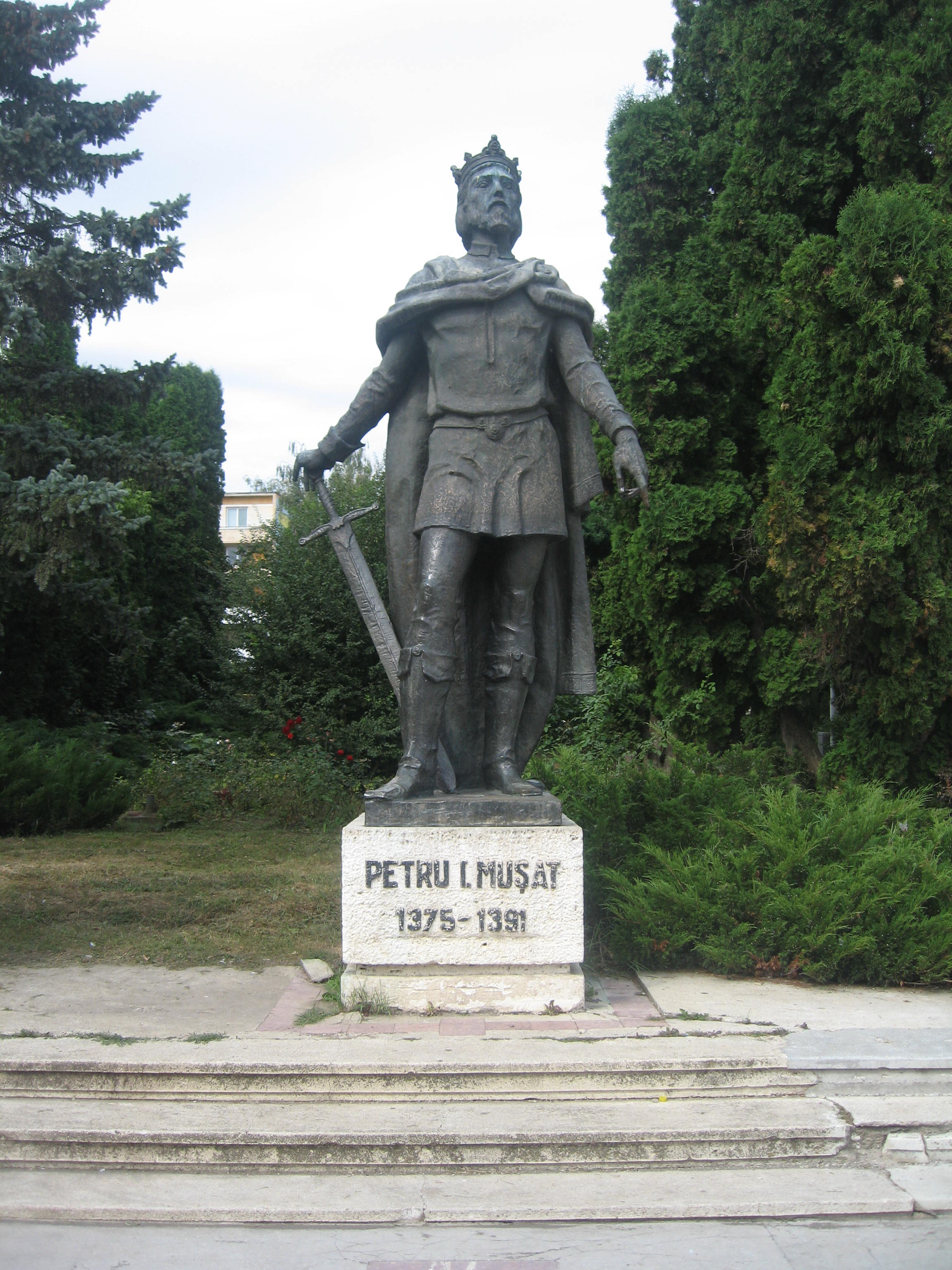
Statuia lui Petru al II-lea Mușat
Bustul lui Simion Florea Marian
Bustul lui Ion Creangă
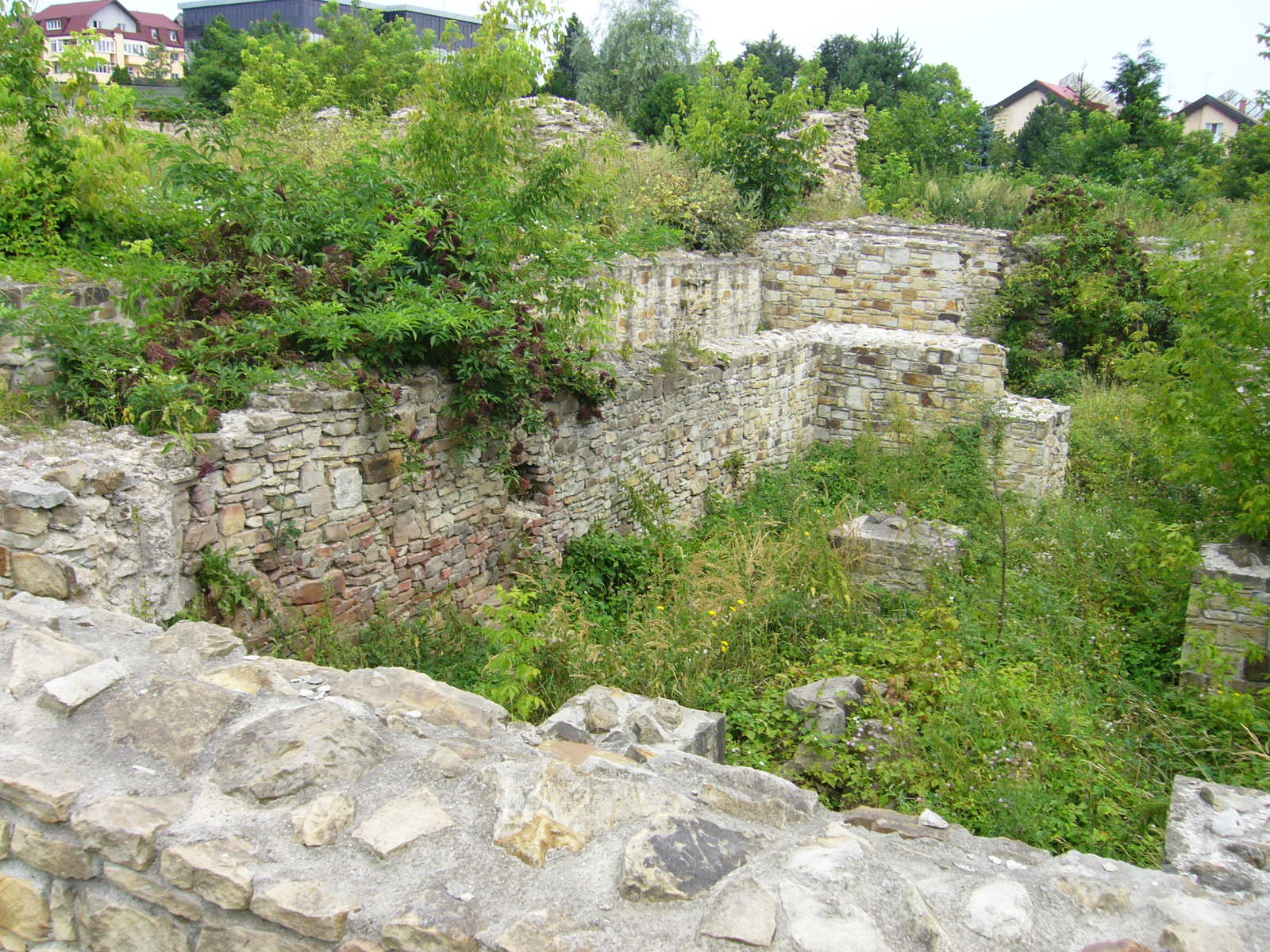
Ruinele Curții Domnești
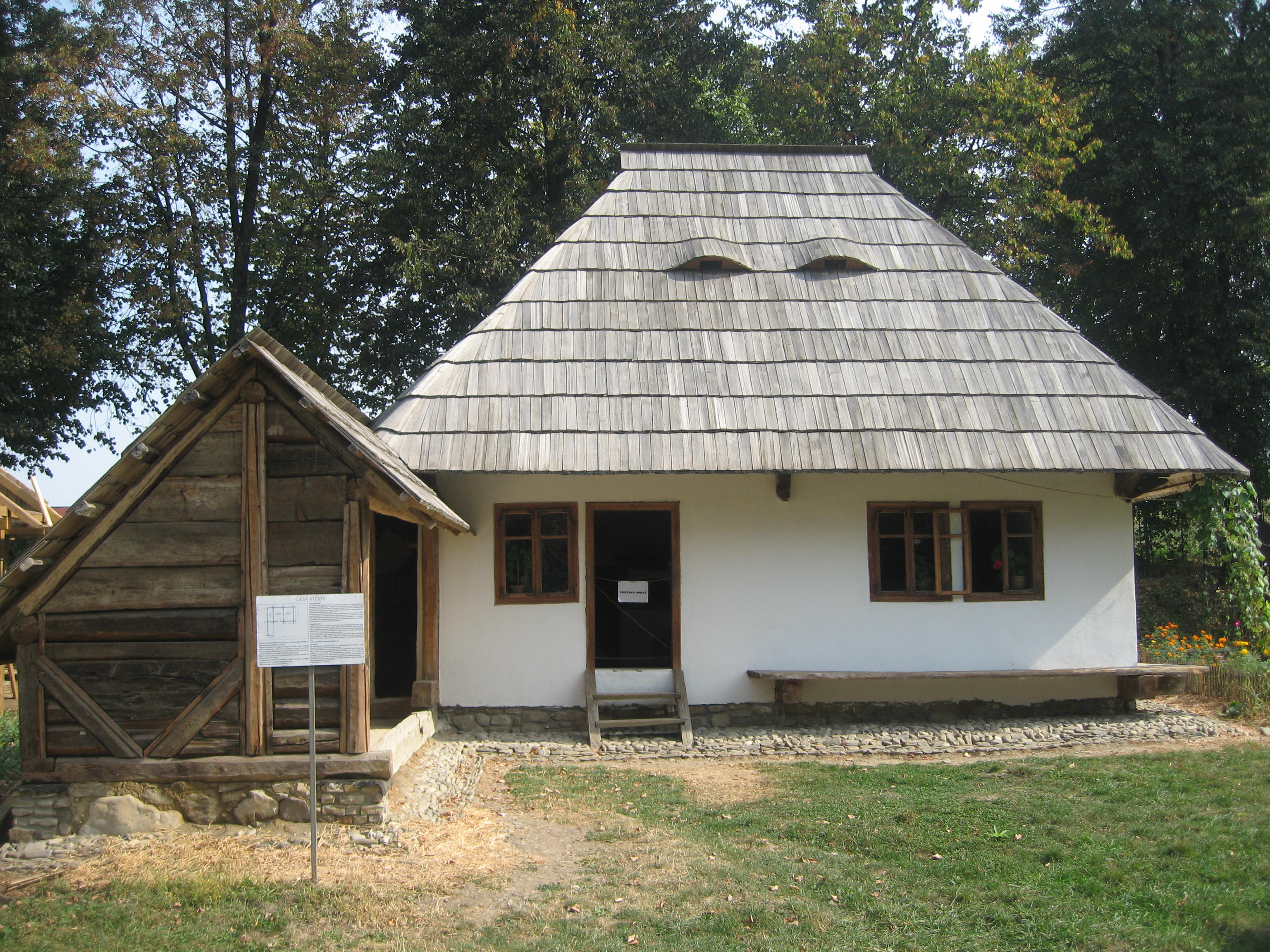
Casa tradițională din Vicovu de Sus de la Muzeul Satului
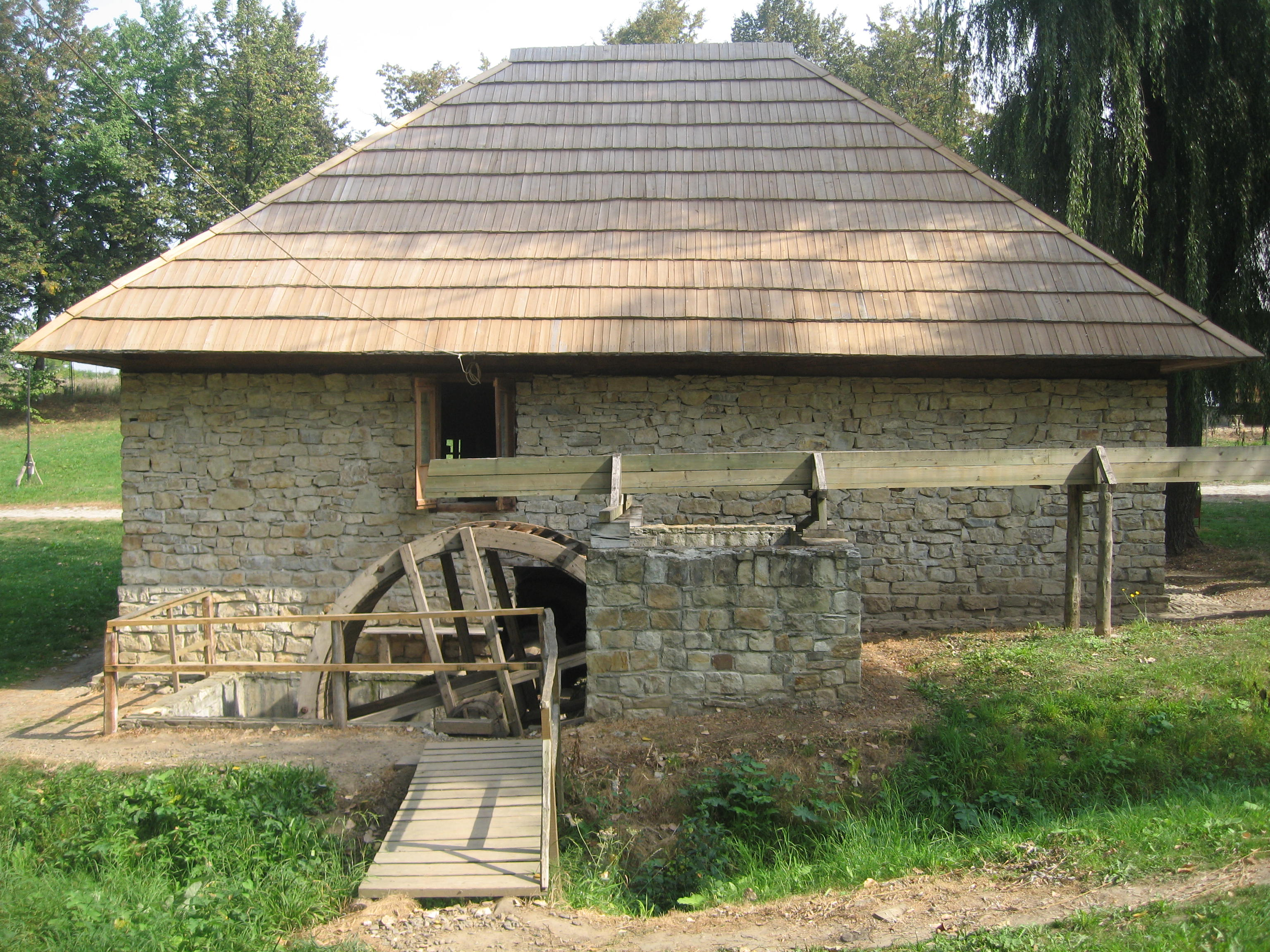
Moara din Mănăstirea Humorului de la Muzeul Satului
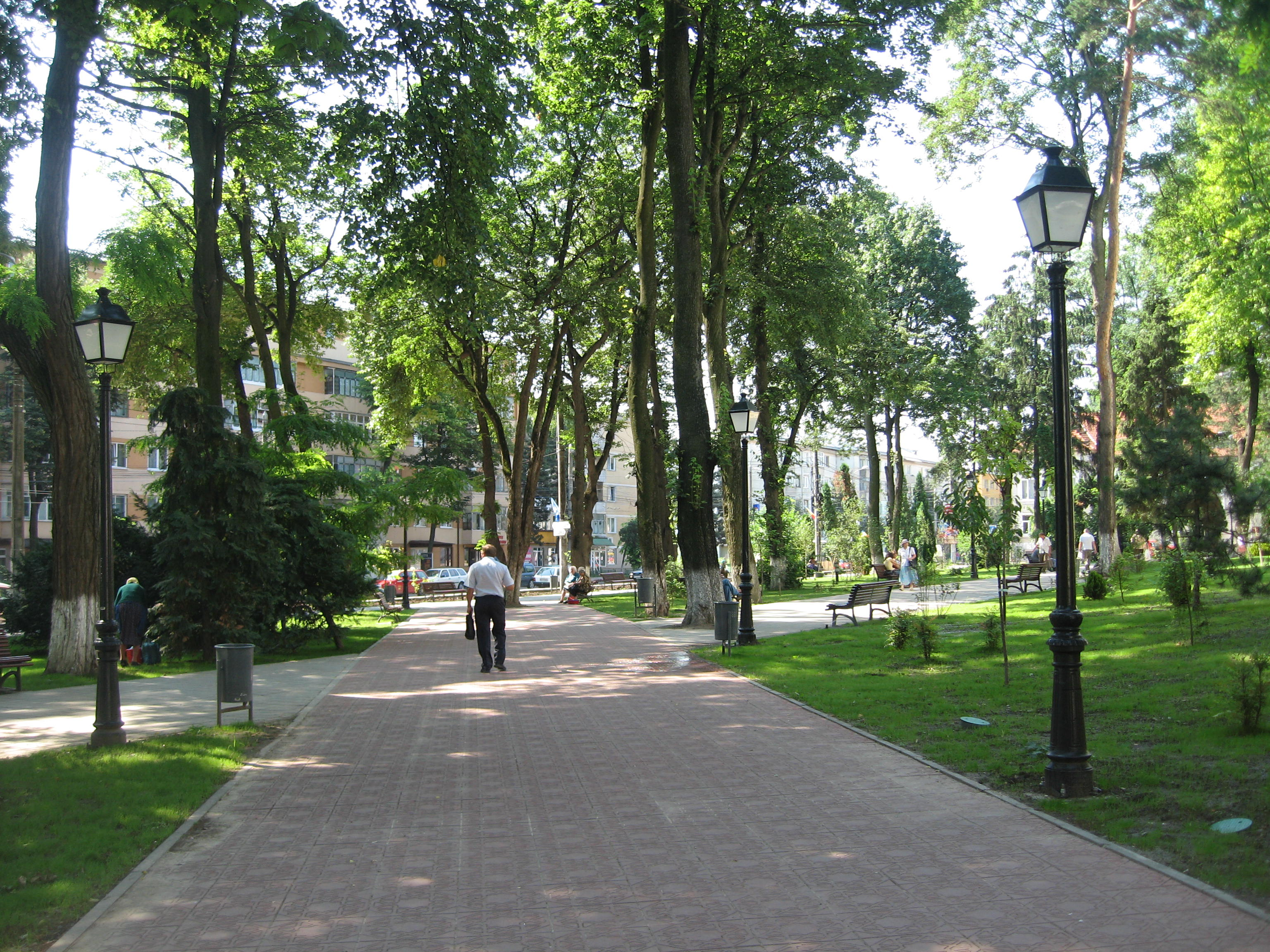
Parcul Profesor Ioan Nemeș
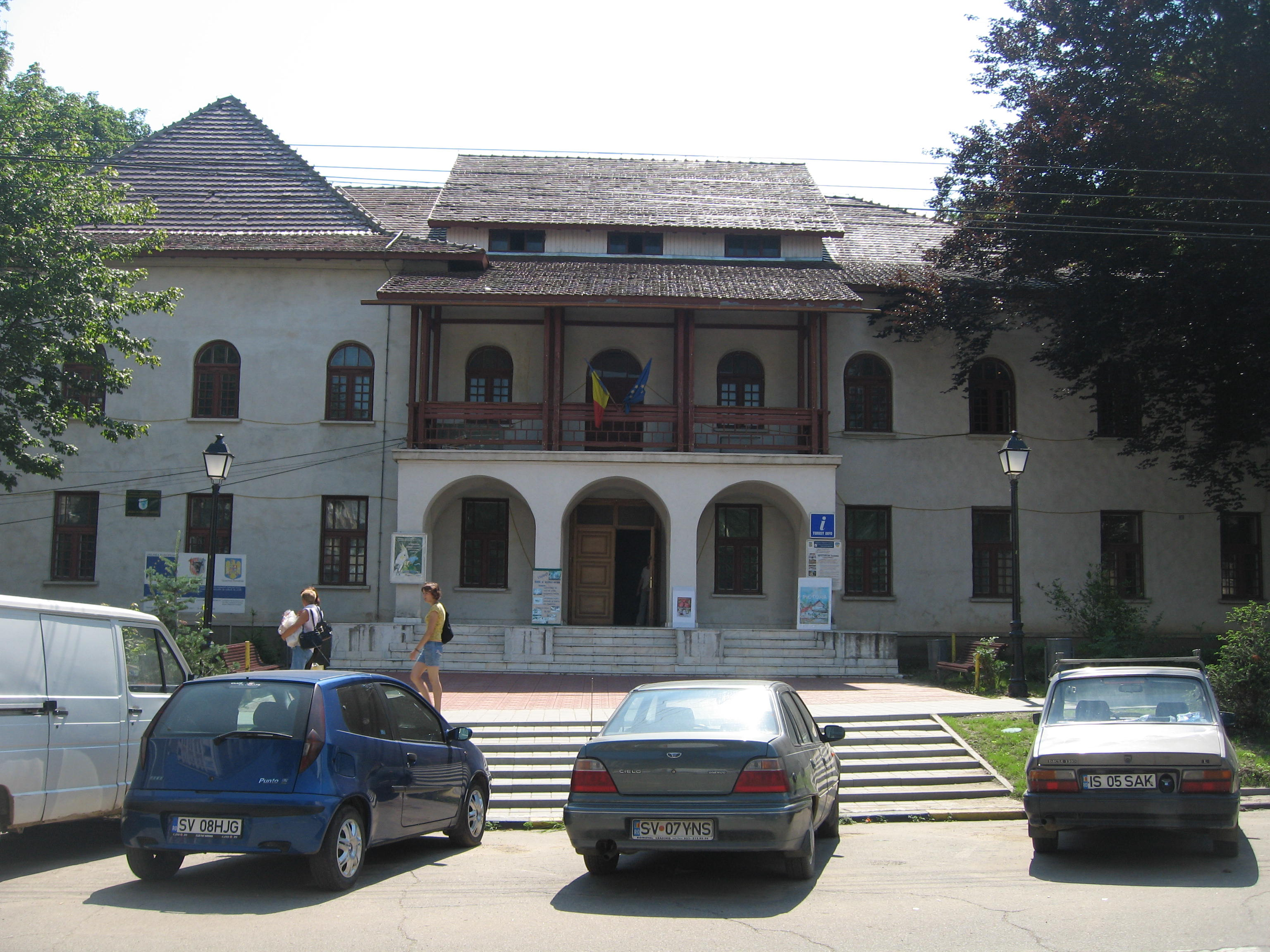
Muzeul de Științele Naturii
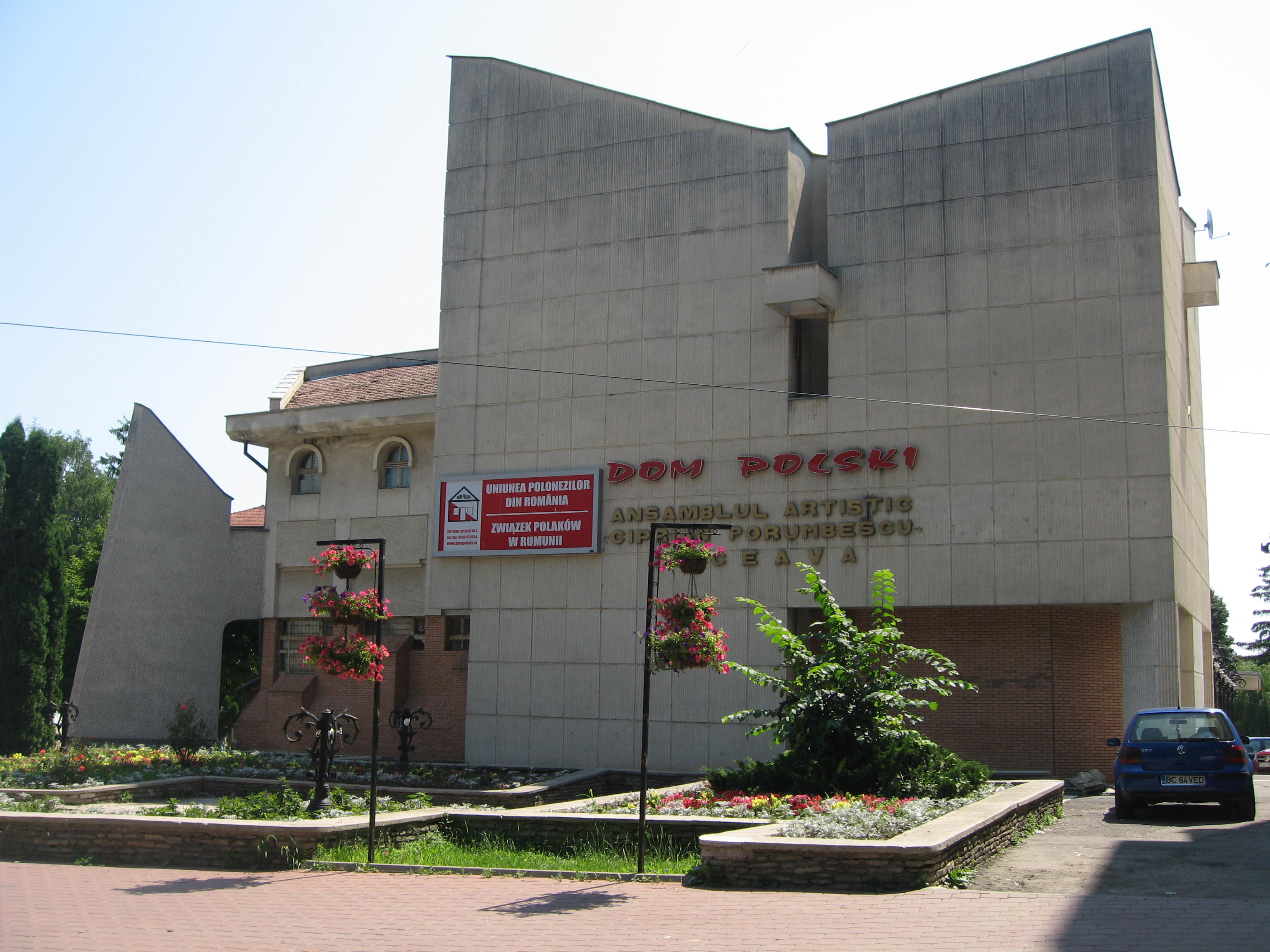
Casa Polonă (Dom Polski)
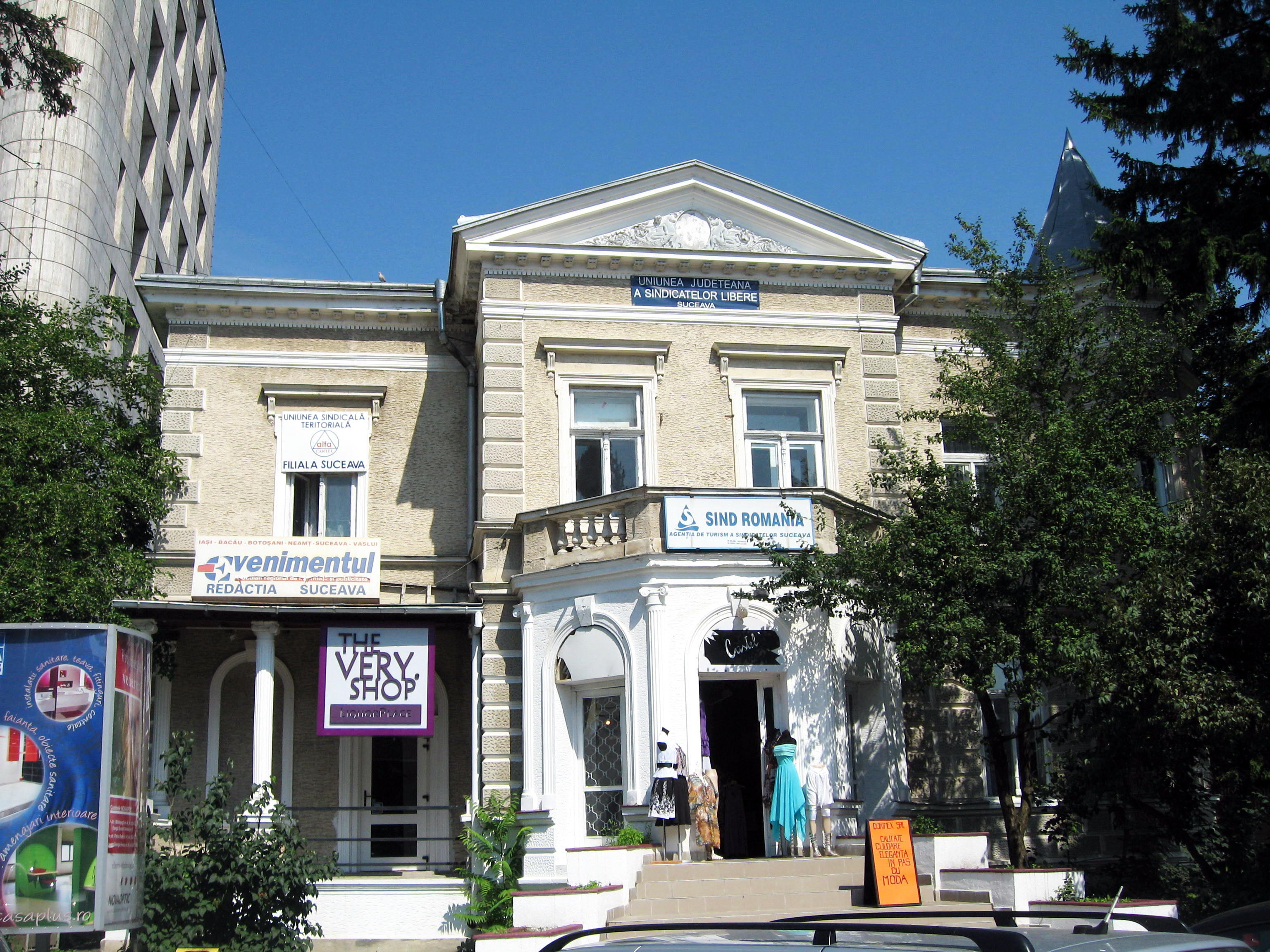
Clădirea Sindicatelor
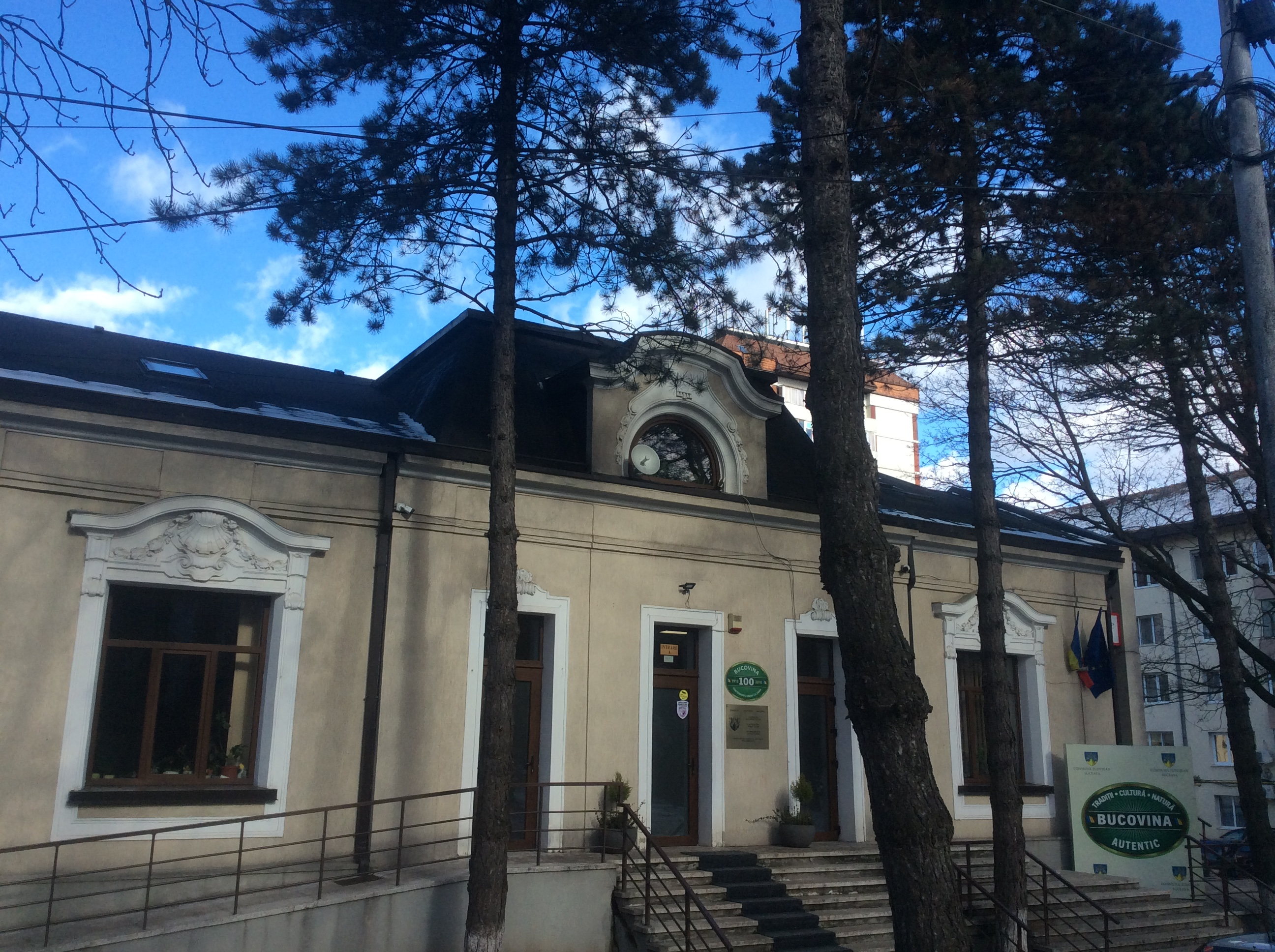
Casa Prieteniei
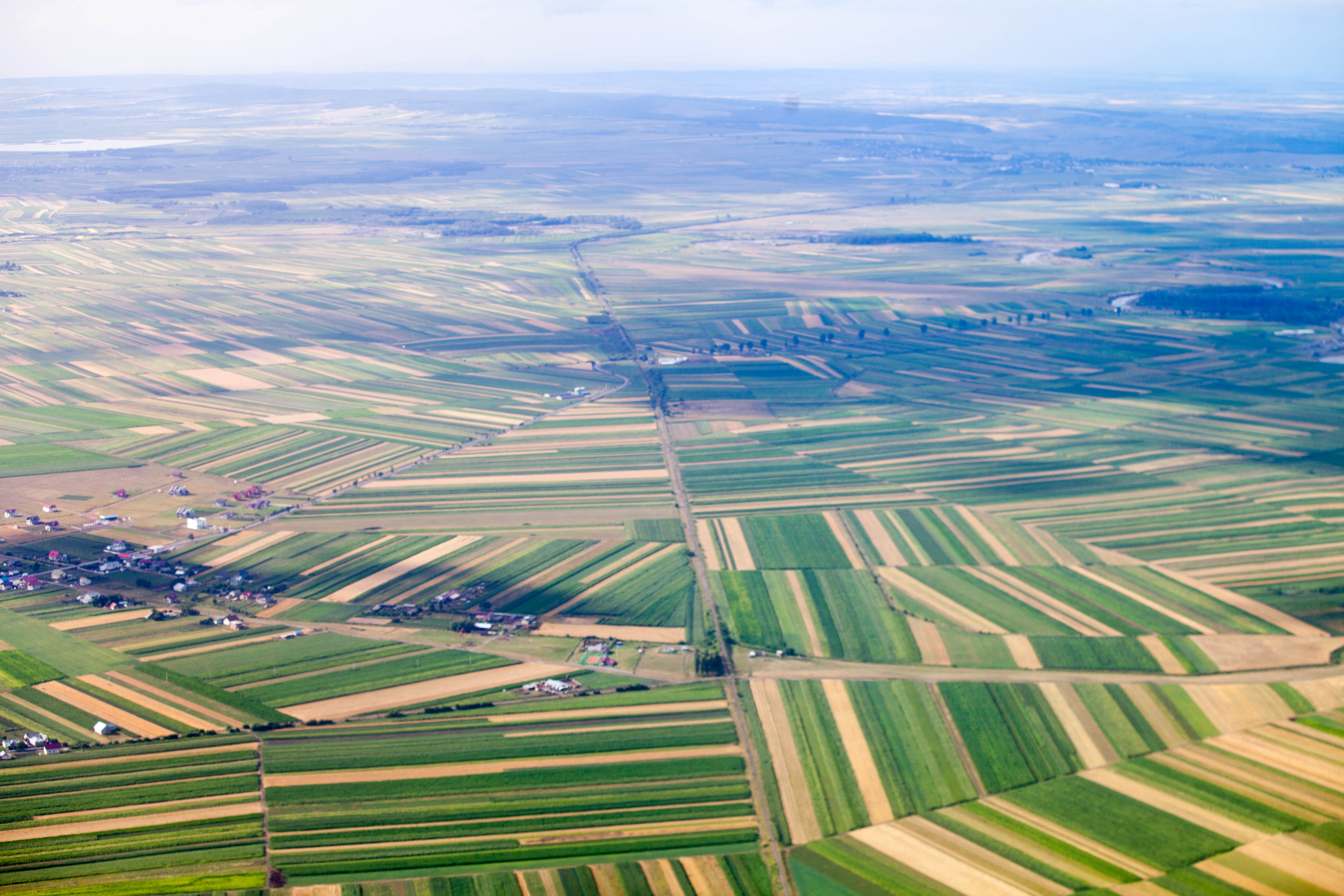
Terenuri arabile lângă Suceava
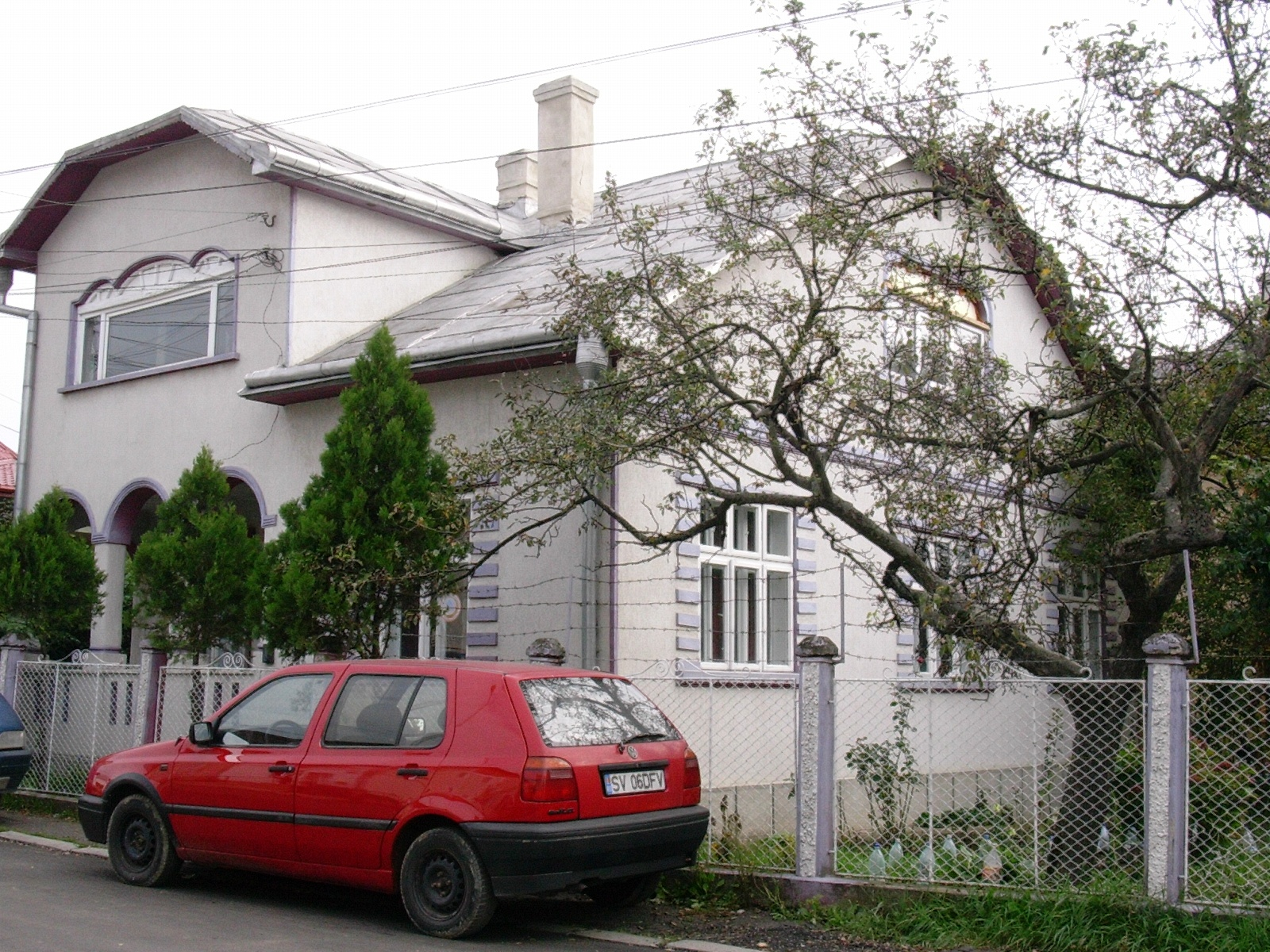
Casă în strada Mihai Eminescu nr. 19
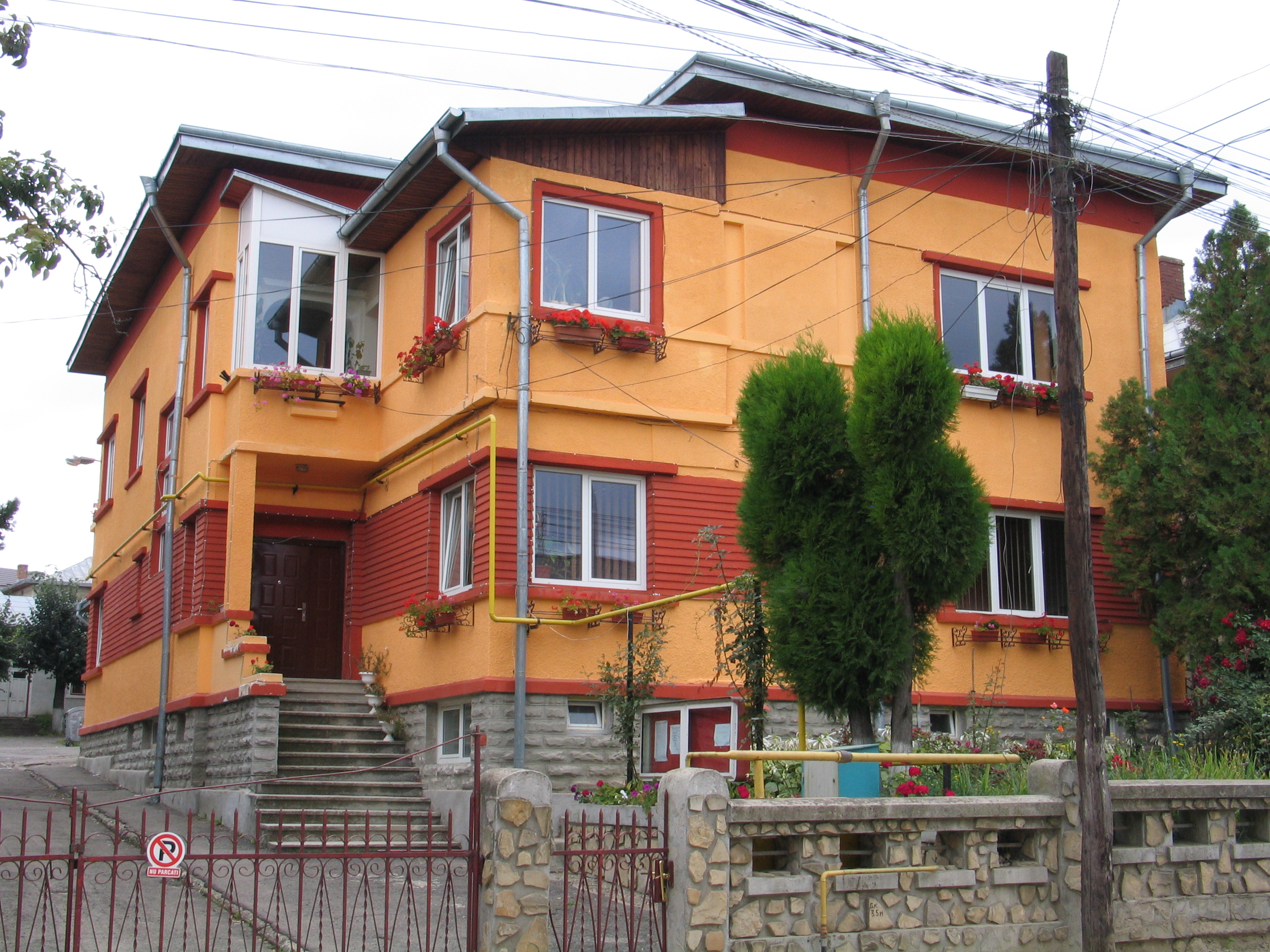
Palatul Copiilor
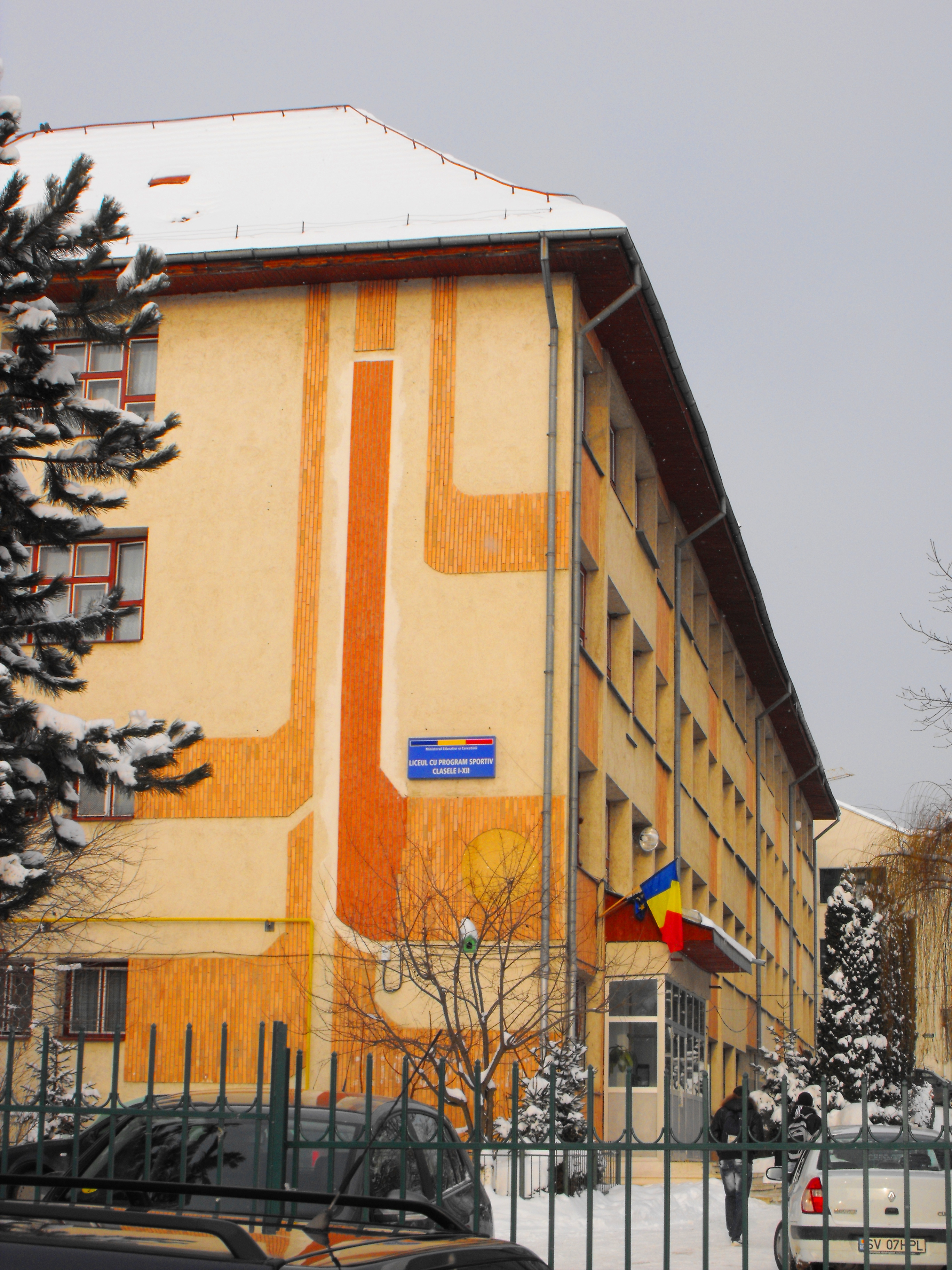
Liceul cu Program Sportiv
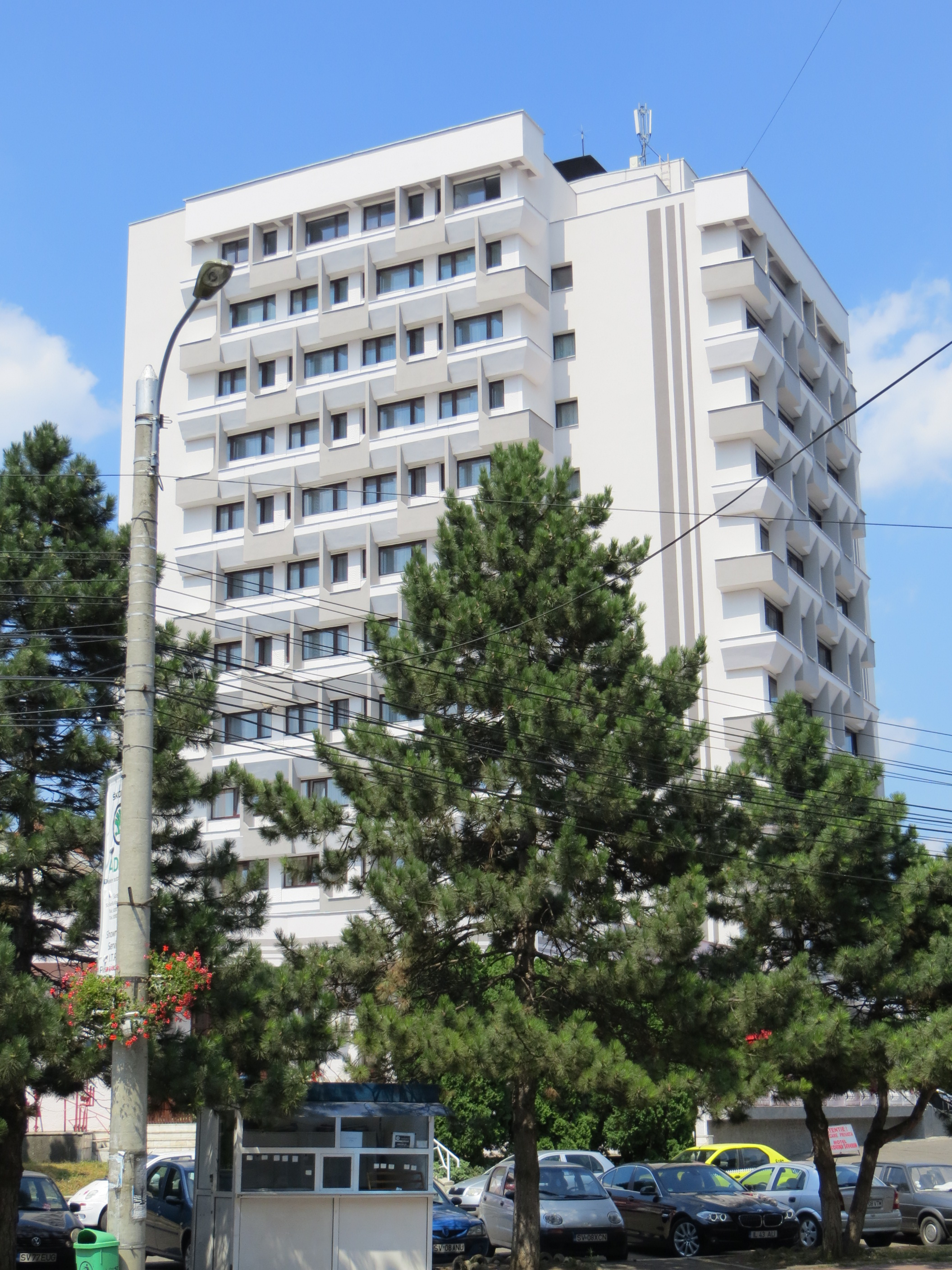
Hotelul „Bucovina”
Monumentul Unirii
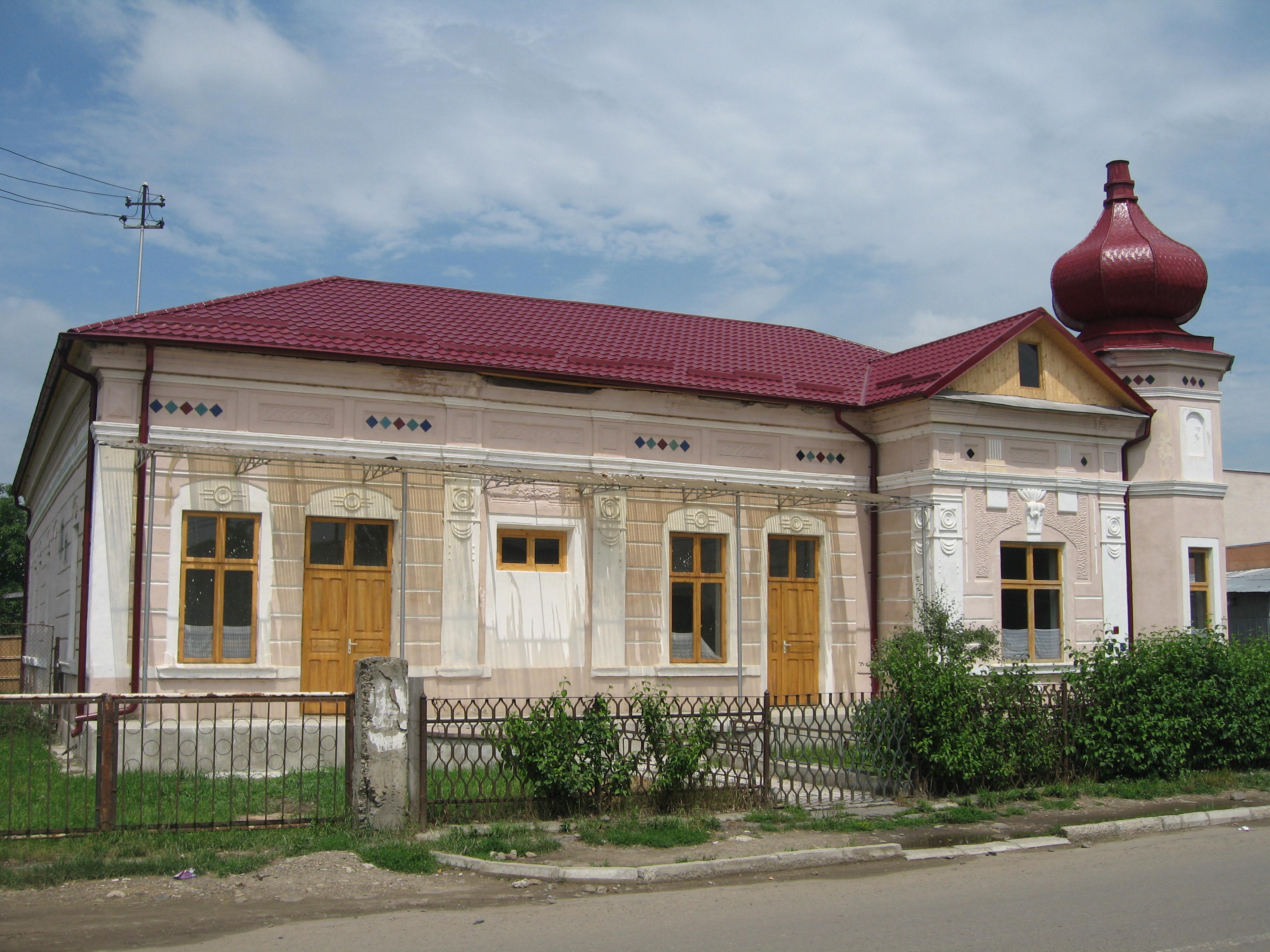
Casă în stil austriac din Ițcani
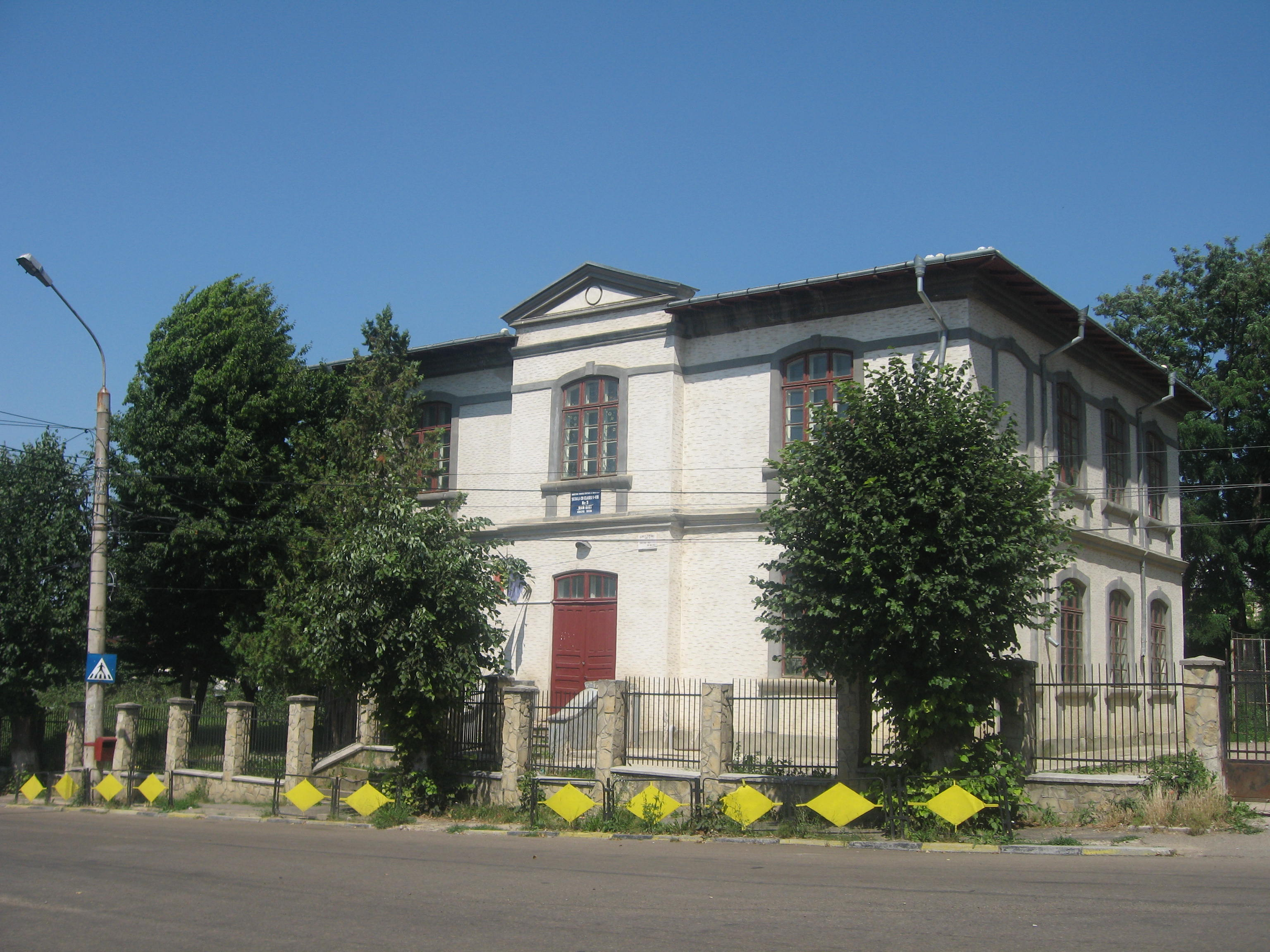
Clădirea școlii vechi din Burdujeni

Perspective aeriene

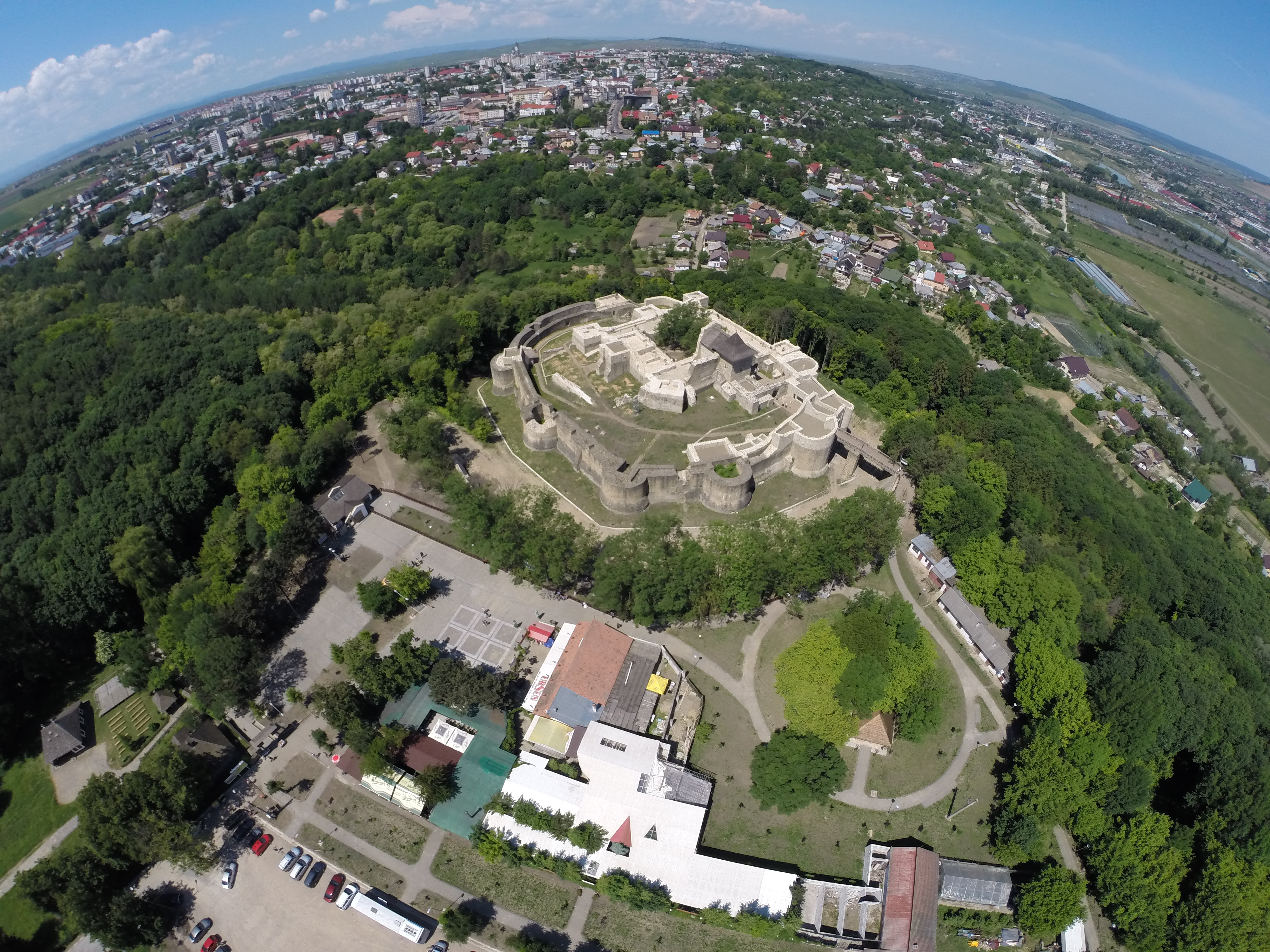
Cetatea de Scaun a Sucevei
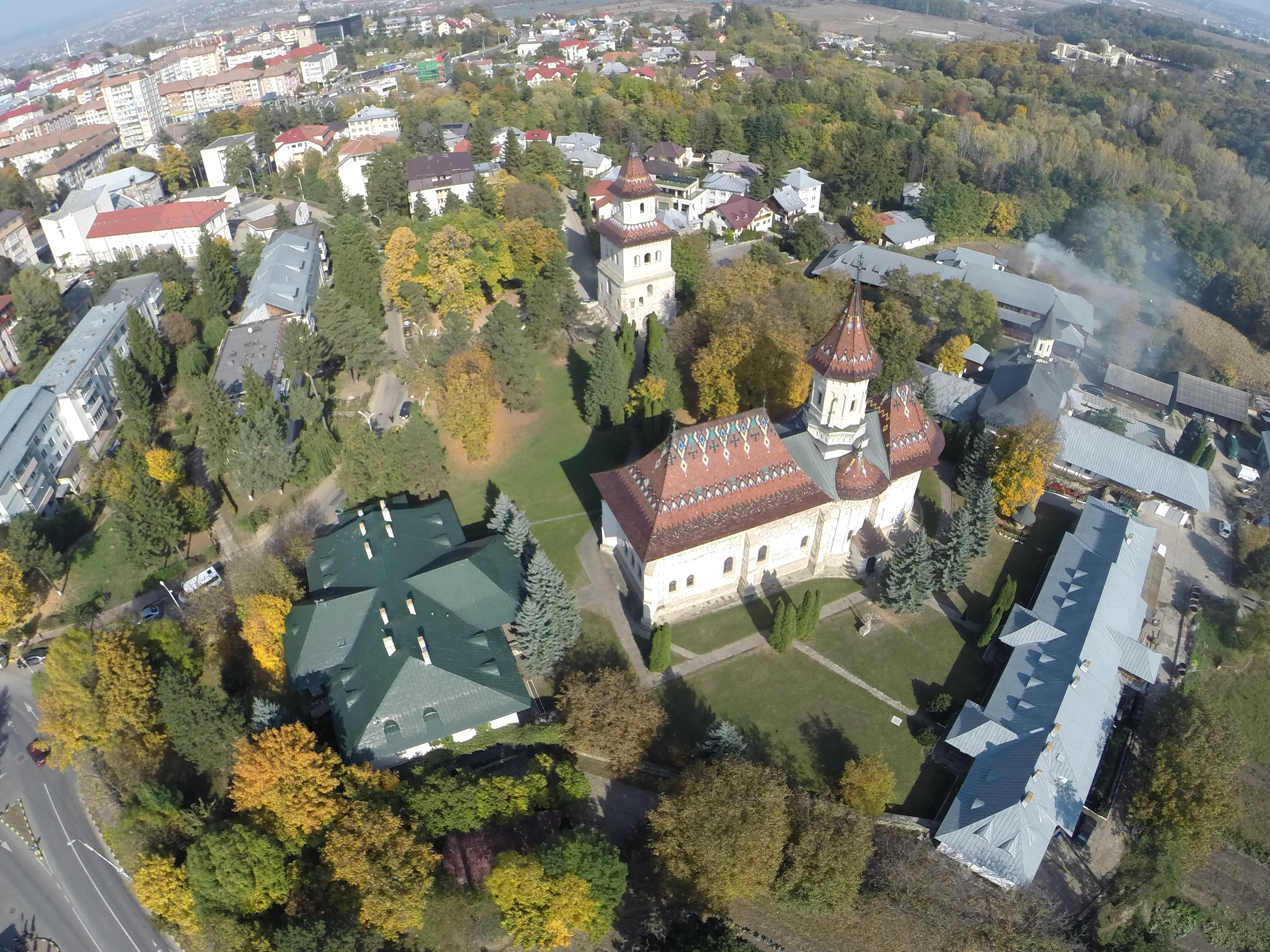
Mănăstirea Sf. Ioan cel Nou
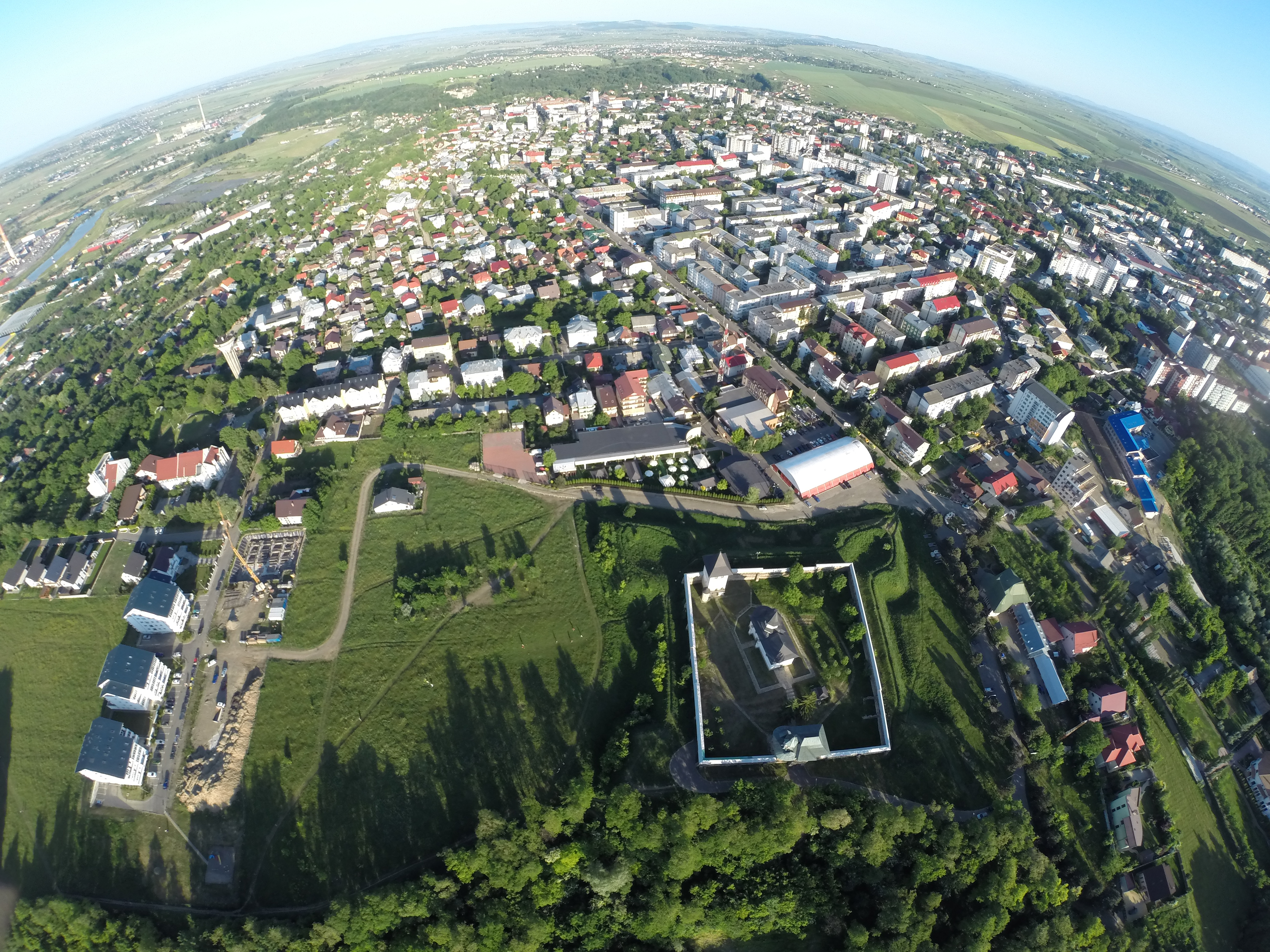
Mănăstirea Zamca
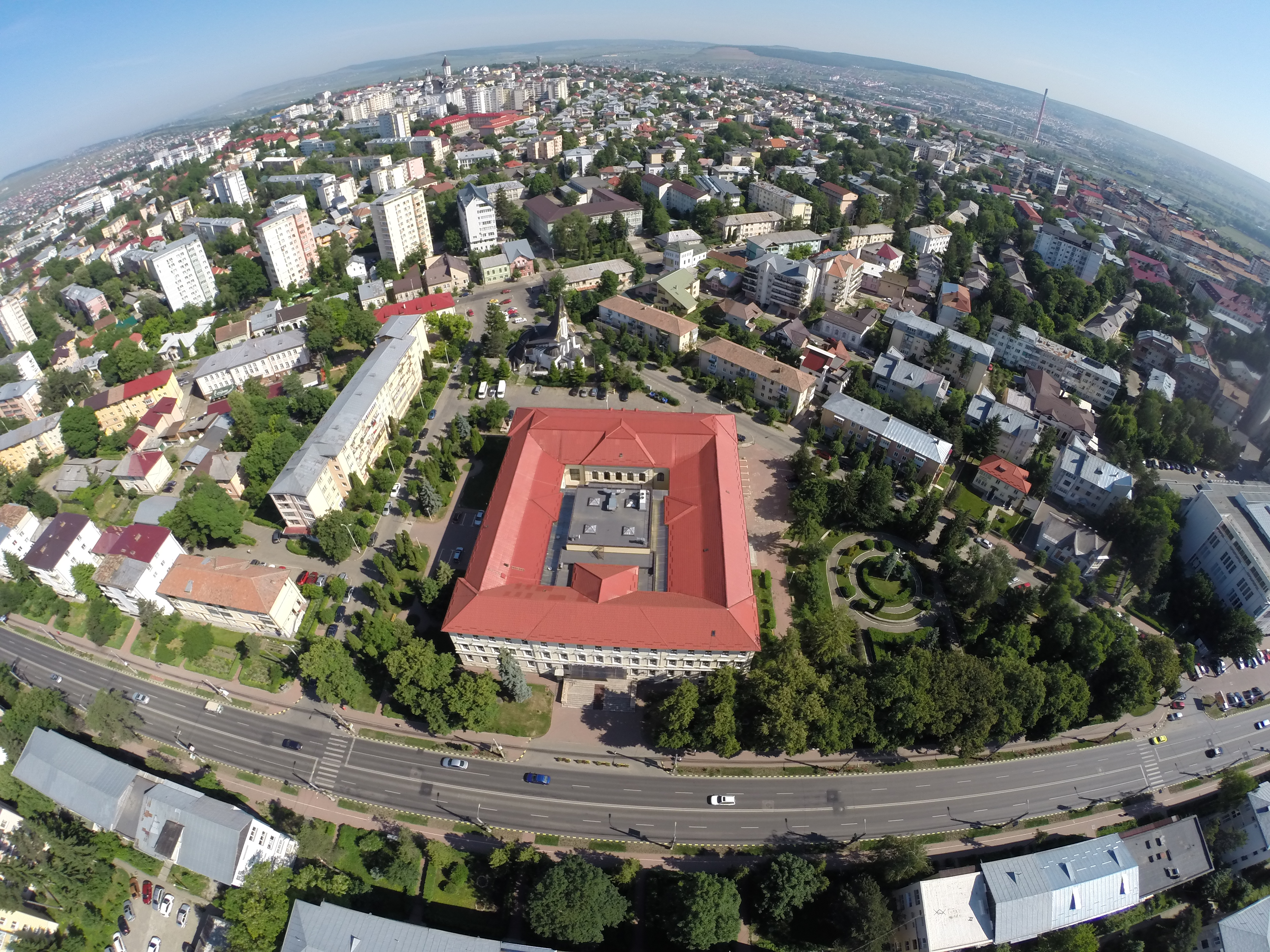
Palatul de Justiție
Catedrala Nașterea Domnului